# Magyarország
Magyarország állam Közép-Európában, a Kárpát-medence közepén. Északról Szlovákia, északkeletről Ukrajna, keletről és délkeletről Románia, délről Szerbia, délnyugatról Horvátország és Szlovénia, nyugatról pedig Ausztria határolja. Népessége a 21. században 10 millió alá csökkent. Hivatalos nyelve a magyar, amely a legnagyobb az uráli nyelvcsaládba tartozó nyelvek közül. Fővárosa és legnépesebb városa Budapest.
Az ország többek között az Európai Unió, a NATO, az OECD, a Világbank és az ENSZ tagja is, része a schengeni övezetnek, része a Délkelet-európai Együttműködési Szervezetnek, valamint egyik alapítója az úgynevezett Visegrádi Együttműködés szervezetnek. Az ország népszerű turisztikai célpont Európában, 2015-ben 16,3 millió külföldi látogató érkezett. Az ország ad otthont a világ egyik legnagyobb termálvízkészletének, a világ egyik legnagyobb termáltavának, Közép-Európa legnagyobb tavának és Közép-Európa legnagyobb füves síkságának.
A polgárai számára általános társadalom- és nyugdíjbiztosítási rendszert tart fenn, részben ingyenes egészségügyi ellátással (járulékfizetési kötelezettség mellett), valamint térítésmentes alap-, illetve középfokú oktatást. A felsőoktatás tandíjas, viszont ösztöndíjjal térítésmentesen is igénybe vehető. Magyarország nemzetközi rangsorokban elfoglalt pozíciói jónak mondhatók. 2024-ben a Numbeo szerinti életminőség-index alapján a világ 44. országa. A Jó Ország Index rangsorban 23. helyen áll (amely az adott ország világméretű hozzájárulását veszi figyelembe egyes területekhez, mint pl. a tudományok, kultúra, békefolyamatok, klímavédelem stb.). 40. helyen áll az „egyenlőtlenségekkel korrigált” emberi fejlettségi index rangsorában, 40. a „Társadalmi Fejlettségi Index” alapján, 2023-ban a világ 35. helyén áll a „Globális Innovációs Index” rangsorában, a „globális békeindex” rangsorában a világ 18. helyén áll az ausztráliai IEP 2023-as jelentése alapján, míg a Numbeo 2024-es rangsora alapján a világ 40. legbiztonságosabb országa. Az élhető országok 2024-es indexén, amely a stabilitás, általános elégedettség és a jogok tekintetében számos szempontot vesz figyelembe, a világ országai közül az 50. helyen végzett, Törökország és Szlovákia mögött. A World Happiness Report 2025-ös felmérése alapján a világ 69. legboldogabb országa.
A gazdasági életszínvonal és jogállamiság szempontjából már kevésbé jó a helyzet. A nettó átlagfizetés  és a minimálbér az EU-ban – Bulgária előtt – az egyik legalacsonyabb. A vásárlóerő szintjén – a Statista német platform alapján – 2025 elején az EU 27 országa közül a 25. helyen végzett, Románia mögött.
2024-ben világviszonylatban közepesen korrupt az ország, míg az Európai Unióban a legkorruptabb. A Transparency International 180 országot rangsoroló korrupciós indexében 2022-ben a 77. helyre került. Az adatok alapján a 2010-es évek folyamán a magyarországi korrupció erősödött. Sajtószabadság tekintetében a 2010-es évek folyamán folyamatosan csúszott le a nemzetközi ranglistán, a Riporterek Határok Nélkül szervezet 2020-as jelentésében a világ országai közül a 89. helyezett volt.
A magyar államiság kezdetei visszanyúlnak Szent István király megkoronázása idejére. Ekkortól kezdve több mint 9 évszázadon át Magyar Királyság néven szerepel a történelemben. Jelenlegi határai nagyjából megegyeznek az 1920-ban, az első világháborút lezáró trianoni békediktátumban kijelölt határokkal. Ennek következményeként az ország elvesztette területének 71, lakosságának 58 százalékát. Az ország a Horthy-korszakban a revízió reményében, a Szálasi-kormány alatt a német érdekeket kiszolgálva lépett be, ill. maradt hadviselő a második világháborúban, de a kisebb-nagyobb sikeres harcok és a súlyos veszteségek ellenére sem ért el tartós áttörést, az 1947-es párizsi békeszerződés pedig kialakította a mai országhatárokat. A világháborút követően az ország a Szovjetunió megszállási övezetébe került. A rendszerváltásig kétszer került Magyarország a világpolitika középpontjába: először az 1956-os forradalom kapcsán, másodszor 1989-ben, amikor a páneurópai piknik során a keletnémetek nyugatra távozhattak.
2010 óta a demokrácia szintjén jelentős hanyatlás következett be. 2020-ban olyan országokkal kapott hasonló besorolást, mint Brazília, Indonézia vagy Európában Albánia. A 2020-as és 2022-es brüsszeli jogállamisági jelentés egy sor problémát tárt fel. 2022-ben az Európai Parlament nagy többséggel elfogadott egy állásfoglalást, amelyben kimondják, hogy Magyarország már nem teljes értékű demokrácia, hanem választási autokrácia, egy hibrid rezsim. Az ország emellett komoly demográfiai krízissel is szembesül.

## Földrajz
Magyarország a keleti félgömb 16° és 23° hosszúsági körei között és az északi félteke 45° és 49° szélességi körei között, Európa közepén helyezkedik el, a Kárpát-medencében. Tengerparttal nem rendelkező ország. Tőle csaknem egyforma távolságra van nyugatra az Atlanti-óceán és keletre az Urál-hegység, tőle délre fekszik a Földközi-tenger és északra a Balti-tenger. Az országhoz legközelebb eső tenger, az Adriai-tenger körülbelül 300 kilométer távolságra található. Magyarország területe 93 030 négyzetkilométer, amivel az országok méret szerinti rangsorában a középmezőnyben található, a 108. helyen. Az országhatár hossza 2215,3 kilométer, ebből a szlovák határszakasz 654,7; az ukrán 136,7; a román 447,7, a szerb 174,4; a horvát 344,8; a szlovén 102,0; az osztrák pedig 355,0 km. A határvonalat 54 500 töréspont, illetve 22 ezer határjel jelöli ki.
| Szlovákia Ukrajna Románia Szerbia Horvátország Szlovénia Ausztria BUDAPEST Szeged Pécs Székesfehérvár Győr Sopron Szombathely Miskolc Debrecen Nyíregyháza Kecskemét Dunaújváros Kaposvár Békéscsaba Kékes Duna Tisza Balaton |

### Domborzat

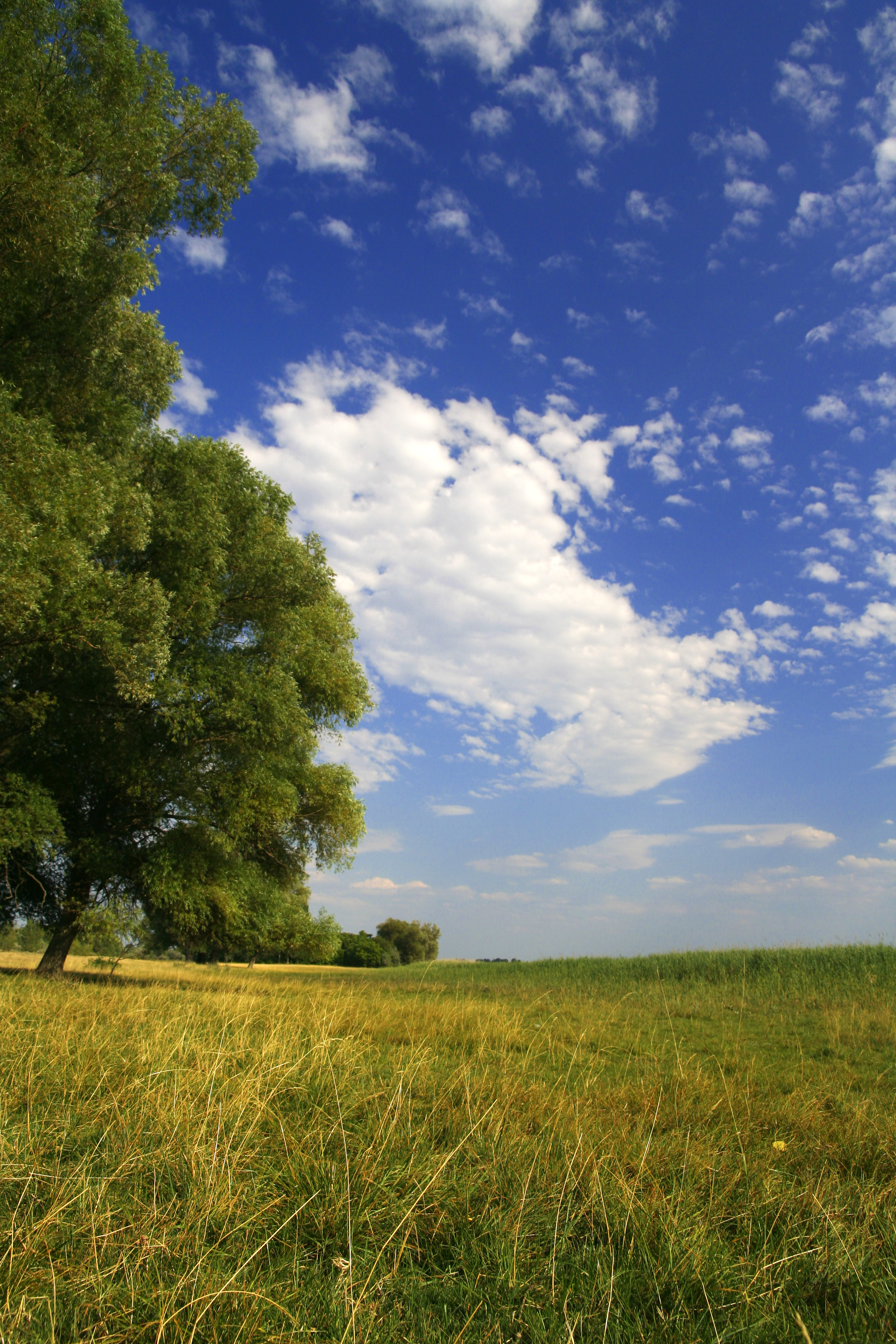
A Csíra-szék Orgoványnál a Kiskunsági Nemzeti Parkban

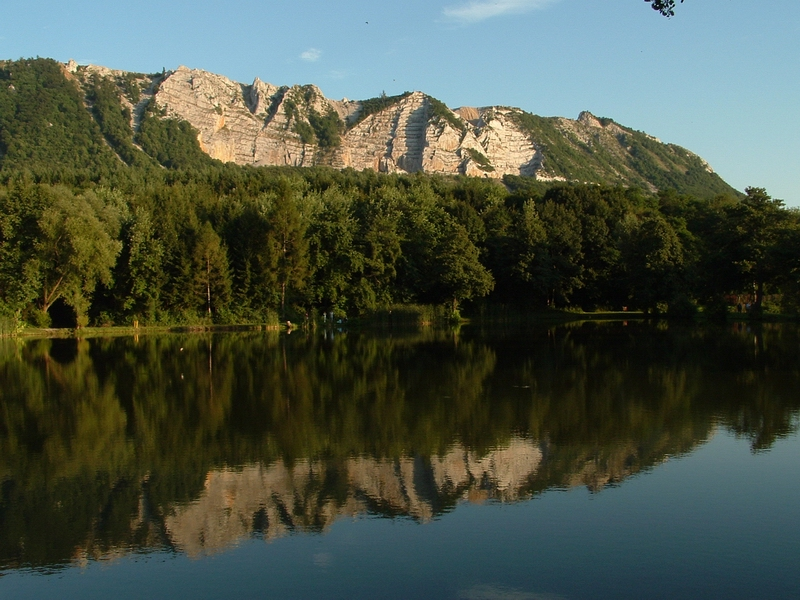
Bél-kő hegye és az egykori Bélapátfalvi Cementgyár tározója a Bükki Nemzeti Parkban

Az ország területének nagy része 200 méternél alacsonyabb tengerszint fölötti magasságon fekszik, noha Magyarországon számos középhegység terül el, a 300 méteres magasságot meghaladó kiemelkedések az ország területének kevesebb mint 2%-át foglalják el. A legmagasabb pontja a Kékes 1014 m-es (más mérések szerint 1015 m-es) magassággal, a legalacsonyabb pont pedig Szegedtől délre a Tisza jobb partján Gyálarét Lúdvár nevű részén van (Röszke mellett) 75,8 m-es tengerszint feletti magasságon. Az ország legfontosabb természeti kincse a termőföld, annak ellenére, hogy a talajminőség változatos. Területe 70%-a alkalmas mezőgazdasági hasznosításra, és ezen arányon belül 72%-ot tesznek ki a szántóföldek. Az ország közepe Pusztavacs község területén van. A legészakibb pont Füzér község területén, László-tanya közelében, a legdélibb pont Beremend község területén, a legkeletibb pont Garbolc község területén, a legnyugatibb pont pedig Felsőszölnök község területén van.
Magyarországot hagyományosan hat természetföldrajzi tájegységre szokás bontani. Ezek nyugat-keleti irányban a Nyugat-Magyarországi peremvidék, a Kisalföld, a Dunántúli-dombság, a Dunántúli-középhegység, az Alföld és az Északi-középhegység. A természeti tájak felosztása a 6 nagytájban 35 középtájat és a 65 kistáj-csoportban összesen 227 kistájat különít el. Az Alföld egy feltöltött síkság, területén szinte nincs szintkülönbség, a legnépesebb városa Debrecen. A Kisalföld az ország északnyugati részén fekszik, a Szigetköz, a Rábaköz és a Marcal-medence alkotják, legnépesebb városa Győr. Az Alpokalja a nyugati határ mentén helyezkedik el, a Keleti-Alpok lejtővidéke az ország legcsapadékosabb része, legmagasabb területei a Kőszegi-hegység és a Soproni-hegység. Legnépesebb városa Szombathely. A Dunántúli-dombság a Balatontól dél, délkelet és délnyugati irányban fekszik, részei a Zalai-dombság, a Somogyi-dombság, a Tolnai-hegyhát, a Baranyai-dombság és két hegyvidék, a Mecsek (legmagasabb pontja a Zengő, 682 méter) és a Villányi-hegység. A Dunántúli-középhegység a Balatonnal párhuzamosan, délnyugat-északkeleti irányban foglal helyet a Dunakanyarig. Részei a Bakony, a Balaton-felvidék (történelmi borvidék) a Vértes, a Velencei-hegység és a Dunazug-hegyvidék. Az Északi-középhegység Magyarország legmagasabb vidéke, a Duna visegrádi áttörésétől a Bodrogig tart. Itt található a Mátra, amely a Zagyva-völgytől kelet felé magasodik, az ország legmagasabb csúcsával (Kékes, 1014 m). Az Északi-középhegységhez tartozik továbbá egy ún. átmeneti terület is a hegység és az alföld között.
Az újabb természetföldrajzi besorolások ettől kisebb-nagyobb mértékben eltérnek: például a Zalai-dombságot az Alpokaljához (illetve annak egy kiterjesztett értelmezéséhez, a Nyugat-magyarországi peremvidékhez) sorolják; a korábban a Dunántúli-középhegységhez tartozó Visegrádi-hegységet pedig az Északi-középhegységhez.

### Vízrajz

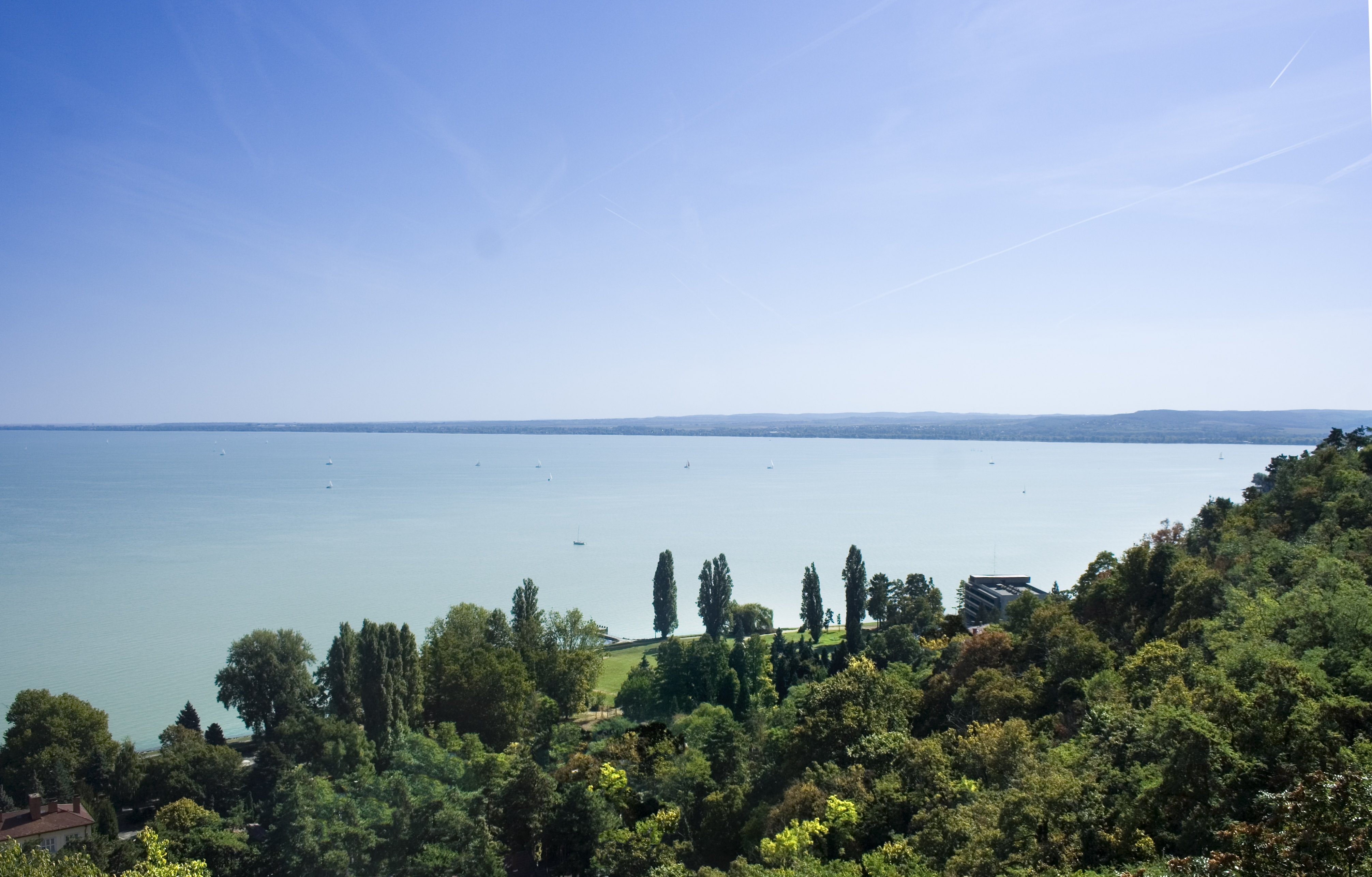
A Balaton Tihanynál

A Kárpát-medence csaknem teljes egészében a Duna vízgyűjtő területéhez tartozik. Magyarország azonban nemcsak édesvízben, de hévizekben is gazdag, sőt Európa hévízben leggazdagabb tájegysége. Az ásványi anyagokban dús hévizek hőmérséklete olykor a 70 °C-ot is meghaladja. Magyarország vízhálózatának tengelye a Duna folyam, amelynek teljes hossza 2850 km, ebből magyarországi főágának hossza 417 km. Az ország legnagyobb mellékfolyója a Tisza, amely 962 km hosszú, és ebből magyarországi szakaszának hossza 584,9 km. A Duna jobb parti mellékfolyói a Lajta, a Rábca, a Rába, a Sió csatorna (amely a Balaton vizét vezeti le, jelentősebb mellékfolyói a Kapos és a Sárvíz) és a Dráva, utóbbi már a magyar határon túl csatlakozik a Dunához, bal parti mellékfolyója pedig az Ipoly. A Tisza jobb parti mellékfolyói a Bodrog, a Sajó (jelentős mellékfolyója a Hernád) és a Zagyva, bal parti mellékfolyói a Túr, a Szamos, a Kraszna, a Hármas-Körös (a Sebes-Körös, a Fehér-Körös és a Fekete-Körös valamint a Berettyó) és a Maros. A Zala folyót a „Balaton táplálója” néven is emlegetik. Magyarország és Közép-Európa legnagyobb tava a Balaton; felülete 594 km². Ezt követi a Tisza-tó, melynek felülete 127 km² (ez Magyarország legnagyobb mesterséges tava), a Fertő tó, Ausztria és Magyarország közös tava, magyarországi felülete 75 km², valamint a Velencei-tó, agárdi vízmérce állásánál a felülete 24,2 km², ebből közel 10,1 km²-t nádas borít.

### Éghajlat

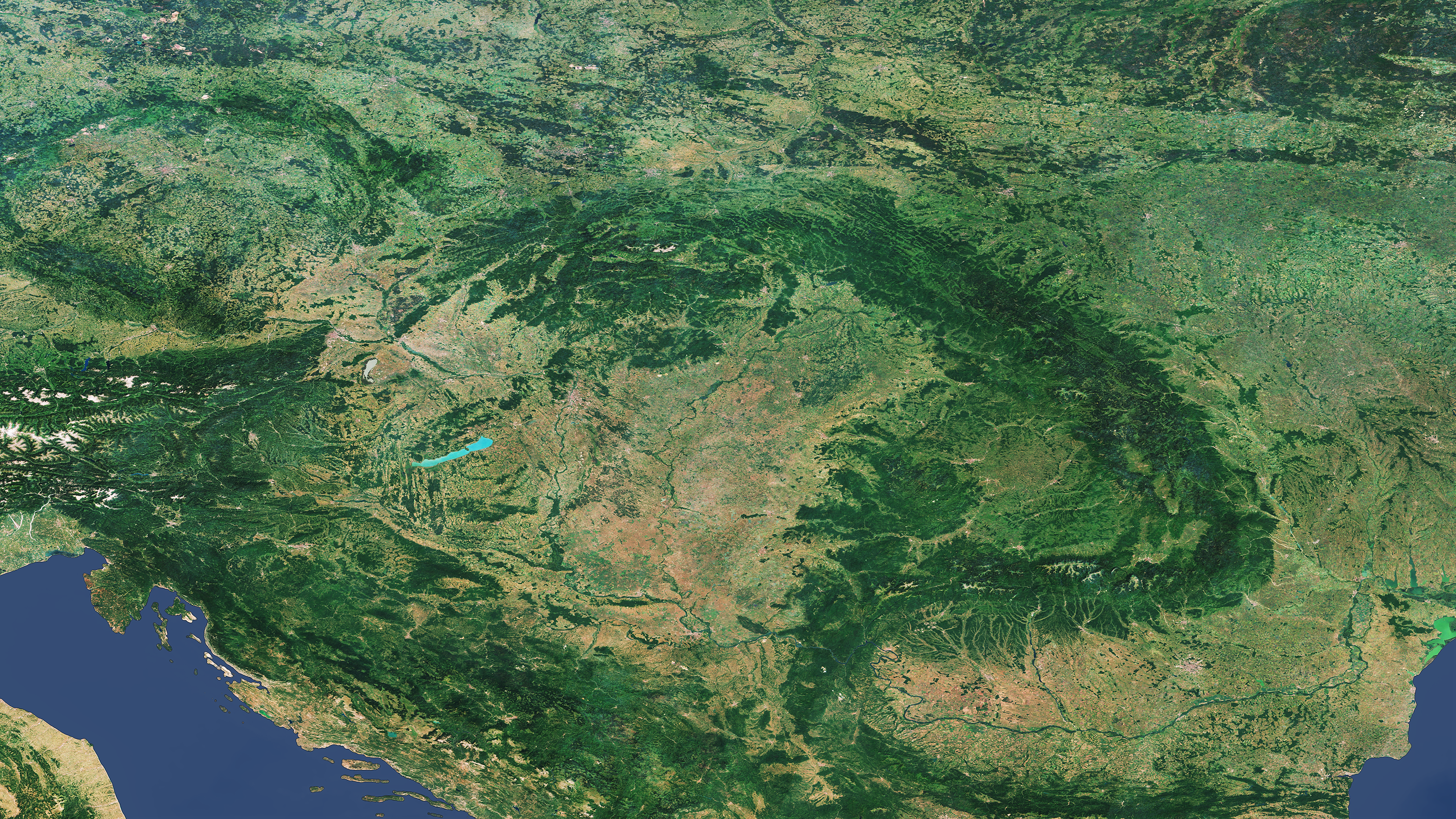
Műholdkép a Kárpát-medencéről, a felhőmentes mozaikkép a Sentinel-3A műhold által 2017. március 1. és 2017. július 30. között felvett jelenetekből áll

Magyarország négy éghajlati terület határán helyezkedik el, időjárását a keleti nedves kontinentális, a nyugati óceáni, az északi sarkvidéki légtömegek és a déli-délnyugati mediterrán hatás alakítják. Az évi középhőmérséklet 8–11 °C, amelynek viszonylag magas, 20–25 °C-os az ingadozása. A hőmérséklet átlagos értéke januárban a legalacsonyabb, 0 – -4 °C, júliusban a legmagasabb, 18–22 °C. A napsütéses órák száma évente 1750–2200 között van, ez az Alföld déli és középső részén a legmagasabb; a Dunántúl nyugati és az Északi-középhegység északi oldalán a legalacsonyabb, ami fontos tényező a mezőgazdaság szempontjából. Az évi átlagos csapadékmennyiség 500–900 mm: az Alföldön 500–600 mm, a Dunántúl délnyugati tájain, valamint a hegységek magasabb részein 750–900 mm. Az északnyugati szél az uralkodó. A valaha mért legalacsonyabb hőmérsékletet, mínusz 35 °C-ot 1940. február 16-án Görömbölytapolcán, Miskolc közelében regisztrálták.  A valaha mért legmagasabb hőmérsékletet, 41,9 °C-ot 2007. július 20-án Kiskunhalason mérték.
A Nógrád vármegyei Zabar és környéke az ország egyik leghidegebb téli középhőmérsékletű területe. 2020. októberi adatok szerint az év 365 napjából 55-nél Zabar tartja a napi minimumhőmérsékleti rekordot. A település két részből áll: Külső- és Belső-Zabar; a hidegrekordok az utóbbira jellemzők, mivel dombok között, völgyben fekszik, míg Külső-Zabar nyíltabb területen helyezkedik el.

### Élővilág, természetvédelem

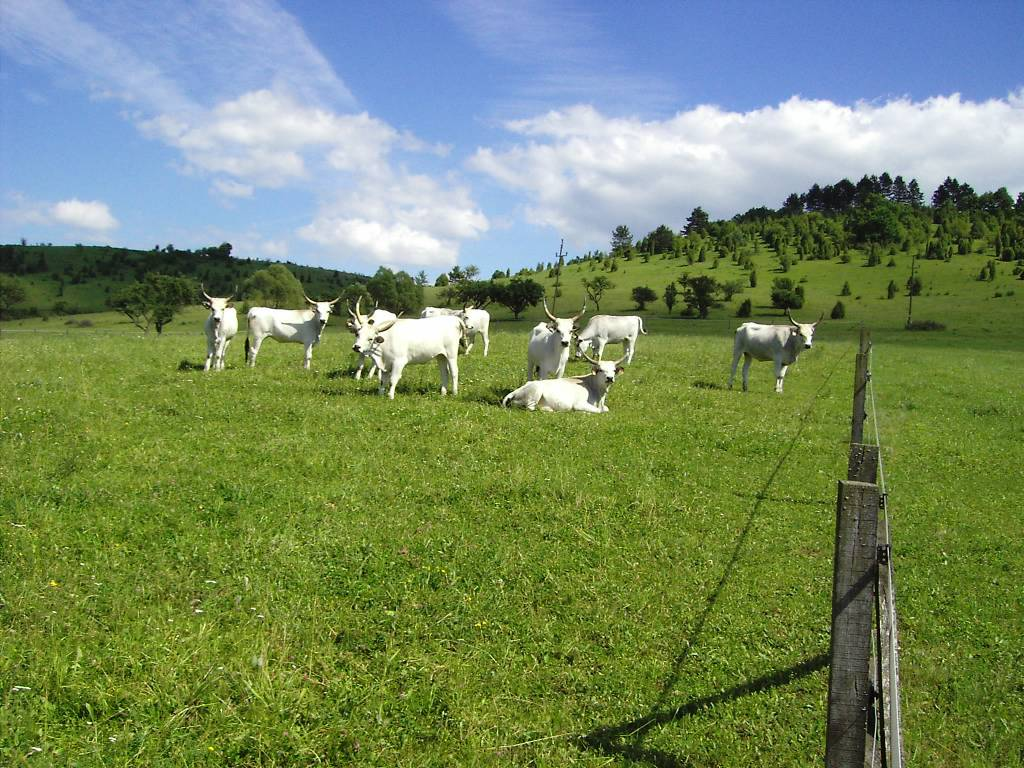
A hungarikumnak számító magyar szürke szarvasmarhák legelés közben Szinpetriben

Magyarország teljes egésze a pannon elegyes erdők ökorégióhoz tartozik a WWF besorolása szerint. Az ország területének húsz százalékát erdőterület borítja. Állatvilágát tekintve az egyik leggazdagabb ország Európában. A természeti értékek védelmére az országban illetékességi területeket is magukban foglalóan 10 nemzeti parkot (NP), 39 tájvédelmi körzetet (TK), 174 országos jelentőségű természetvédelmi területet (TT) és 103 természeti emléket (TE) hoztak létre, ezeken túl önkormányzati hatáskörben pedig 1811 természetvédelmi területet és természeti emléket hoztak létre eddig, összesen 848 924 hektáron. Ezeken túl az ország Európai Uniós kötelezettségből fakadóan jelentős mennyiségű Natura2000 védettséget élvező területtel, továbbá bioszféra- rezervátumokkal, natúrparkokkal, erdőrezervátumokkal, csillagoségbolt- parkokkal és geoparkokkal is rendelkezik. Magyarországon a világon elsőként 1961 óta minden barlang törvényi (ex lege) országos jelentőségű védettséget élvez. További hasonló védelemben részesül minden kunhalom, földvár, víznyelő, forrás, láp és szikes tó. Az állami természetvédelem világviszonylatban is az egyik legfejlettebb, Magyarország az elsők között hozta meg a napjainkban is modernnek számító, rendkívül részletes 1996. évi LIII. törvényt a természet védelméről. Az ország ezen túl Alaptörvényébe foglalva is szavatolja a természeti környezet, mint örökség, és mint az emberi jólét egyik alapkövének védelmét.
Az ország védett természeti értékei közül a legfontosabbak régiónként: Budapesten a Városliget, a Margit-sziget, a Gellért-hegy, a Sas-hegy és a Pál-völgyi-barlangrendszer; Dunántúlon a világörökséghez tartozó Fertő tó, a termálvizes Hévízi-tó, a tapolcai tavas-barlang, a tatai Öreg-tó, a Velencei-tó és kirándulóövezete, Tihany belső tavai és geológiai tanösvénye, az Abaligeti-barlang, a szársomlyói természetvédelmi terület, a villányi kőbánya őslénybemutatója, a fertőrákosi kőfejtő, a Dunakanyar, valamint a régió nagy kiterjedésű erdőségei, a Pilis, a Dunántúli-középhegység (Bakony, Vértes, Visegrádi-hegység), a Gemenc, a Gyulaj, az Alpokalja és a Mecsek; Észak-Magyarországon az Északi-középhegység számos túralehetőséget kínáló erdőségei és a látványos természeti értékei, a Börzsöny, a Mátra, a Bükk-vidék (Lillafüred, barlangok), az Aggteleki Nemzeti Park; az Alföldön a Hortobágy, ami világörökségi helyszín, a Bugac, a Mártély a Tisza holtágaival és a kunhalmok.
Számos település rendelkezik a helyi növényvilágot bemutató arborétummal, a legismertebbek Vácrátóton, Zircen, Badacsonytomajon, Kámon, Kőszegen, Vépen, Szelestén és Szarvason találhatók. A különleges állat-bemutatóhelyek közé tartozik a nyíregyházi sóstói vadaspark, a kardoskúti hagyományos állattartó telep, a mezőhegyesi és a bábolnai állami ménes, a dévaványai túzokrezervátum, a poroszlói Tisza-tavi Ökocentrum és a Veresegyházi Medveotthon. Magyarországon az összes hüllő- és kétéltűfaj védelem alatt áll – ez alól az egyetlen kivétel a betelepített vörösfülű ékszerteknős.

### Nemzeti parkok
| Sorszám | Nemzeti Park      | Igazgatóság   | Terület   | Alapítva |
| ------- | ----------------- | ------------- | --------- | -------- |
| 1       | Hortobágyi        | Debrecen      | 82 000 ha | 1973     |
| 2       | Kiskunsági        | Kecskemét     | 53 000 ha | 1975     |
| 3       | Bükki             | Eger          | 40 200 ha | 1976     |
| 4       | Aggteleki         | Jósvafő       | 20 170 ha | 1985     |
| 5       | Fertő–Hanság      | Sarród        | 23 731 ha | 1991     |
| 6       | Duna–Dráva        | Pécs          | 50 000 ha | 1996     |
| 7       | Duna–Ipoly        | Budapest      | 60 300 ha | 1997     |
| 8       | Balaton-felvidéki | Csopak        | 57 000 ha | 1997     |
| 9       | Körös–Maros       | Szarvas       | 50 100 ha | 1997     |
| 10      | Őrségi            | Őriszentpéter | 43 927 ha | 2002     |

## Történelem
A Magyarország név 1920 előtti viszonylatban, a korábbi történelmi időszakok esetében általában a történelmi Magyar Királyságra vonatkozik. Néha a mai Magyarország területét is érthetjük alatta, ezt azonban minden esetben külön jelezni kell.

### Legkorábbi geszták a magyarokról
A magyar nép kialakulásáról szóló első legendás történetírásaink a Gesta Hungarorum (Anonymus) és Gesta Hunnorum et Hungarorum (Kézai Simon).

### Honfoglalás és a Magyar Királyság
Az ősmagyarok legkorábbi ismert hazájának a Volga vidékét tekinthetjük (Magna Hungaria). Ezt követően a 7. és a 9. század között a Don folyó melletti Etelközben éltek. Kisebb részük keleten maradt és a volgai bolgárokhoz csatlakozott a Volgai Bolgárországban. Vannak nyomai egy Kaukázusi Magyarországnak is, ennek mibenléte azonban a források elégtelensége miatt vitatott.

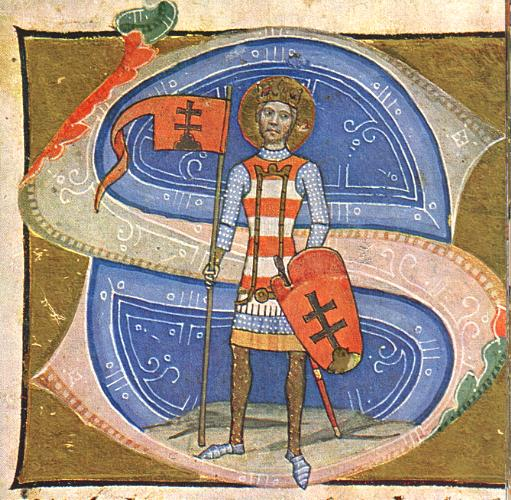
István király alakja a Képes krónikában

A nép nagyobb része nyugatra vonult. 895-ben, a honfoglalás során az egész Kárpát-medencét a birtokukba vették. A Képes Krónika szerint ez volt a magyarok második bejövetele, Atilla hun király halála után száz évvel, Kr. u. 677-ben. A 10. század első felében kalandozó hadjárataikkal rémületben tartották Nyugat- és Dél-Európát, ekkoriban a keresztény templomokban a könyörgés részévé váltak a félelmet tükröző szavak, mint a 900-as évek elején született Modenai himnuszban: „Ab Ungerorum nos defendas iaculis”, azaz „Védj meg minket a magyarok támadásától” A komolyabb Nyugat-Európába induló hadjáratok az augsburgi csata (955) után véget értek, de Dél-Európa felé még tovább is folytak a kalandozások. A kalandozások tényleges végét csak a 973-as quedlinburgi találkozó jelentette.

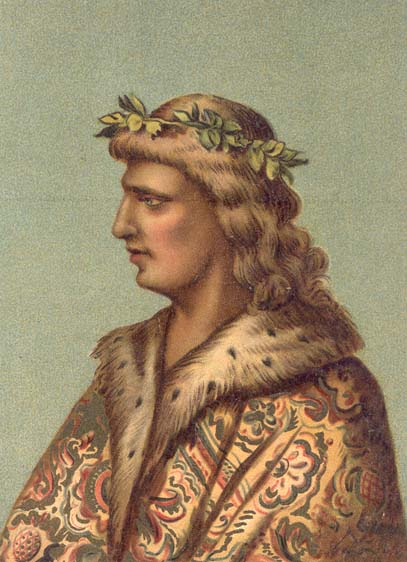
Hunyadi Mátyás

Géza nagyfejedelem nyugat felé fordult, miután megalapította a két fejedelmi központot, Esztergomot és Székesfehérvárt. 973-ban követeket küldött a német-római császárhoz, I. Nagy Ottóhoz, és keresztény papokat, hittérítőket kért tőle. Ezek nevelték fiát, Vajkot is, aki megkeresztelésekor az István nevet kapta. István király nevelője Adalbert prágai püspök volt, az ő nevéhez fűződik megkeresztelése, valamint valószínűleg István házasságát is ő hozta tető alá Gizella bajor hercegnével. Géza az öröklésben a hagyományos szeniorátus (a nemzetség legidősebb élő férfi tagjának öröklési joga) helyett a keresztény-germán primogenitúrát (az elsőszülött fiú öröklési joga) akarta érvényesíteni. Géza halála után a pogányok támogatását élvező Koppány következett volna a fejedelmi trónon. Koppány Tar Szerénd fia volt, aki Géza másodunokatestvére és Árpád egyik fiának, Tarkacsunak az unokája. István azonban német segítséggel legyőzte őt, majd 1000 karácsonyán királlyá koronáztatta magát. Ezzel megszületett a keresztény Magyar Királyság, amely több mint kilenc évszázadig állt fenn a Kárpát-medencében. Az Árpád-házi királyok igyekeztek megőrizni Magyarország területi integritását: II. András (1205–1235) keresztes hadjáratot vezetett, „Jeruzsálem királya” lett, IV. Béla (1235–1270) újjáépítette a tatárok által kifosztott országot, I. (Szent) László (1077–1095) pedig a német terjeszkedéstől, a pápai hűbértől és a keleti nomád népek pusztításaitól egyaránt megvédte országát és biztosította a független magyar állami létet.
Miután 1301-ben meghalt az utolsó Árpád-házi uralkodó, pár évig hatalmi harcok gyengítették az országot. Végül az Árpád-házzal leányágon rokon Anjou-dinasztia szerezte meg a hatalmat, és a 14. században ezt meg is tartották. Károly Róbert, az első Anjou-házi király központosította a királyi hatalmat. Fia, Nagy Lajos uralkodása alatt érte el az ország legnagyobb kiterjedését, a magyar koronának számos vazallus állam volt alárendelve. Az Anjou-királyok egyik legfontosabb székhelye (Székesfehérvár és Buda mellett) Visegrád volt. A 15. században a Magyar Királyság Európa jelentős hatalma volt. Luxemburgi Zsigmond, majd Mátyás király uralkodása alatt az ország kulturális szempontból is felzárkózott a legfejlettebb országokhoz. Az ország elsődleges központja Buda lett, Mátyás híres királyi reneszánsz udvarával. Mátyást a Jagelló-házi királyok követték a trónon. Ekkor azonban már fenyegetett a török megszállás, ami a 16. században véget vetett az ország nagyhatalmi helyzetének és hosszú időre a függetlenségének is.

### A török kor (16–17. század)

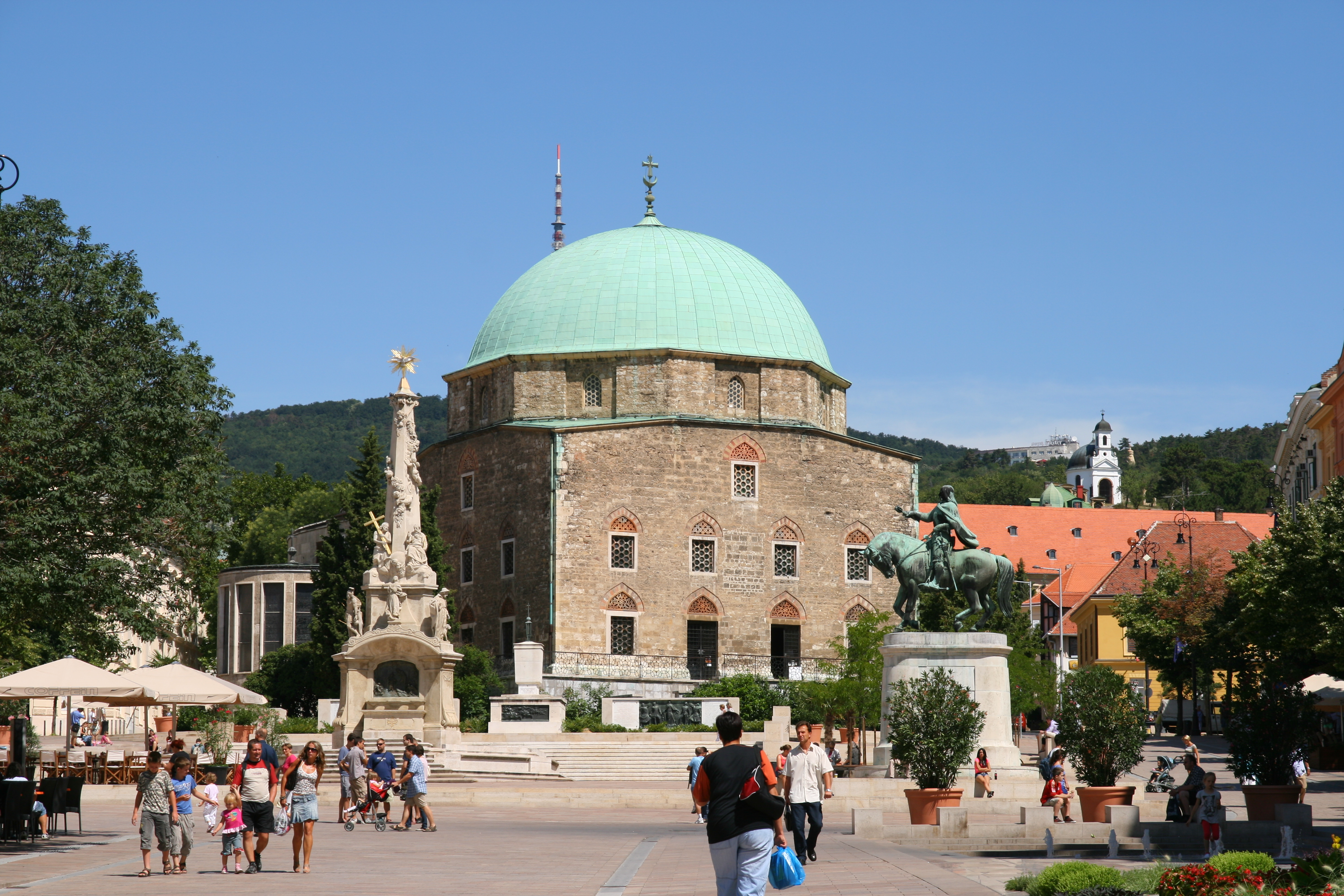
A török korból fennmaradt Gázi Kászim pasa dzsámija a pécsi Széchenyi téren

Az 1520-as évek elején az oszmánok nagy lendülettel támadtak a déli magyar végvárrendszerre, és sok-sok évnyi véres küzdelem után sikeresen át is törték. A középkori Magyar Királyság kulcsának és déli kapujának számító Nándorfehérvár eleste 1521. augusztus 29-én következett be. Ezt követte az ország belseje ellen intézett támadás 1526-ban, amely a mohácsi vereséghez és azt követően az egységes Magyar Királyság felbomlásához vezetett. Ekkor még kivonultak a török csapatok Budáról, és Bécs sikertelen 1529-es ostroma után sem maradt megszálló erő az ország középső részén. A kirobbanó magyar belháborúnak véget vetve 1541-ben az Oszmán Birodalom elfoglalta Budát. Ezzel a Magyar Királyság három részre szakadt, a királyi Magyarországra, a Keleti Magyar Királyságra (később Erdélyi Fejedelemség), illetve a hódoltság területére.
A hódoltság igazgatására létrejött a budai vilajet. A következő negyed században a törökök elfoglalták az ország területének 40%-át, amit aztán kisebb-nagyobb hódításokkal tovább bővítettek. A tizenöt éves háború kitöréséig kiterjesztették hatalmukat a Délvidék mellett az Alföld nagy részére és a Dunántúl déli és keleti részére. 1552-ben megalakult a temesvári vilajet is a megnövekedett terület igazgatására. A háború nagy pusztítást hozott a hódoltság területén és a határvidéken élők számára, azonban igazi döntést egyik fél sem tudott kiharcolni. Ekkor jött létre az egri és a kanizsai vilajet, valamint a rövid életű győri is. Az Alföldet és a Partiumot krími tatárok pusztították, ami kisebb települések sorát törölte el a föld színéről. A 17. században az Oszmán Birodalom fejlődése elmaradt a nyugat-európai államok mögött, és a belső nehézségek a magyarországi területeket sem kerülték el.

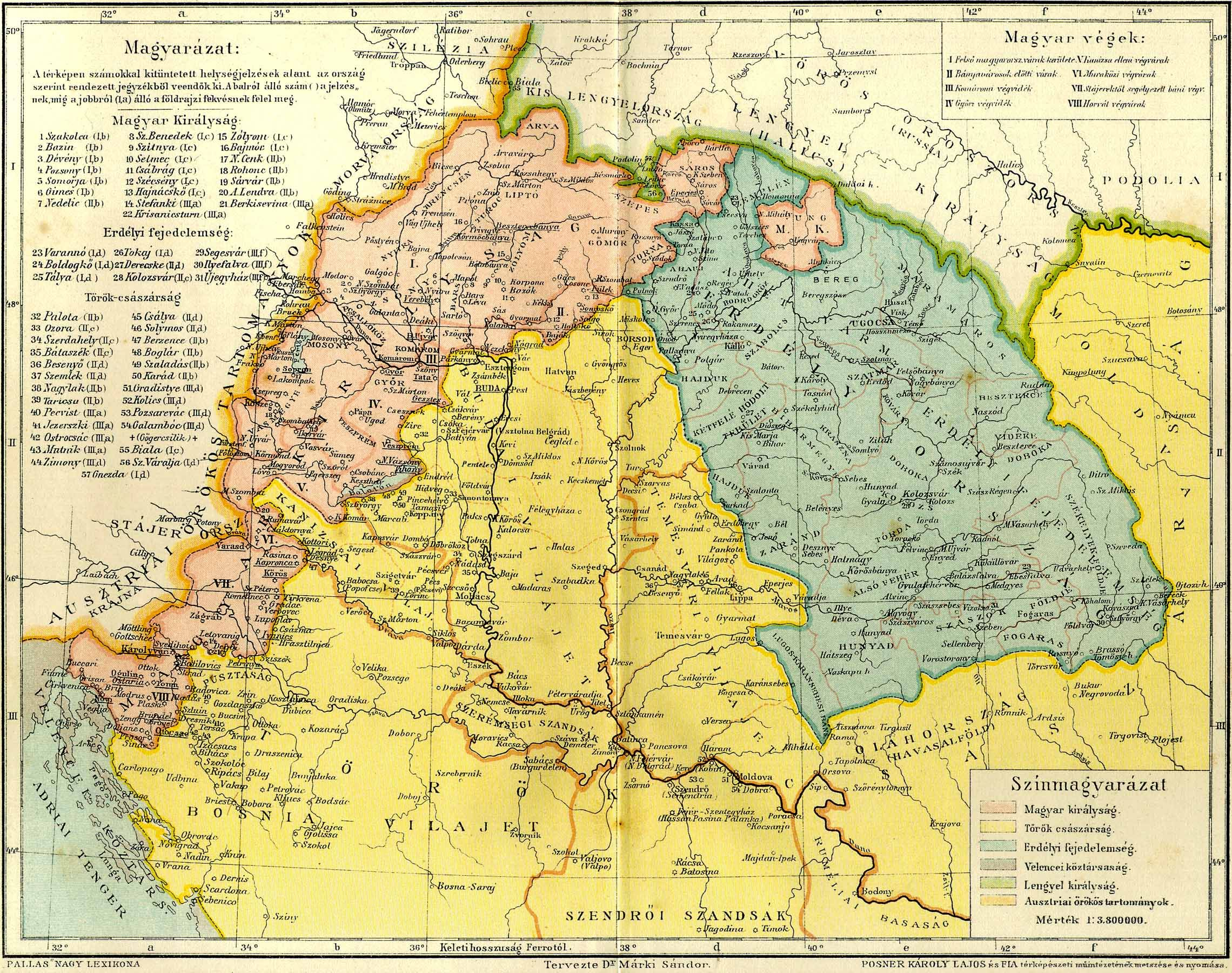
A Magyar Királyság és Erdély területe 1629-ben

A török uralom alatti országrész településeinek jelentős része a kora újkor során a háborús időszakok pusztításai miatt fokozatosan eltűnt a föld színéről, és a 17. század második felére a terület néhány önvédelemre berendezkedő mezőváros kivételével gyakorlatilag elnéptelenedett. A pusztulás okozója elsősorban nem is a törökök uralma volt, hanem a kegyetlen háborúk, különösen a Habsburgok által alkalmazott idegen zsoldoskatonák szüntelen gyilkolása, fosztogatása. A század második felében Zrínyi Miklós hősies erőfeszítésekkel próbálta megszervezni a törökök magyar vezetéssel történő kiűzését az ország újraegyesítése érdekében, azonban a Habsburgok által megkötött vasvári béke török kézen hagyta azokat az 1660–64 között szerzett területeket, amelyek visszaszerzésére a magyar rendek annyira törekedtek (köztük Váradot is).
A királyi Magyarország területén I. Lipót a Wesselényi-összeesküvésre hivatkozva 1671-től nyílt abszolutizmust vezetett be. Megszüntette a nádori tisztséget, kemény ellenreformációs intézkedéseket vezetett be, amely részben sértette a magyar rendi alkotmányt. A magyar nemesség és parasztság ellenállását és a Thököly Imre vezette szabadságharc helyi sikereit látva Lipót 1681. április 28-án összehívta a soproni országgyűlést, helyreállítva az 1667 óta betöltetlen nádori hivatalt.
Az oszmán hadsereg 1683-as Bécs előtti veresége után 1684-ben XI. Ince pápa nagy diplomáciai erőfeszítések árán létrehozta a Szent Ligát (Liga Sacra), amelynek célja az európai török uralom felszámolása volt. A szövetséghez csatlakozott a Habsburg Birodalom (benne a Magyar Királysággal), Velence, a Lengyel–Litván Unió, Bajorország, Oroszország, Brandenburg és Szászország és titokban az Erdélyi Fejedelemség is. A kezdeti olyan gyors sikerek ellenére, mint Buda visszafoglalása (1686) vagy a nagyharsányi csata (1687), a törökellenes háború lendülete kifulladt, a Kárpát-medence területe pusztító háború színterévé vált. 1697-től a török elleni háború fővezére Savoyai Jenő tábornagy lett, aki először leverte a hegyaljai felkelést, leszámolt Thököly híveivel, majd 1697-ben a zentai csatában megsemmisítette a szultáni fősereget.
A 17. század végére a Habsburg vezetés alatt álló keresztény seregek a nagyrészt lakatlan Temesköz kivételével visszafoglalták a középkori Magyar Királyság törökök által elfoglalt területeit, amit az 1699-es karlócai béke szentesített (A Temesköz jelentős részét egyéként Savoyai Jenő herceg vezette császári csapatok már korábban elfoglalták). A szintén osztrák kézre jutott Erdélyt azonban nem egyesítették Magyarországgal, hanem külön kormányozták. Magyarország, megmaradt önállóságát is elvesztvén, a Habsburg-kormányzat leigázott, katonailag megszállott országa lett. Az egész időszakot a magyarok kárára elkövetett jogsértések és jogfosztások jellemzik. A kormányzat részéről kirótt hatalmas terhek (porció, forspont) és a katonai erőszakoskodások a lakosságot végsőkig igénybe vették.

### 18–19. század

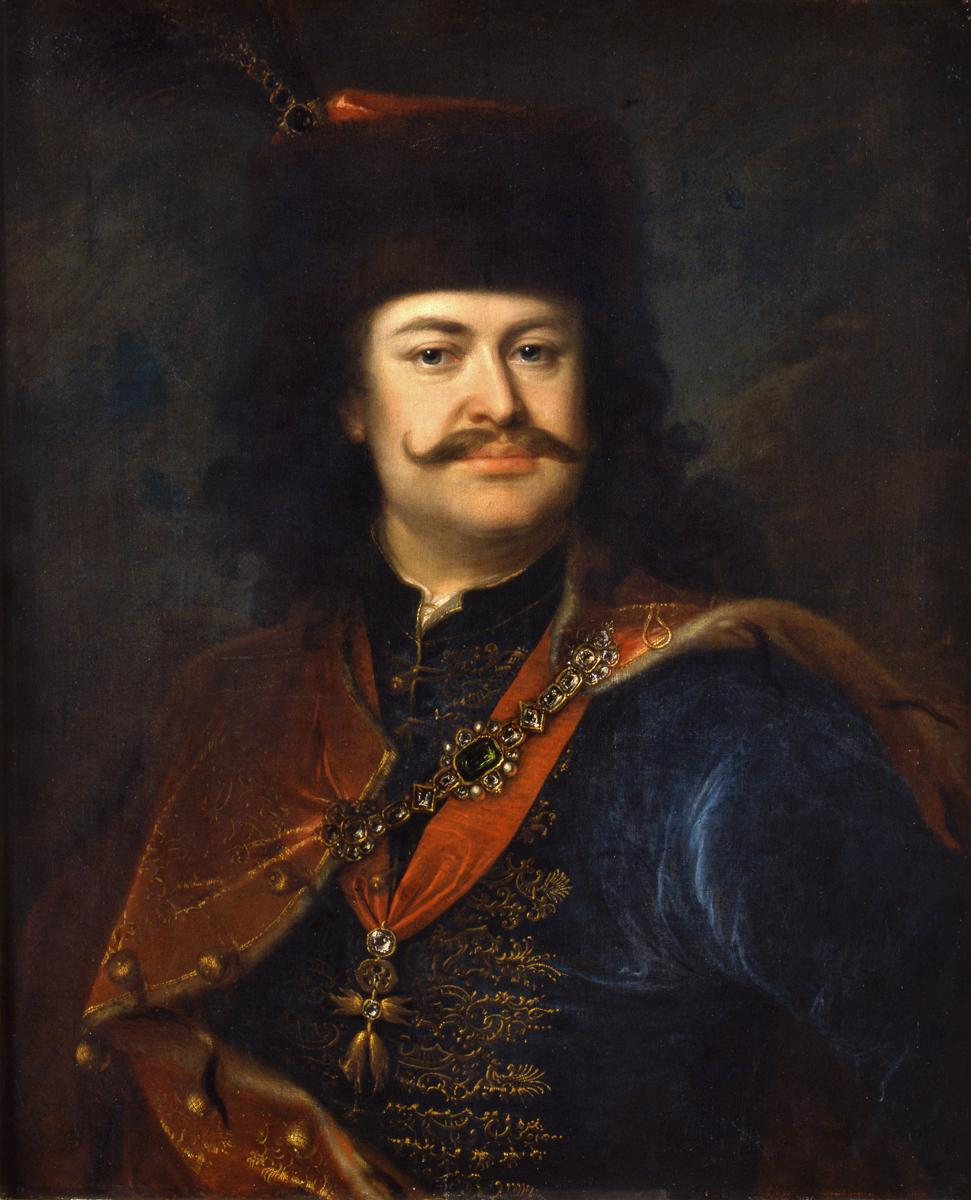
II. Rákóczi Ferenc portréja

A függetlenség kivívására tett kísérletet a II. Rákóczi Ferenc által vezetett szabadságharc a 18. század elején, amely a kompromisszumos szatmári békével zárult, 1711-ben. A béke ígéretet tett az alkotmány visszaállítására, a vallásszabadság biztosítására és az országgyűlés mihamarabbi összehívására, amnesztiát adott a szabadságharcban résztvevőknek, egyúttal intézkedett a magyarokat sértő intézmények és méltóságok eltörléséről. Az ellenállás és a szabad királyválasztás jogát azonban nem állították vissza, külön magyar hadsereget sem hoztak létre.
A 18. század folyamán a Habsburgok német ajkúak jelentős betelepítésével szilárdították meg magyarországi uralmukat.
A birodalomban főleg Mária Terézia és fia, II. József uralkodott a felvilágosult abszolutizmus szellemében. A két felvilágosult abszolutista uralkodó rájött a parasztréteg fontosságára, mivel ők fizették a legtöbb adót is. Ezért korlátozták a rendi kiváltságokat, a nemességet is adófizetésre kötelezték, illetve társadalmi, közegészségügyi, oktatási újításokat vezettek be. Politikájuk lehetővé tette, hogy a nem nemesek is hivatalnokok legyenek. Ennek következtében kialakult egy olyan hivatalnokréteg, amely a reformok, újítások híve volt.

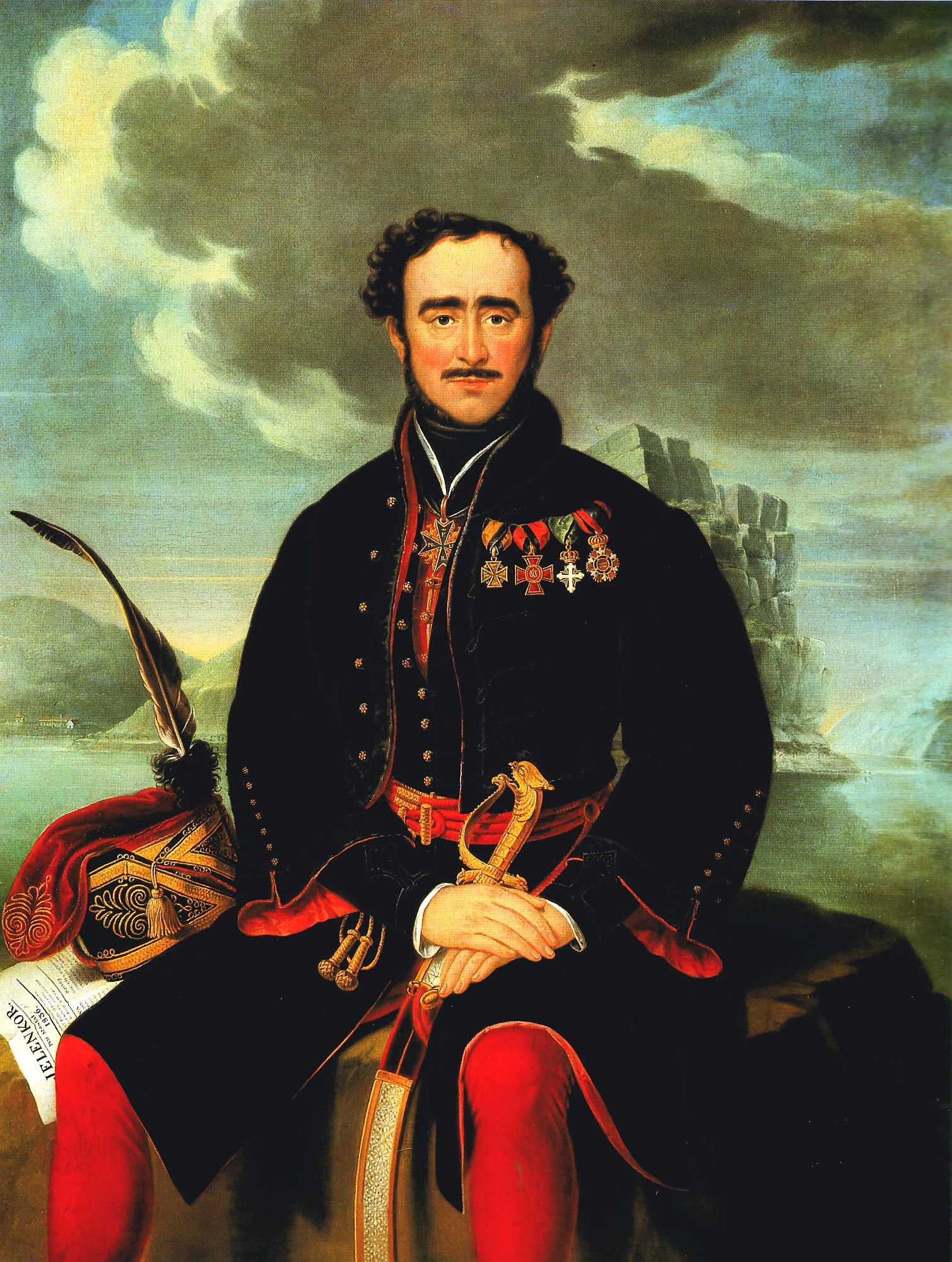
gróf Széchenyi István politikus, polihisztor, „a legnagyobb magyar”

1780-ban került trónra II. József, a „kalapos király”. Édesanyjához hasonlóan rendeletekkel kormányzott, országgyűlést egyszer sem hívott össze. Ebben a korban jelent meg az erőltetett germanizálás, ugyanis a Habsburg Birodalom hivatalos nyelve a német lett (1784). „Hivatalra ezután sem a kormányszékeknél, sem a vármegyéknél, sem az egyházi rendbe senki nem juthat, aki németül nem tud... Az országgyűlés nyelve is német leszen, s azért követül oda nem küldhető, aki németül nem tud... latin iskolába csak azokat szabad felvenni, kik németül irnak s olvasni tudnak...”. Ez óriási felháborodást váltott ki a magyar nemesség körében. József azonban elszánta magát akarata keresztülvitelére: a reformsorozat nyitányaként a Szent Koronát átszállíttatta Bécsbe. Ezután támadást indított a vármegyerendszer ellen, amely a rendelkezések végrehajtásáért felelt, épp ezért minden uralkodói törekvést megcsáklyázhatott.
Ennek hatására a nemzeti öntudatra ébredés nemcsak politikai, hanem kulturális síkon is zajlott. A 19. század első felében Széchenyi István által megindított nemzeti reformmozgalom időszakát reformkornak nevezzük. A korszak idején számtalan szociális, gazdasági, kulturális vívmány született, elsődlegesen: a jobbágykérdés rendezése, az önálló, modern ipar megteremtése, a Himnusz és egyéb nemzeti összetartozást kifejező költemények, valamint a polgári átalakulás útjában álló akadályok elhárítása. Mindezek alapkövei lettek az öntudatra ébredő nemzet újkori történelmének, s elvezettek a modern, polgári Magyarország megteremtéséhez. Erre az időre tehető a nyelvújítási mozgalom és a magyar nyelv irodalmi szintre emelése is, melynek betetőzéseként az 1844-es országgyűlésen a magyar lett az ország hivatalos nyelve.

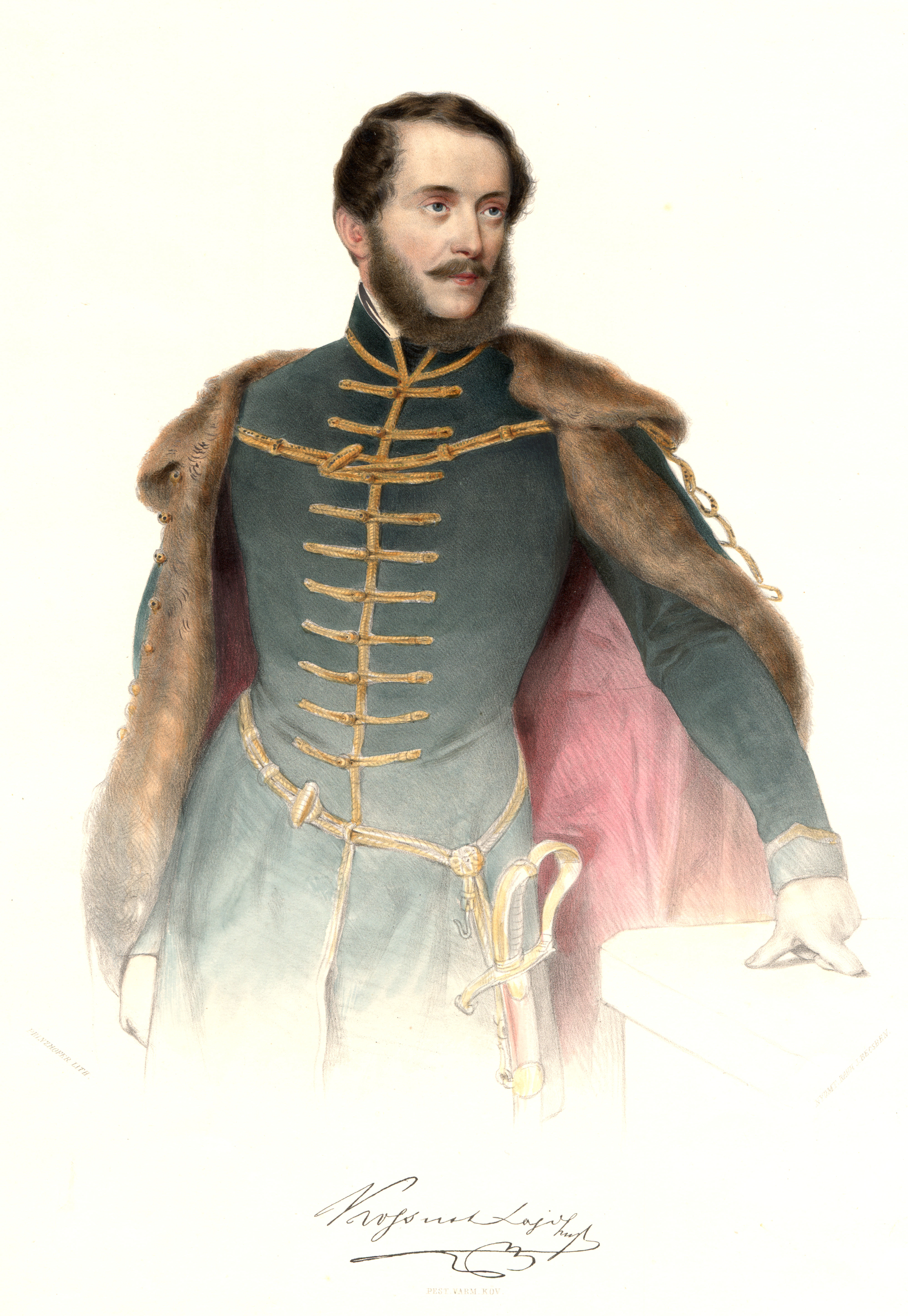
Kossuth Lajos portréja

Az 1848-as nemzeti forradalom nyomán Batthyány Lajos vezetésével megalakult független magyar kormány az évezredes társadalmi berendezkedés gyökeres átalakítását vállalta magára. Így az áprilisi törvények megszüntették a nemesi kiváltságokat és a jobbágyságot. Miután a Habsburg-ház teljesen törvénytelen módon visszavonta az 1848-as magyar alkotmányt, Kossuth Lajos vezetésével függetlenségi háború kezdődött. Az 1848-as európai forradalmak sorában legtovább a magyar szabadságharc tartott ki, amelyet a Habsburgok csak Oroszország katonai segítségével tudtak leverni. A „népnemzet” újkori fogalma alapján, a reformkor és a szabadságharc küzdelmei, majd a szabadságharc bukását követő passzív ellenállás közösségkovácsoló évtizedei során alakult ki végleg a mai magyar nemzet.
Az ezt követő kiegyezés a Habsburg uralkodóház, illetve annak feje, I. Ferenc József és Magyarország politikai vezetői között 1867-ben született megállapodások összefoglaló elnevezése volt. Ennek egyik feltételeként került sor június 8-án I. Ferenc József megkoronázására. Ezután, 1867. július 28-án Ferenc József szentesítette a kiegyezési törvényeket (az 1867. évi XII., XIV., XV. és XVI. törvénycikket) és ezzel létrejött egy paritás elvű alkotmányos monarchia, az Osztrák–Magyar Monarchia, mely az első világháború végéig állt fenn. 

A dualizmus korában 1894 és 1896 között épült Millenniumi Földalatti Vasút, amely a második legrégebbi földalatti a világon

A dualizmus korának fél évszázadát „boldog békeidőknek” is nevezik. A korszak jelképe az uralkodópár volt, az 1867 és 1916 között uralkodó Ferenc József és közkedvelt felesége, Erzsébet királyné („Sisi”). A korszakot a liberalizmus politikája jellemezte. Eötvös József vallásügyi miniszter liberális reformjai keretében a világ első nemzetiségi törvényét és világszínvonalú népiskolai törvényt vezettek be. Az ország a következő évtizedekben az ipar, kereskedelem, a tudományok, művészetek, a társadalmi élet minden területén hatalmas mértékben fejlődött, behozva a nyugati országoktól való évszázados gazdasági és társadalmi lemaradást. 1873-ban Buda, Pest és Óbuda egyesítésével létrejött az új főváros, Budapest, amely Európa leggyorsabban növekvő nagyvárosa lett, lakossága húsz év alatt megduplázódva milliósra nőtt.
A polgári osztály kialakulását segítette a nagy fokú asszimiláció, amelynek során a nemzetiségek egy része, különösen az ország német ajkú lakossága magyarrá vált. A polgári fejlődésben külön megemlítendő a zsidók szerepe, amely a liberális légkör következtében a 19. század második felében majdnem egymilliós tömegben vándorolt be az országba Kelet-Európából. A polgárság gyarapodása mellett azonban az iparosodás túl gyorsan lezajló átalakulásai hozzájárultak a dzsentri elszegényedéséhez, másfelől a parasztság tömeges elnyomorodásához. A nincstelen agrárproletárok jelentős része a városokba vándorolt és a rohamosan fejlődő magyar gyáripar munkaerejét adva a munkások növekvő osztályába illeszkedett be. Az elnyomorodó falusiak másik része zsellér lett a kapitalizálódó mezőgazdasági nagybirtokokon. A századforduló éveiben százezrek választották a kivándorlást is, elsősorban az Amerikai Egyesült Államokba.

### Az első világháború
A Magyar Királyság az első világháborúban a központi hatalmak oldalán és az Osztrák–Magyar Monarchia részeként vett részt, külügyeiben nem független hatalomként. Magyarország 660 821 fős emberveszteséget szenvedett el az orosz és az olasz frontokon és a Balkánon.
Az első világháború 1914-től 1918-ig tartó hadműveletei a történelmi Magyarország területét is érintették: az 1914-es orosz offenzíva során és a román hadsereg 1916-os erdélyi betörésekor. Az antant országaihoz képest csekélyebb gazdasági potenciállal rendelkező, több fronton lekötött, a háború során egyre inkább a Német Birodalom alá rendelődő kettős monarchia az első világháború végére szétesett, átadva helyét több (önmagát nemzetállamnak minősítő, de heterogén összetételű) utódállamnak.

A Tanácsköztársaság katonai helyzete

A háború alatt a francia külpolitika az Osztrák–Magyar Monarchia megbontása érdekében támogatta az új nemzetiségi mozgalmakat. A központi hatalmak vereségének közeledtével, 1918. október 28-án kitört az őszirózsás forradalom, és 31-én Károlyi Mihály vezetésével polgári demokratikus kormány alakult. November 13-án IV. Károly király eckartsaui nyilatkozatával a királyság intézménye megszűnt Magyarországon, és november 16-án kikiáltották a Magyar Népköztársaságot.
Az osztrák–magyar küldöttség 1918. november 3-án írta alá a padovai fegyverszünetet, amely azonban nem tartalmazott Magyarországra vonatkozó katonai és területi rendelkezéseket. Károlyi Mihály miniszterelnök külön fegyverszünetet kötött, az ország déli és keleti határait rögzítő belgrádi katonai konvenciót, melynek folytán a szerbek, a románok, majd az egyezményben nem említett csehek Magyarország területének nagy részén bevezették a saját közigazgatásukat. A Magyarország feldarabolására irányuló, az antant támogatásával zajló katonai intervenció a Károlyi-kormány bukásához vezetett. 1919. március 21-én az ország magyar kézen maradt részében (a kormányból kilépő szociáldemokratákkal megegyező) kommunisták ragadták magukhoz puccsal a hatalmat. A Szovjet-Oroszország mintájára megszervezett Tanácsköztársaság uralma, a magyarországi proletárdiktatúra 133 napig tartott. A kezdeti katonai sikerek után az ellenséges túlerő miatt a kommunisták is vereséget szenvedtek. Magyarország egész területét megszállták az antant-országok csapatai. A román erők 1920-ban, a szerb csapatok pedig csak 1921-ben hagyták el a megcsonkított Magyarországot.

### 1920 és 1945 között

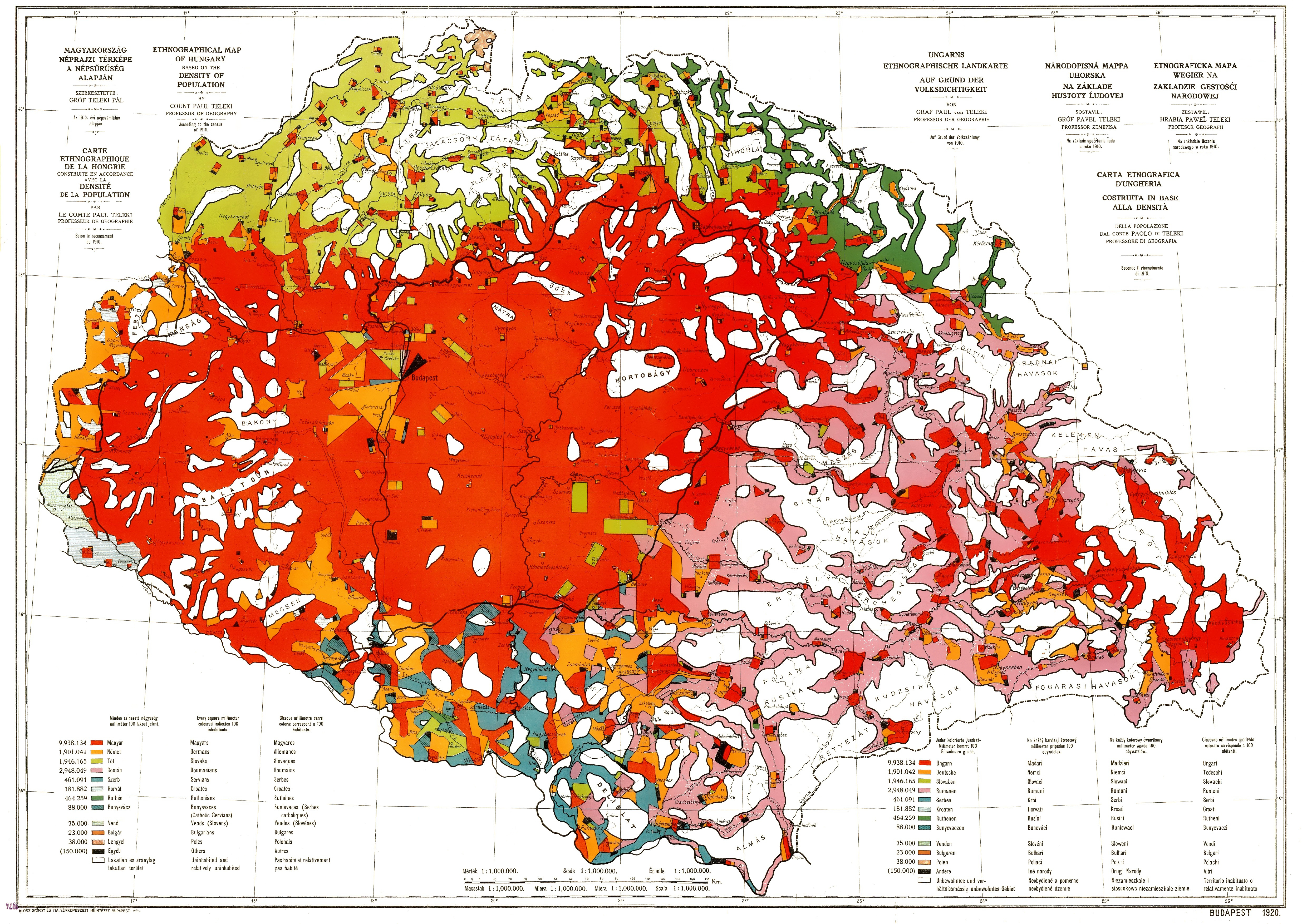
Teleki Pál miniszterelnök, földrajztudós híres „vörös térkép"-e, a Magyar Királyság 1910-es népességének nemzetiségek szerinti eloszlásáról, ez a világ egyik első olyan térképe, amelyen a népesség nemzetiségek szerinti eloszlását a népsűrűség figyelembevételével ábrázolták

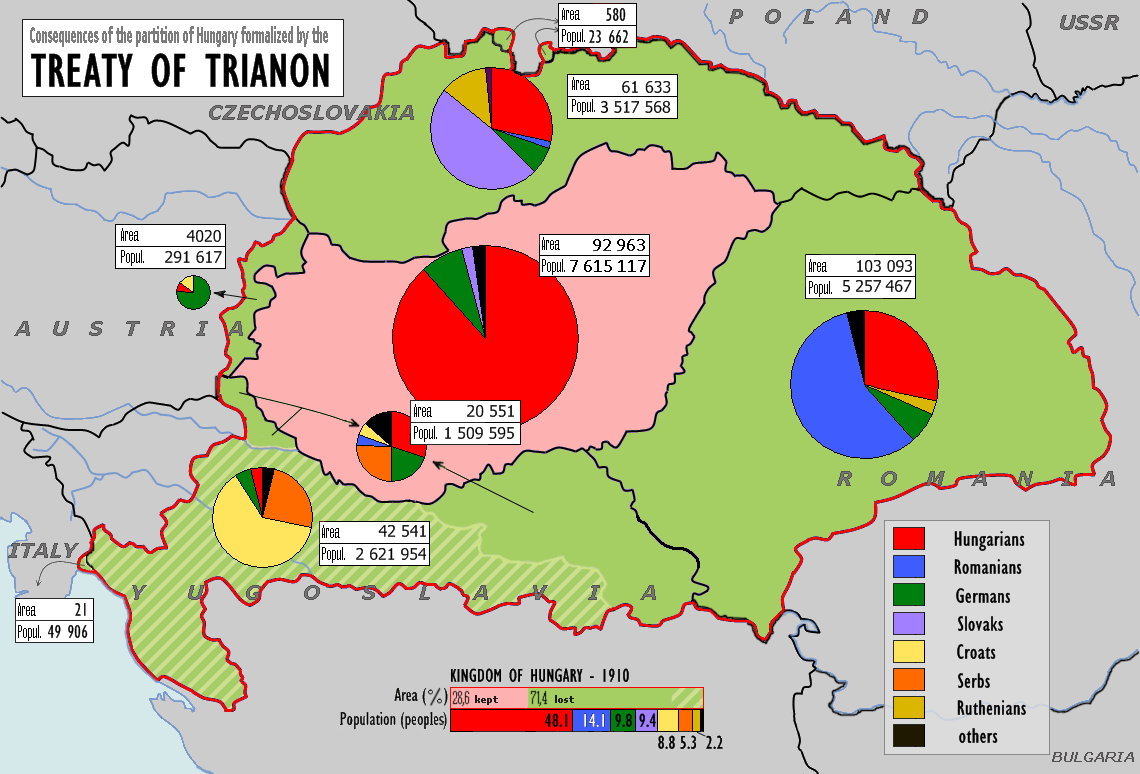
A trianoni békeszerződés következtében kialakult nemzetiségi arányok a volt Magyar Királyság területén létrejött államokban

A korábbi Osztrák–Magyar Monarchia területe az első világháború után számos utódállamra bomlott. A trianoni békeszerződés értelmében a volt Magyar Királyság területének több mint kétharmada és magyar nemzetiségű lakosságának majdnem egyharmada a környező országokhoz került. A békeszerződés a nemzetiségi, nyelvi határok helyett a győztesek politikai és gazdasági szempontjai, és hamisított etnikai adatok alapján húzta meg a határvonalat. Így a 325 411 km2 összterületű Magyar Királyság elveszítette területének több mint kétharmadát, (az ország Horvátország nélküli területe 282 870 km2-ről 92 963 km2-re csökkent), lakosságának több mint a felét, az 1910-ben még 20 886 487 fős ország lakossága 7 615 117 főre csökkent.
A rövid életű polgári demokratikus rendszert követő Tanácsköztársaság bukása után formálisan újra királyság lett az ország államformája, de az ország élén király helyett kormányzó állt. Ezt a tisztséget Horthy Miklós töltötte be egészen 1944-ig. Vezetésével erősen korlátozott parlamenti demokrácia alakult ki. A rendszer az 1920-as évek elején politikailag konszolidálódott és ellenzéki pártok is működhettek (kivéve a betiltott kommunista pártot), majd az 1930-as éveket a belpolitikai élet jobbratolódása jellemezte. Az ország fő politikai célkitűzése az elcsatolt országrészek visszaszerzése volt, ennek érdekében Magyarország a Mussolini vezette Olaszország, majd a Hitler vezette Németország segítségét remélte. A stratégia kezdetben sikeres volt, de végül az ország 1941-es, Szovjetunióval szembeni hadba lépéséhez vezetett. A magyar vezetés a fegyveres semlegesség kudarca után a háborús részvétel minimalizálására törekedett, de 1944 és 1945 között Magyarország a szovjet és német erők ütközőzónájává vált, a magyar haderő vereséget szenvedett. A korszakra jellemző volt az egyre erősödő és az állami politika szintjén is támogatott antiszemitizmus, ami 1941 és 1945 között több mint 400 000, a mai országterületről 200 000 zsidó erőszakos halálához vezetett. A nem zsidó civil lakosság veszteségét 60–100 ezer főre, a katonai veszteségeket 350 ezer főre teszik. A zsidóüldözések és -gyilkosságok egyik eseménye a fővárosi zsidók egy részének Dunába való belelövetése volt.

### 1945 és 1989 között

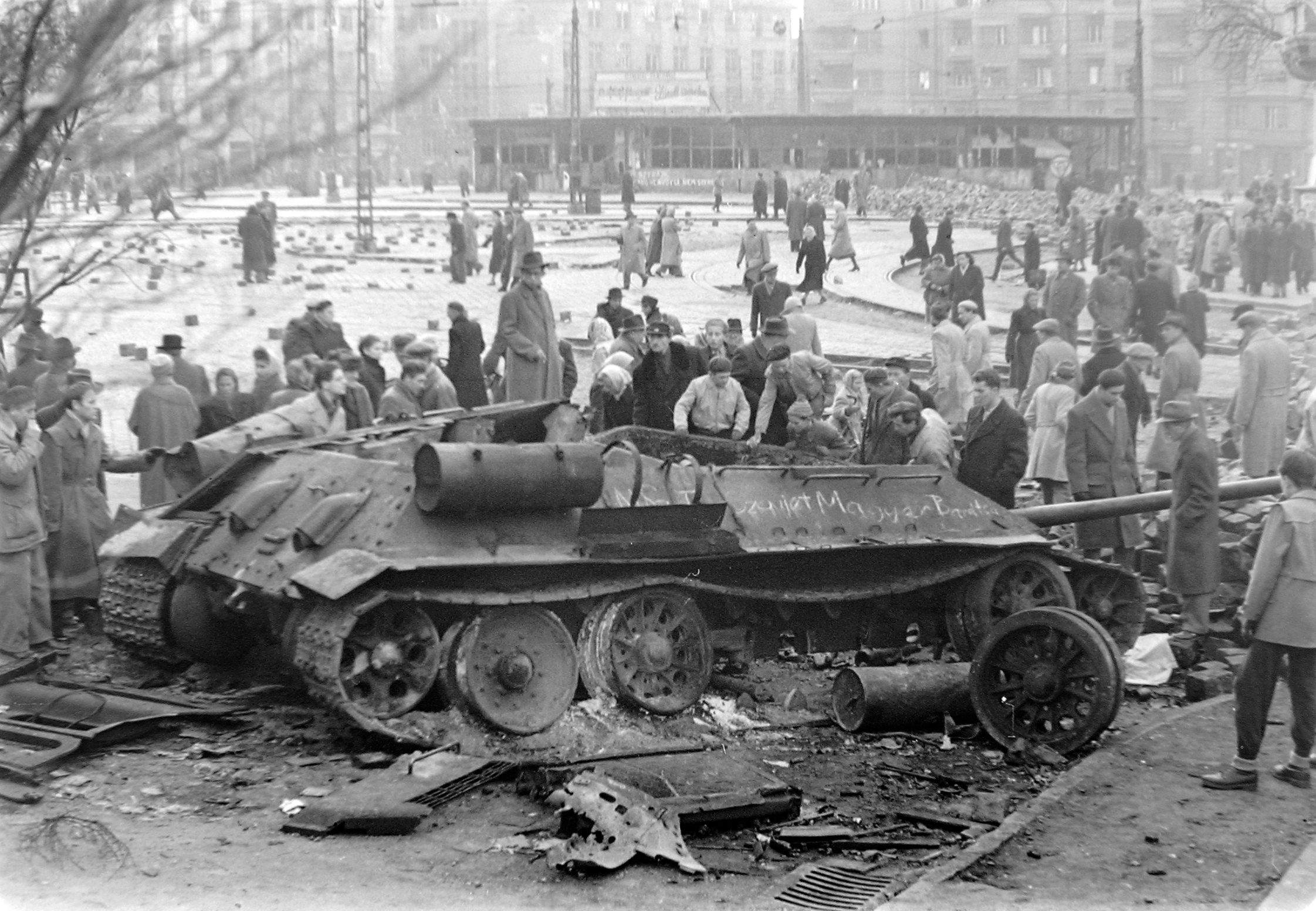
Egy, az '56-os forradalom alatt szétlőtt tank a Móricz Zsigmond körtéren; a forradalom szereplőit 1956-ban az amerikai Time magazin az év embereinek titulálta

Magyarország vesztesként fejezte be a második világháborút. Az 1947-es párizsi békeszerződés nyomán Magyarország a trianoni határoknál is kisebb területtel fejezte be a háborút, a csehszlovák delegáció elérte, hogy a pozsonyi hídfőt (62 km2) is elcsatolják az országtól. A fosztogatással és inflációval sújtott országot 300 millió dollárnyi kártérítés megfizetésére kötelezték.
Az ország lendületes újjáépítése és a rövid életű Második magyar köztársaság után a Szovjetunió által támogatott kommunisták vették át a hatalmat, és az országban egypártrendszert alakítottak ki. Az 50-es évek első felében Rákosi Mátyásnak és társainak a sztálinizmus mintájára kiépített totális diktatúrája alatt a termelőeszközök zömét kényszerrel államosították, miközben politikai ellenségnek, illetve osztályidegennek nyilvánított emberek százezrei (köztük a hatalomból kiszorított kommunisták is) szenvedtek el különböző szintű retorziókat, közülük sokakat kitelepítettek, politikai vagy mondvacsinált köztörvényes vádak alapján bebörtönöztek, illetve esetenként ki is végeztek. A Sztálin halálát követő enyhülés nem csillapította kellőképpen a politikai elégedetlenséget, és 1956 októberében forradalom tört ki, amely azonban a szovjet katonai beavatkozás révén elbukott. A forradalom leverése utáni néhány hónapban a lehetőséget megragadva mintegy kétszázezren nyugatra emigráltak.

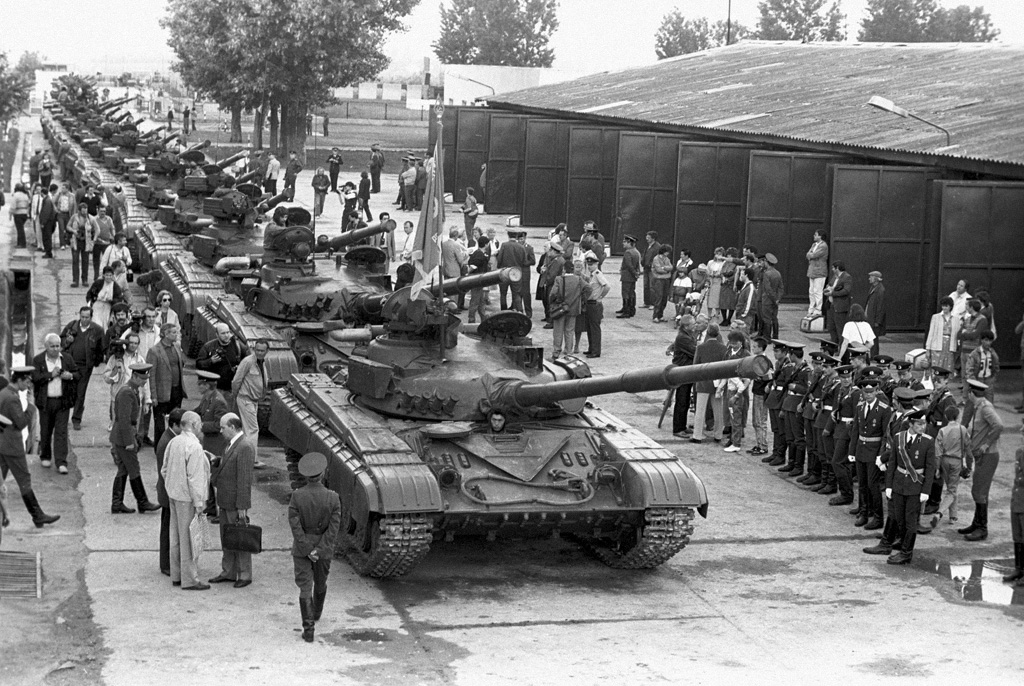
A szovjet csapatok kivonulása Magyarországról

A forradalom leverése után új kormány alakult Kádár János vezetésével. Visszaállt a kommunista egypártrendszer. Nagy Imrét és a forradalom néhány vezetőjét, valamint több száz résztvevőjét kivégezték, másokat hosszabb-rövidebb börtönbüntetésre ítéltek, majd 1963-ban amnesztia következett. A megtorlás mintegy ötéves korszakát politikai enyhülés követte. A Szovjetunió által irányított politikai-gazdasági szövetség (KGST vagy „szocialista tömb”) többi országához képest a Kádár-rendszer a kommunista diktatúra egy viszonylag enyhe változatát alakította ki, amely a hidegháború évtizedei ellenére a nyugat-európai országokkal is bizonyos kapcsolatot tarthatott. Az 1968-ban bevezetett új gazdasági mechanizmus enyhítette a tervgazdaság merevségét és korlátozott teret engedett a nyereségérdekeltségnek. A gazdasági fejlesztések finanszírozására az ország jelentős külföldi adósságot halmozott fel.

### A rendszerváltás óta
Az 1989-ben bekövetkező rendszerváltás legfontosabb politikai aktusa a Harmadik Magyar Köztársaság kikiáltása volt Budapesten 1989. október 23-án, majd 1990-ben a köztársaság első demokratikus Országgyűlésének, kormányának, köztársasági elnökének, illetve a tanácsokat felváltó demokratikus önkormányzatoknak a megválasztása. A politikai átalakulás azonban a súlyos gazdasági helyzetet nem enyhítette. A társadalmi intézmények átalakulása csak lassan történt meg.
Magyarország a 90-es évektől kezdve a nyugati (euroatlanti) integrációra törekedett. 1999-ben tagja lett a NATO-nak. A csatlakozás után két héttel részt vett a Jugoszláv Szövetségi Köztársaság ellen indított háborúban. Az afganisztáni NATO-hadműveletekben szinte a kezdetektől részt vettek magyar katonák, először csak egy orvosi kontingens, majd 2003 óta egy lövészszázad is kiutazott. Az MH Tartományi Újjáépítési Csoport munkája főleg járőrözésből, kísérési és szociális feladatokból áll. 2004. május 1-jén Magyarország csatlakozott az Európai Unióhoz. 2007. december 21-étől az EU schengeni övezetének tagja, így megszűnt az állandó határellenőrzés a magyar-osztrák, a magyar-szlovén és a magyar-szlovák határon. Horvátország 2022. január 1-jén, majd Románia 2025. január 1-én a schengeni csatlakozásukat követően a magyar-horvát és a magyar-román határon is megszűnt az állandó határellenőrzés. Az ország hivatalos megnevezését a 2012. január 1-jén hatályba lépő új alaptörvény a korábbi Magyar Köztársaságról Magyarországra változtatta. Az ország hivatalos fizetőeszköze a forint maradt, egyelőre nem tért át az euróra, sőt a korábban meghatározott céldátumot is eltörölték.

## Politika és közigazgatás
A jelenlegi hatályos Alaptörvény a többször módosított 1949. évi XX. törvény helyett lépett életbe 2012. január 1-jén. Magyarország politikai berendezkedése parlamentáris (népképviseleti) demokrácia. A köztársaság a népszuverenitás elvére épül, a közhatalom gyakorlása pedig csak a jogállam keretein belül lehetséges. A népképviselet legfőbb szerve az Országgyűlés (parlament). Magyarországon az alaptörvény alapján négyévente kerül sor országgyűlési választásokra, amelynek során az ország népe a 2011. Évi CCIII. Törvény értelmében (a 2014-es országgyűlési választás óta) 199 parlamenti képviselőt választ 4 évente, vegyes választási rendszerben.
Magyarország államfője a köztársasági elnök, akit az Országgyűlés választ meg 5 évre. Leginkább reprezentatív funkciót tölt be, ő fejezi ki a nemzet egységét, valamint ő hivatott őrködni az államszervezet demokratikus működése felett. A köztársasági elnök a Magyar Honvédség főparancsnoka. Ő javasolja a miniszterelnököt, és nevezi is ki azt. A rendszerváltás után az első megválasztott köztársasági elnök Göncz Árpád volt, aki 1990 és 2000 között volt hivatalában. Őt Mádl Ferenc követte ezen a poszton, aki után Sólyom László 2005 és 2010 között viselte a tisztséget. 2010. augusztus 6-tól Schmitt Pál volt a köztársasági elnök, aki 2012. április 2-án lemondott, majd Kövér László mint az Országgyűlés elnöke látta el a köztársasági elnöki feladatokat. 2012 és 2022 között Áder János volt a köztársasági elnök. 2022-től Novák Katalin volt a köztársasági elnök, aki az első nő volt ezen a poszton. Novák 2024. februárjában lemondott, feladatát ideiglenesen ismét az Országgyűlés elnöke látta el. 2024. március 5-től Sulyok Tamás az államfő.
A képviselők, a köztársasági elnök javaslatára, megválasztják a végrehajtó hatalom vezetőjét, a miniszterelnököt, aki megalakítja kormányát. A minisztereket a miniszterelnök javaslatára a köztársasági elnök nevezi ki. Abban az esetben, ha a miniszterelnök szembekerül a parlamenttel, bizalmatlansági indítványt terjeszthetnek be ellene, amelynek eredménye az egész kormány jövőjét meghatározza. Ekkor minden esetben meg kell nevezni az új miniszterelnök-jelöltet is. A jelenlegi, 2010-ben megválasztott, majd 2014-ben, 2018-ban és 2022-ben újraválasztott miniszterelnök Orbán Viktor. Magyarország Kormányának legfontosabb feladatai az alkotmányos rend védelme, a természetes személyek, a jogi személyek és a jogi személyiséggel nem rendelkező szervezetek jogainak védelme és biztosítása; az Országgyűlés által meghozott törvények végrehajtásának biztosítása; valamint a minisztériumok és a közvetlenül alárendelt egyéb szervek munkáját irányítja, összehangolja tevékenységüket.
A 2010 óta tartó Orbán Viktor vezette Fidesz-KDNP kormányzást követően 2020-ban az amerikai Freedom House, 2022-ben az Európai Parlament Magyarországot a hibrid-rezsimek közé sorolta be (választási autokrácia). A Freedom House jelentése szerint ennek oka az, hogy a kormány intézkedései nagy méretekben rontottak a demokratikus rendszeren az Alkotmánybíróság, Ügyészség, Médiahatóság és Állami Számvevőszék hatásköreinek korlátozásával. Továbbá korlátozták a parlamenti felelősséget, független médiát, nem kormányzati szervezeteket és akadémiákat, miközben konszolidálták a hatalmat a központi kormány körül. Az Európai Unió 2020-as brüsszeli jogállamisági jelentése szintén aggodalmát fejezte ki és egy sor politikai problémát tárt fel.

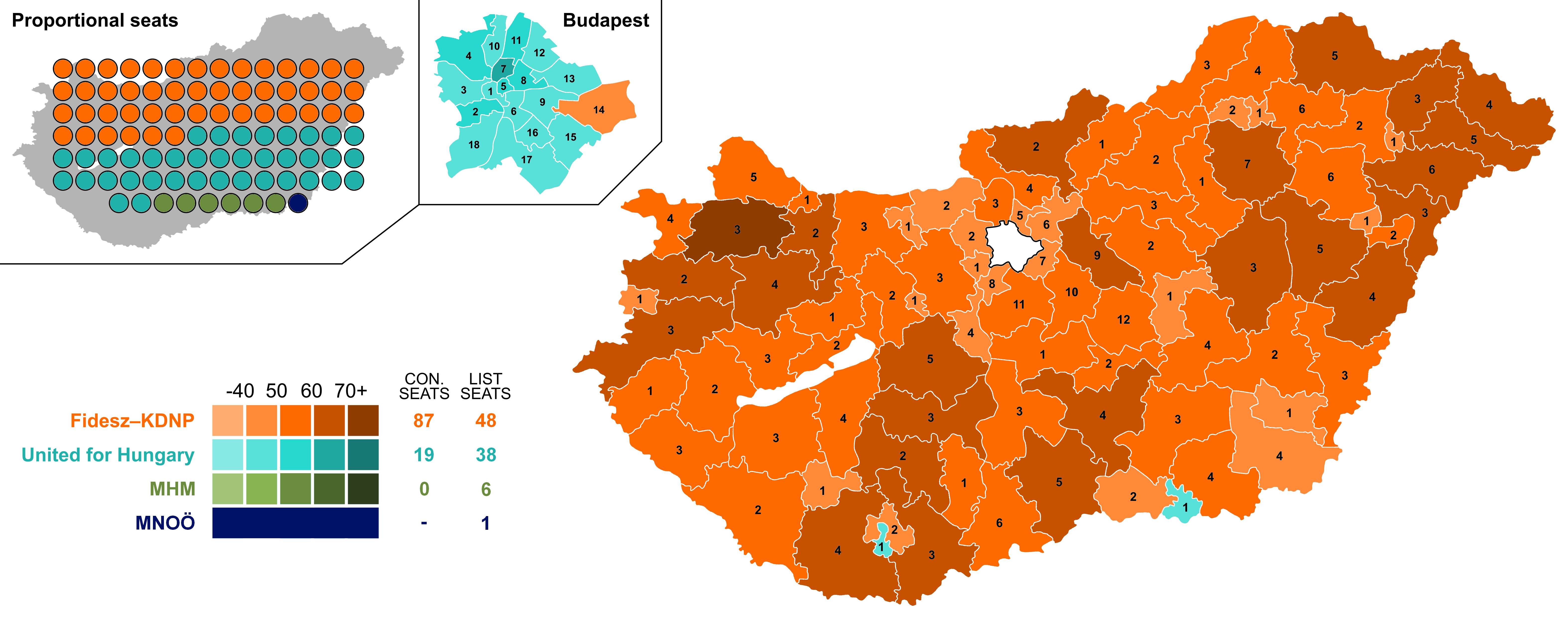
2022-es országgyűlési választás eredményei (Magyarország térképen)

2022-es országgyűlési választás eredményei (Parlamenti patkó) (Világoskék: Egységben Magyarországért, Sötétkék: MNOÖ, Narancssárga: Fidesz–KDNP, Sötétzöld: Mi Hazánk Mozgalom)

### Pártok a parlamentben a 2022-es választások után
| Név       | ideológia                                       | Parlamenti mandátumok száma (összes: 199) |
| --------- | ----------------------------------------------- | ----------------------------------------- |
| Fidesz    | nemzeti konzervativizmus, jobboldali populizmus | 117                                       |
| KDNP      | kereszténydemokrácia, nemzeti konzervativizmus  | 18                                        |
| DK        | szociálliberalizmus, Európa-pártiság            | 15                                        |
| Momentum  | liberalizmus, Európa-pártiság                   | 10                                        |
| Jobbik    | nacionalizmus, Európa-pártiság                  | 10                                        |
| MSZP      | szociáldemokrácia, szocializmus                 | 10                                        |
| Párbeszéd | zöldpolitika, szociáldemokrácia                 | 6                                         |
| LMP       | zöldpolitika, zöld liberalizmus                 | 5                                         |
| Mi Hazánk | keresztényszocializmus, nemzeti radikalizmus    | 6                                         |
| MNOÖ      | magyarországi németek érdekképviselete          | 1                                         |
| Független | -                                               | 1                                         |

| Országgyűlés Magyarország parlamentje | | Köztársasági elnök Magyarország államfője | | Miniszterelnök Magyarország kormányfője |  | Alkotmánybíróság Magyarország alkotmánybírósága |  |  |
| | | | Magyarország Alkotmánybíróságának épülete |                                         |  |                                                 |  |  |
| - Magyarország legfőbb hatalmi és törvényhozó szerve, a népszuverenitás letéteményese - az Országgyűlés egykamarás, összesen 199 taggal, kiket négy évre választanak - feladata a törvényalkotás, többek között a köztársasági elnök, a miniszterelnök és a legfőbb ügyész megválasztása - az elnöke az ország harmadik legfőbb közjogi méltósága, aki a köztársasági elnököt is helyettesíti, annak akadályoztatása esetén - központja Budapesten, az Országházban található | - az ország legfőbb közjogi méltósága, kifejezi a nemzet egységét, képviseli az államot és őrködik az államszervezet demokratikus működése felett - az Országgyűlés választja öt évre - egyszeri vétójoga van (egyszerű többséggel felülírható), előzetes normakontrollra (AB vizsgálat) küldhet aláírás előtt egy törvényt, kitűzi az általános választások és népszavazások (ezt kezdeményezhet is) időpontját, felszólalhat, törvényt kezdeményezhet az OGY-ben, a többi jogköre miniszteri ellenjegyzéshez kötött - hivatala a budapesti Sándor-palota | - az Alaptörvény értelmében Magyarország kormányának vezetője - az államfő kijelöli, az Országgyűlés abszolút többséggel megválasztja (nem kötelező), majd az államfő kinevezi - a kormányfő tesz javaslatot a kormány tagjaira (kiválasztja őket) - a miniszterelnök vezeti a kormány üléseit, és felügyeli a kormány által hozott rendelkezések végrehajtását - a Kormányfő megbízásának végével a Kormány megbízása is megszűnik, azonban csak konstruktív bizalmatlansági indítvánnyal váltható le | - az Alkotmánybíróság a magyar jogalkotók hatalmát korlátozó, bírói jellegű szervezet - tagjait az Országgyűlés választja a parlamentben képviselettel rendelkező pártok egy-egy tagjából, összesen tizenötöt - feladatai között van többek között az alkotmányellenesség előzetes és/vagy utólagos vizsgálata - az elnöke a negyedik legfőbb magyar közjogi méltóság - központi épülete Budapesten, az I. kerületben található |                                         |  |                                                 |  |  |
| | | | |                                         |  |                                                 |  |  |

### Igazságszolgáltatás
Az Alkotmány és a bíróságok szervezetéről és igazgatásáról szóló (azóta módosított) 1997. évi LXVI. törvény értelmében az igazságszolgáltatást a Kúria (a korábbi Legfelsőbb Bíróság), az ítélőtáblák, a törvényszékek (a korábbi megyei bíróságok) és a helyi bíróságok (a városi és kerületi bíróságok) gyakorolják. Első fokon a helyi bíróság jár el, hogy az ügyek a felek lakóhelyén vagy ahhoz közel nyerhessenek megoldást. A határozatok ellen benyújtott fellebbezéseket másodfokon a törvényszék bírálja el, de bizonyos súlyosabb esetekben a törvényszék jár el első fokon, ilyen esetben a törvényszék határozata ellen az ítélőtáblánál lehet fellebbezni.
A bíróságok illetékességi területe a közigazgatási területi beosztáshoz igazodik. Az ítélőtáblák a helyi bíróság vagy a törvényszék határozata ellen előterjesztett jogorvoslatot bírálják el. 2005. január 1-jétől fogva az országban öt ítélőtábla működik, Budapesten, Szegeden, Pécsen, Győrben és Debrecenben. A Kúria legfontosabb alkotmányos feladata a jogegység biztosítása, és ezen túlmenően a jogerős határozatok elleni felülvizsgálati kérelmek elbírálása.

### Jogállamiság

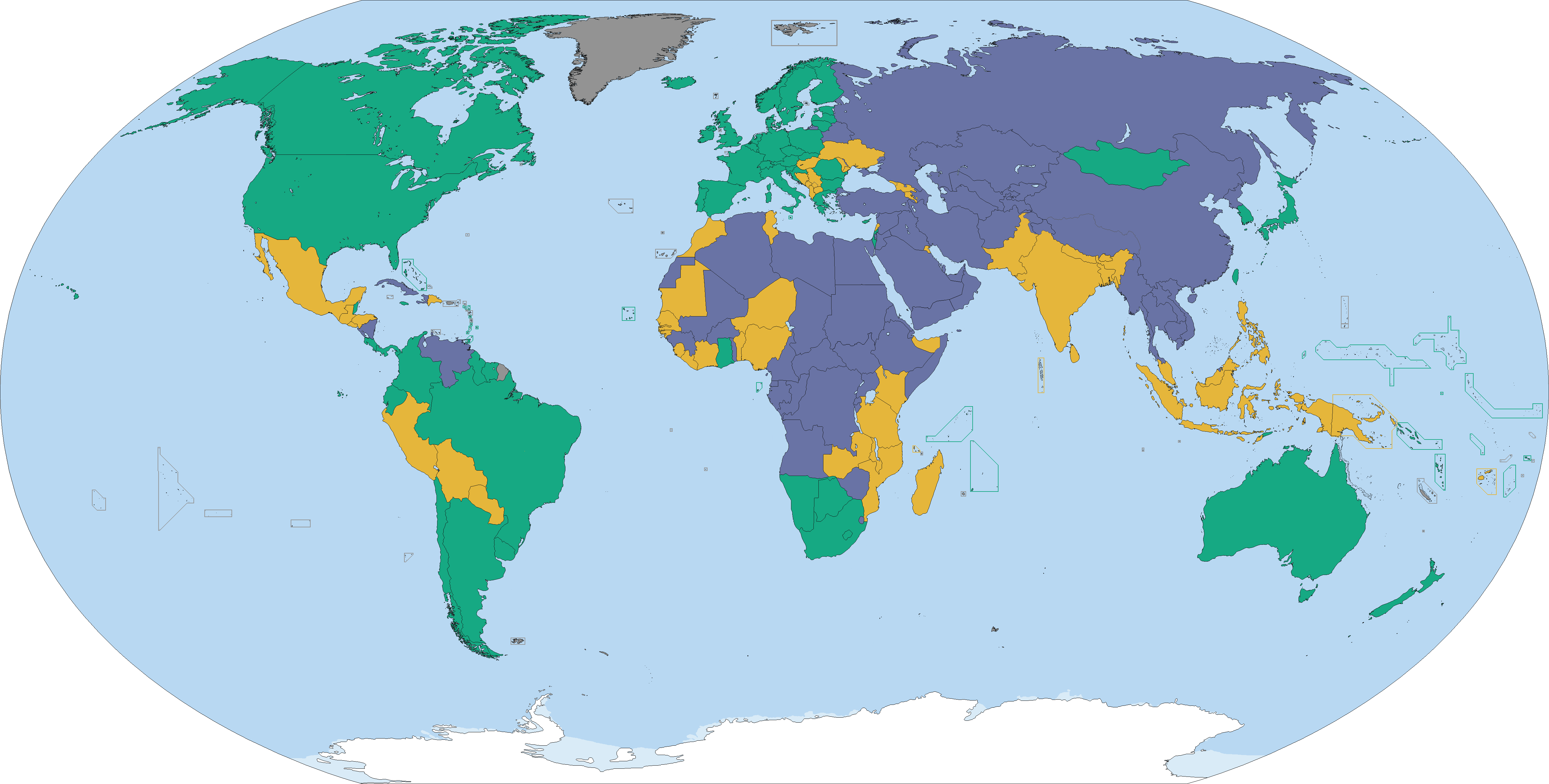
A Freedom House amerikai szervezet 2022-es országjelentése. Az EU-s országok közül egyedül csak Magyarországot sorolta a részlegesen szabad országok közé, a többi a szabad kategóriába került.
Szabad
Részben szabad
Nem szabad

A Göteborgi Egyetem V-Dem Intézetének demokrácia indexe 2023-ban Magyarország az EU-ban a legrosszabb besorolást kapta.

A nemzetközi szervezetek alapján Orbán Viktor és a Fidesz 2010-es hatalomra kerülése óta az ország története a jogállam leépülése és a folyamatos autokratizálódás jegyében telt. Az Orbán Viktor által vezetett politikai elit a lakosság jogilag legitimált gazdasági és lélektani kizsákmányolását egyik meghatározó hatalomgyakorlási eszközének tekinti. Az Európai Bizottság minden tagállamban négy fő területet vizsgál: az igazságszolgáltatás függetlenségét, a tömegtájékoztatást, a korrupció elleni fellépést, továbbá a fékek és ellensúlyok rendszerét. A 2021-es jelentés minden vizsgált területen súlyos, a jogállamiságot veszélyeztető problémákat azonosított az országban.
A köztársasági elnök, az Alkotmánybíróság, a Legfőbb Ügyészség, az Állami Számvevőszék, a Médiatanács, valamint az adó- és vámigazgatás intézményei politikai irányítás alatt állnak, és a kényes ügyekben a kormánypárt politikai érdekeinek megfelelően működnek.
Általános gyakorlattá vált a jogalkotási aktusok önkényes módosítása, a törvények egyéni igényekhez igazítása. A magyar szabályozás általában nem korlátozza a kormány hatalmát, hanem eszközeként szolgál. Az államot foglyul ejtő Fidesz olyan alkotmányos és jogi változtatásokat hajtott végre, amelyek lehetővé tették számára, hogy megszilárdítsa az ország független intézményei, köztük az igazságszolgáltatás feletti ellenőrzését, valamint olyan törvényeket fogadtak el, amelyek akadályozzák a kormánypárttal szemben kritikus vagy a Fidesz által egyébként kedvezőtlennek ítélt ellenzéki csoportok, újságírók, egyetemek és civil szervezetek (NGO-k) működését. A Freedom House 2022-es országjelentése részben szabadnak minősítette Magyarországot. Az ellenzéket hátrányosan érinti a reklámok átpolitizált torzulása, beleértve az ország óriásplakát piacát is. A kormánypárt a felvásárolt közszolgálati adókon, médiumokon és vármegyei napilapokon keresztül is manipulálja a lakosságot.
Az igazságszolgáltatásra nehezedő növekvő nyomást a jogszabályi változások és a politikai beavatkozások illusztrálják. 2019 novemberében a kormány benyújtott egy gyűjtőtörvény-tervezetet, amely lehetővé tette a közigazgatási hatóságok számára, hogy a politikailag befogott Alkotmánybírósághoz forduljanak az alacsonyabb szintű bíróságok kedvezőtlen döntései esetén. Ugyanez a törvény lehetővé tette az Alkotmánybíróság tagjainak megválasztását a Kúriába, a Legfelsőbb Bíróságra, még akkor is, ha korábban soha nem szolgáltak bíróként. E jogszabály alapján az Országgyűlés 2020 októberében megválasztotta a Fidesz-hű Varga Zsolt Andrást a Kúria új elnökeként, tovább erősítve a politikai ellenőrzést az ország legfelsőbb bírósága felett.
A törvényt megszegő és korrupciós tevékenységet folytató tisztviselők ellen általában a megállapított törvények szerint indulnak büntetőeljárások, de a kormány befolyásolja, hogy a hivatali visszaéléseket kivizsgálják-e, és milyen eseteket. Ezt a befolyást többek között Polt Péter főügyész, a Fidesz egykori politikusa gyakorolja, akit 2019 novemberében további kilenc évre újraválasztottak. Az ügyészség felett Polt Péter legfőbb ügyészen keresztül folytatott politikai ellenőrzés eredményeként nem történt komoly nyomozás a Fidesz magas rangú politikusainak vagy társoligarcháinak közreműködésével járó korrupciós ügyekben. A korrupciós vádemelés azokra a politikai kiskorrupciónak minősülő esetekre korlátozódik, amelyek a hatalmi piramis alján vagy kívül történtek, és kizárólag az érintettek magánvagyonosodását szolgálják, további politikai megfontolások nélkül, mint például Mengyi Roland fideszes képviselő 2018-as őrizetbe vétele (Voldemort-ügy), vagy Nagy János helyettes államtitkár 2020-as letartóztatása.
Az Európai Csalás Elleni Hivatal (OLAF) 2019-es jelentése alapján Magyarország az egyetlen uniós tagállam, ahol a nemzeti hatóságok kevesebb szabálytalanságot észleltek az uniós források felhasználása során, mint az OLAF. A jelentés alapján a szabálytalanságok által érintett uniós finanszírozás aránya több mint tízszerese az EU-s átlagnak (3,93% vs. 0,36%).
Míg a korrupciós ügyekkel kapcsolatos kritikus tudósítások széles körben megjelennek a független médiában, ennek alig van hatása az ügyészség korrupciós nyomozására.
Az ország intézményi és politikai keretei elsöprő előnyt biztosítanak a Fidesznek. Ennek ellenére a vezetés demokráciaként mutatja be a politikai rendszert, még akkor is, ha a politika lényege egyre inkább tekintélyelvű. A fékek és ellensúlyok felszámolása, a média kormányzati uralma és a centralizált politikai korrupció a Fidesz hatalmi pillérei. A Fidesz a „nép” és a „közellenség” dichotómiára épülő populista narratíváját használja fel a magyar társadalom konfliktusvonalainak fenntartására. Ez lehetővé teszi, hogy a párt hatalmon maradjon a választók sokaságának támogatásával.
Az uniós források magyarországi korrupt felhasználásának leleplezése volt az egyik fő kiváltó ok az EU jogállami feltételrendszeri szabályozása mögött. 2022. szeptember 15-én az Európai Parlament elfogadta a jogállamisági jelentést, amely alapján Magyarországon a demokrácia nem teljes értékű, sérülnek az alapvető demokratikus normák.
Az Európai Bizottság 2024-es jelentése alapján a jogállami javaslatok közül a magyar állam és kormány egyet sem teljesített megfelelően. Ezek többek közt:
- az igazságszolgáltatás függetlensége,
- a korrupció elleni harc, a magas szinten elkövetett korrupciós ügyek kivizsgálása,[122]
- a média pluralizmusa, a médiaszabályozó hatóság függetlenségének biztosítása és a közszolgálati média szerkesztői függetlensége,
- a fékek és ellensúlyok rendszere,
- az állami reklámköltségek tisztességes és átlátható eloszlásának biztosítása
- a lobbizás,
- a vagyonnyilatkozatok rendszere.

A Freedom House 2024-es jelentésében továbbra is a »részben szabad« kategóriába sorolja az országot.
2024-ben a jogállamiságot tekintve – számos nemzetközi szervezet felmérése alapján – az Európai Unióban az utolsó helyen áll. A World Justice Project (WJP) jelentése alapján az ország helyzete a vizsgált 2015–2024 közötti időszakban folyamatosan romlott, 2024-ben a globálisan felmért 142 ország közül a 73. helyen végzett, Bosznia-Hercegovina és Panama mögött.
Magyarország és a szomszédos EU-országok demokrácia-indexeinek összehasonlítása, rendezhető táblázatbanː

| Ország / Adat (év és forrás) | Korrupcióérzékelési index (2024)    | Sajtószabadság (2025)               | Demokrácia index (2024) (EIU )      | Jogállamiság rangsor (2024) (IDEA )                  | Jogállamiság rangsor (2024) (WJP )                   | Demokrácia értékelése (2024) (V-Dem )                                                            |
| ---------------------------- | ----------------------------------- | ----------------------------------- | ----------------------------------- | ---------------------------------------------------- | ---------------------------------------------------- | ------------------------------------------------------------------------------------------------ |
| Ausztria                     | 67                                  | 78,1                                | 8,28                                | 28.                                                  | 13.                                                  | Képviseleti demokrácia                                                                           |
| Horvátország                 | 47                                  | 64,2                                | 6,5                                 | 49.                                                  | 45.                                                  | Képviseleti demokrácia                                                                           |
| Magyarország                 | 41                                  | 62,8                                | 6,5                                 | 67.                                                  | 73.                                                  | Választási autokrácia                                                                            |
| Románia                      | 46                                  | 66,4                                | 5,99                                | 75.                                                  | 41.                                                  | Képviseleti demokrácia                                                                           |
| Szlovákia                    | 49                                  | 72,8                                | 7,21                                | 57.                                                  | 34.                                                  | Képviseleti demokrácia                                                                           |
| Szlovénia                    | 60                                  | 74                                  | 7,82                                | 27.                                                  | 27.                                                  | Képviseleti demokrácia                                                                           |
| megjegyzés                   | a legalacsonyabb szám a legrosszabb | a legalacsonyabb szám a legrosszabb | a legalacsonyabb szám a legrosszabb | a globálisan felmért 173 ország közül a rangsorolása | a globálisan felmért 142 ország közül a rangsorolása | Az EU-ban egyedül Magyarországot sorolta · a választási autokrácia csoportba. · autokratizálódik |

### Külpolitika
Az 1990-es években a külpolitika legfőbb prioritása a korábbi szovjet orientáció nyugatival történő felváltása volt. A magyar külpolitika a világpolitikai kérdésekben az ország NATO-hoz és Európai Unió-hoz való csatlakozása óta alapvetően a két szervezetek érdekeivel azonos irányban haladt.
Orbán Viktor kormánya a NATO- és az Európai Unió tagságán túl rövid távú pragmatikus előnyökre törekszik az előbbi szervezetek rendszerszintű riválisaival, így Oroszországgal és Kínával való szoros együttműködés révén, gyengítve mind a NATO, mind az EU integritását és ellenálló képességét.

### Védelmi rendszer

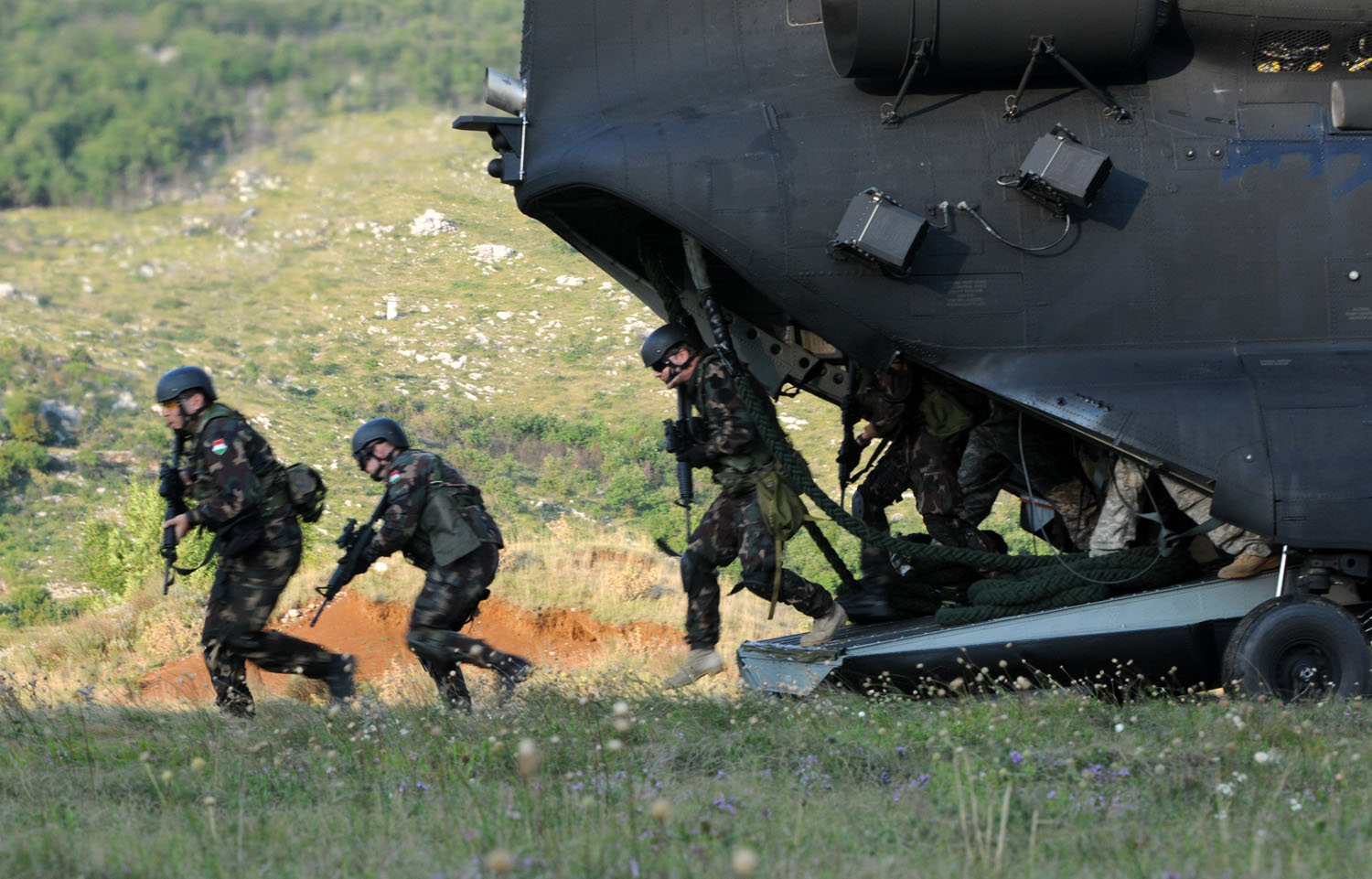
A magyar különleges erőkhöz tartozó katonák egy horvátországi hadgyakorlaton

A Magyar Honvédség feladata: Magyarország szuverenitásának és területi épségének védelme. Hozzájárulás a NATO kollektív védelméhez. A Magyar Honvédség létszáma (teljes személyi állománya) 50 780 fő. Korábban körülbelül 32 000 katonából csak 17 000 fő volt aktív katona, mára ez az arány jobb irányba változott, így a haderő hatékonyabb, mint az előtte lévő években. A vezető/alárendelt arány 20/80%. A tartalékosok létszáma 90 300 fő volt 2008-ban, ebből 75 000 szárazföldi, 15 400 repülő és légvédelem. Mozgósítható létszám 2,78 millió fő, melyből katonai szolgálatra alkalmas 2,50 millió fő (2008-ban). Katonai költségvetés és a védelmi kiadások 2015 óta a nemzeti jövedelem 1%-a fölé emelkedtek, 2020-ban kb. 1,33%.
Magyarországon a 2004-es alkotmánymódosítás óta békeidőben nincs sorkötelezettség, a fegyveres erők állományát hivatásosok, szerződésesek és közalkalmazottak alkotják. A sorozást rendkívüli állapot (háború) esetén az Országgyűlés újra elrendelheti. A sorozást 2012 óta az önkéntes tartalékos haderő helyettesíti, amibe 18 és 25 éves kor között lehet belépni. Kiképzésük hat hónapig tart.
A Magyar Honvédség 2019 óta a Magyar Honvédség Parancsnokságából (szárazföld, légierő, logisztika, különleges művelet haderőnemek) az MH Hadkiegészítő, Felkészítő és Kiképző Parancsnokságból valamint a Honvéd Vezérkar közvetlen szervezeteiből áll (egészségügyi-, geoinformációs központok, katonai rendészeti szolgálat, budapesti helyőrség), melyet a vezérkari főnök irányít. Magyarország biztonsági stratégiája a NATO- és EU-tagság keretei között, szövetségeseivel és partnereivel való együttműködésén alapul. A Magyar Honvédség ügyében, az utóbbi időben ötpárti konszenzus jött létre, így az öt vezető magyar párt közösen egyeztetnek a honvédelem ügyéről, együtt döntenek a fontosabb dolgokról, így a haderő folyamatosan fejlődhet.

### Közigazgatási beosztás
Magyarország közigazgatási területi felosztásának két fő szintje van. A területi szinten a 19 vármegye és a főváros (Budapest) található, míg a helyi szinten 3154 város és község. A települések közül 345 város, a többi község. A városok közé tartozik 25 megyei jogú város és a főváros is, mely utóbbi 23 kerületre oszlik. A 2 682 község mellett 127 nagyközség is létezik (2018. január 1-jén). Ezen területi egységeknek van önkormányzata. Budapesten kétszintű önkormányzati rendszer működik, mely a Fővárosi Önkormányzatból és a kerületi önkormányzatokból áll. A vármegyei és a települési önkormányzatok között nincs alá-fölérendeltségi viszony. A két alapvető szinten kívül további két területi szint van, a tervezési-statisztikai régió és a járás.
Magyarország régiói: Közép-Magyarország, Közép-Dunántúl, Nyugat-Dunántúl, Dél-Dunántúl, Észak-Magyarország, Észak-Alföld, Dél-Alföld. A 7 régió a vármegyék és a főváros csoportosításával alakult ki. 2012. július 7-től hatályos törvény alapján hozott kormányrendelet szerint összesen 197 járás van Magyarországon, melyből 23 járás a fővárosban (a kerületeknek megfelelő területi beosztásban) található. A helyi önkormányzatokról szóló törvény szerint a megyei jogú város települési önkormányzat, és területén – megfelelő eltérésekkel – saját hatásköreként ellátja a vármegyei önkormányzati feladat- és hatásköröket is. A megyei jogú városok azonban nem alkotnak a vármegyéktől elkülönülő közigazgatási területi egységet, csupán speciális önkormányzati joggal felruházott települések. (A közigazgatási beosztás alábbi adatai 2018. január 1. napjára vonatkoznak.)
| \| Vármegye \| Székhely \| Népesség (fő) \| Terület (km²) \| \| ---------------------- \| -------------- \| ------------- \| ------------- \| \| Bács-Kiskun \| Kecskemét \| 505 602 \| 8445 \| \| Baranya \| Pécs \| 363 721 \| 4430 \| \| Békés \| Békéscsaba \| 338 025 \| 5630 \| \| Borsod-Abaúj-Zemplén \| Miskolc \| 648 216 \| 7247 \| \| Budapest főváros \| Budapest \| 1 749 734 \| 525 \| \| Csongrád-Csanád \| Szeged \| 400 238 \| 4263 \| \| Fejér \| Székesfehérvár \| 416 691 \| 4358 \| \| Győr-Moson-Sopron \| Győr \| 461 518 \| 4208 \| \| Hajdú-Bihar \| Debrecen \| 530 464 \| 6209 \| \| Heves \| Eger \| 295 792 \| 3637 \| \| Jász-Nagykun-Szolnok \| Szolnok \| 371 271 \| 5581 \| \| Komárom-Esztergom \| Tatabánya \| 297 454 \| 2264 \| \| Nógrád \| Salgótarján \| 190 937 \| 2544 \| \| Pest \| Budapest \| 1 261 864 \| 6390 \| \| Somogy \| Kaposvár \| 303 802 \| 6065 \| \| Szabolcs-Szatmár-Bereg \| Nyíregyháza \| 558 361 \| 5936 \| \| Tolna \| Szekszárd \| 219 317 \| 3703 \| \| Vas \| Szombathely \| 253 305 \| 3336 \| \| Veszprém \| Veszprém \| 341 425 \| 4463 \| \| Zala \| Zalaegerszeg \| 270 634 \| 3784 \| | Magyarország (Magyarország) |               |               |
| Vármegye | Székhely                    | Népesség (fő) | Terület (km²) |
| Bács-Kiskun | Kecskemét                   | 505 602       | 8445          |
| Baranya | Pécs                        | 363 721       | 4430          |
| Békés | Békéscsaba                  | 338 025       | 5630          |
| Borsod-Abaúj-Zemplén | Miskolc                     | 648 216       | 7247          |
| Budapest főváros | Budapest                    | 1 749 734     | 525           |
| Csongrád-Csanád | Szeged                      | 400 238       | 4263          |
| Fejér | Székesfehérvár              | 416 691       | 4358          |
| Győr-Moson-Sopron | Győr                        | 461 518       | 4208          |
| Hajdú-Bihar | Debrecen                    | 530 464       | 6209          |
| Heves | Eger                        | 295 792       | 3637          |
| Jász-Nagykun-Szolnok | Szolnok                     | 371 271       | 5581          |
| Komárom-Esztergom | Tatabánya                   | 297 454       | 2264          |
| Nógrád | Salgótarján                 | 190 937       | 2544          |
| Pest | Budapest                    | 1 261 864     | 6390          |
| Somogy | Kaposvár                    | 303 802       | 6065          |
| Szabolcs-Szatmár-Bereg | Nyíregyháza                 | 558 361       | 5936          |
| Tolna | Szekszárd                   | 219 317       | 3703          |
| Vas | Szombathely                 | 253 305       | 3336          |
| Veszprém | Veszprém                    | 341 425       | 4463          |
| Zala | Zalaegerszeg                | 270 634       | 3784          |

## Népesség

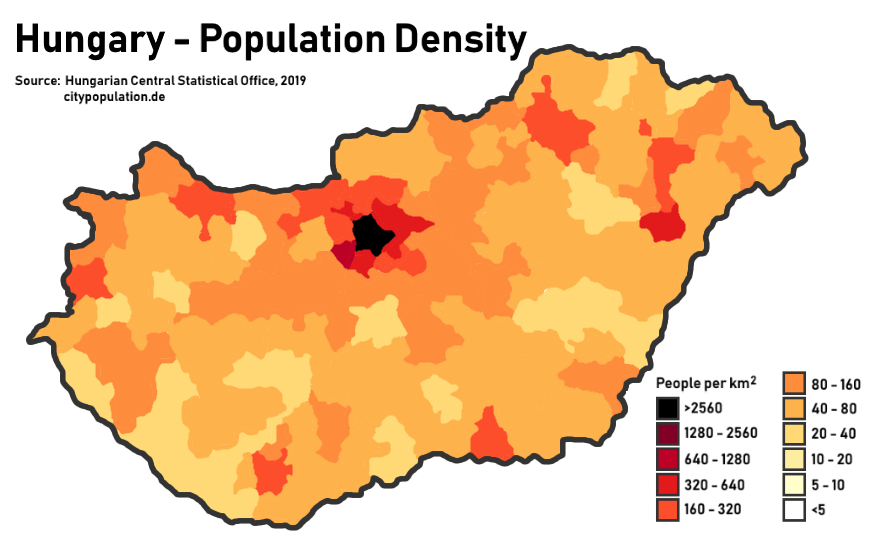
Magyarország népsűrűsége 2019-ben

Magyarország népessége 2022. október 1-jén 9 603 634 fő volt. A 2011-es népszámlálás óta 333 994 fővel csökkent az ország lakosság száma. Ebben az évben az egy km²-re jutó lakók száma, átlagosan 103 ember volt. Magyarország népesség korösszetétele igen kedvezőtlen. 2022-ben az ország lakónépességének a 15%-a 14 évnél fiatalabb, míg a 65 éven felülieké 21% volt. 2022-ben a férfiaknál 72,6, a nőknél 79,1 év volt a születéskor várható átlagos élettartam. A legmagasabb befejezett iskolai végzettség szerint az érettségi végzettséggel rendelkezők élnek a legtöbben az országban 2 716 187 fő, utánuk a következő nagy csoport a diplomával rendelkezők 1 833 716 fővel. 2022-ben a 6 évnél idősebb népesség 84%-nak volt internet elérési lehetősége. A népszámlálás adatai alapján a város lakónépességének 9,1%-a, mintegy 870 261 személy vallotta magát valamely kisebbséghez tartozónak. A kisebbségek közül cigány, német és szlovák nemzetiségűnek vallották magukat a legtöbben.
A népesség az 1980-as évek eleje óta folyamatosan csökken. A népesség csökkenésének az oka elsősorban a magas halálozási arány. 2011-ben 1000 főre 12,9 haláleset jutott, ami a lakosság rossz egészségi állapotának következménye, illetve a születések alacsony száma (a csecsemőhalandóság viszont alacsony, 5‰). A természetes fogyás mintegy 35-40 ezer fő/év, de a pozitív vándorlási egyenleg ezt évente 10-15 ezer fővel tompítja.
A 2022-es népszámlálási adatok szerint a magukat vallási közösséghez nem tartozónak, illetve a nem válaszolók vannak valamivel többen. Ezek együttes számítása azért indokolt, mert az ateisták is csak vallásosként jelölhették volna meg magukat („felekezeten kívüli”), ezért sokan inkább nem válaszoltak. A vallási közösséghez tartozónak valló magyarok túlnyomó többsége római katolikusnak tartja magát. Emellett jelentős egyház még a református.

### Népességváltozás
Magyarország népessége kb. 1980 óta folyamatosan csökken. A KSH előrejelzése alapján a 21. század közepe után 9 millió fő alá, majd a század végére 8 millió fő alá csökken. Más előrejelzések alapján a század végére 7 millió fő alá csökken.

### Legnépesebb települések
| Budapest | Sorszám | Város neve     | Népesség (2024) | Sorszám | Város neve   | Népesség (2024) | Debrecen Szeged |
| Budapest | 1.      | Budapest       | 1 686 222       | 11.     | Érd          | 71 338          | Debrecen Szeged |
| Budapest | 2.      | Debrecen       | 201 704         | 12.     | Szolnok      | 66 426          | Debrecen Szeged |
| Budapest | 3.      | Szeged         | 157 930         | 13.     | Tatabánya    | 65 861          | Debrecen Szeged |
| Budapest | 4.      | Miskolc        | 143 502         | 14.     | Sopron       | 61 589          | Debrecen Szeged |
| Budapest | 5.      | Pécs           | 140 330         | 15.     | Kaposvár     | 58 830          | Debrecen Szeged |
| Budapest | 6.      | Győr           | 130 191         | 16.     | Veszprém     | 56 029          | Debrecen Szeged |
| Budapest | 7.      | Nyíregyháza    | 115 359         | 17.     | Zalaegerszeg | 55 152          | Debrecen Szeged |
| Budapest | 8.      | Kecskemét      | 109 450         | 18.     | Békéscsaba   | 54 460          | Debrecen Szeged |
| Budapest | 9.      | Székesfehérvár | 96 024          | 19.     | Eger         | 49 499          | Debrecen Szeged |
| Budapest | 10.     | Szombathely    | 77 757          | 20.     | Dunakeszi    | 42 747          | Debrecen Szeged |

Forrás: Becslés 2024, KSH

### Iskolai végzettség
| Iskolai végzettség                | Iskolai végzettség               | Iskolai végzettség | Iskolai végzettség | Iskolai végzettség |
| --------------------------------- | -------------------------------- | ------------------ | ------------------ | ------------------ |
|                                   |                                  |                    |                    | fő                 |
| Általános iskolát nem végezte el  | Általános iskolát nem végezte el |                    | 881 853            | 881 853            |
| Általános iskola                  | Általános iskola                 |                    | 1 785 610          | 1 785 610          |
| Szakmunkás                        | Szakmunkás                       |                    | 1 733 767          | 1 733 767          |
| Érettségi                         | Érettségi                        |                    | 2 716 187          | 2 716 187          |
| Diploma                           | Diploma                          |                    | 1 833 716          | 1 833 716          |
| A 2022. évi népszámlálás szerint. |                                  |                    |                    |                    |

A 2001-es népszámlálási adatok alapján, Magyarországon a legmagasabb befejezett iskolai végzettség szerint az általános iskolai végzettséggel rendelkezők éltek a legtöbben 2 911 369 fővel. Második legnagyobb csoport az érettségi végzettséggel rendelkezőek voltak 2 162 996 fővel, utánuk következett az általános iskolai végzettséggel nem rendelkezőek 1 897 471 fővel, a szakmunkások 1 581 315 fővel, végül a diplomások 934 036 fővel.
A 2011-es népszámlálási adatok alapján, Magyarországon a legmagasabb befejezett iskolai végzettség szerint az érettségi végzettséggel rendelkezők éltek a legtöbben 2 551 276 fővel. Második legnagyobb csoport az általános iskolai végzettséggel rendelkezők voltak 2 319 319 fővel, utánuk következett a szakmunkás végzettséggel rendelkezők 1 805 051 fővel, a diplomások 1 439 616 fővel, végül az általános iskolai végzettséggel nem rendelkezőek 1 149 200 fővel.
A 2022-es népszámlálási adatok alapján, Magyarországon a legmagasabb befejezett iskolai végzettség szerint az érettségi végzettséggel rendelkezők éltek a legtöbben 2 716 187 fővel. Második legnagyobb csoport a diplomai végzettséggel rendelkezők voltak 1 833 716 fővel, utánuk következett az általános iskolai végzettséggel rendelkezők 1 785 610 fővel, a szakmunkás végzettségűek 1 733 767 fővel, végül az általános iskolai végzettséggel nem rendelkezőek 881 853 fővel.

### Etnikai összetétel
A 2001-es népszámlálási adatok szerint az ország lakossága 10 198 315 fő volt, ebből 9 899 354 fő magyarnak, míg 205 720 fő cigánynak vallotta magát, azonban meg kell jegyezni, hogy a magyarországi cigányok aránya a népszámlálásokban szereplőnél lényegesen magasabb. 126 018 fő német, 50 339 fő román és 43 479 fő szlovák etnikumúnak vallotta magát. A legtöbb cigány nemzetiségű Borsod-Abaúj-Zemplén, Szabolcs-Szatmár-Bereg vármegyékben és Budapesten éltek. A legtöbb német nemzetiségű Baranya vármegyében, Budapesten és Pest vármegyében éltek. A legtöbb román nemzetiségű Békés, Pest vármegyékben és Budapesten éltek. A legtöbb szlovák nemzetiségű Békés, Pest vármegyékben és Budapesten éltek.
A 2011-es népszámlálási adatok szerint az ország lakossága 9 937 628 fő volt, ebből 9 478 735 fő magyarnak, míg 315 583 fő cigánynak vallotta magát, azonban meg kell jegyezni, hogy a magyarországi cigányok aránya a népszámlálásokban szereplőnél lényegesen magasabb. 202 683 fő német, 74 215 fő román és 43 454 fő szlovák etnikumúnak vallotta magát. A legtöbb cigány nemzetiségű Borsod-Abaúj-Zemplén, Szabolcs-Szatmár-Bereg és Pest vármegyékben éltek. A legtöbb német nemzetiségű Budapesten, Pest és Baranya vármegyékben éltek. A legtöbb román nemzetiségű Budapesten, Pest és Békés vármegyékben éltek. A legtöbb szlovák nemzetiségű Békés, Pest vármegyékben és Budapesten éltek.
A 2022-es népszámlálási adatok szerint az ország lakossága 9 603 634 fő volt, ebből 9 175 664 fő magyarnak, míg 209 909 fő cigánynak vallotta magát, azonban meg kell jegyezni, hogy a magyarországi cigányok aránya a népszámlálásokban szereplőnél lényegesen magasabb. 164 735 fő német, 60 708 fő ukrán és 46 678 fő szlovák etnikumúnak vallotta magát. A legtöbb cigány nemzetiségű Borsod-Abaúj-Zemplén, Szabolcs-Szatmár-Bereg és Pest vármegyékben éltek. A legtöbb német nemzetiségű Budapesten, Pest és Baranya vármegyékben éltek. A legtöbb román nemzetiségű Budapesten, Pest és Békés vármegyékben éltek. A legtöbb szlovák nemzetiségű Győr-Moson-Sopron, Pest vármegyékben és Budapesten éltek.
A következő tizenhárom nemzetiség alakíthatott kisebbségi önkormányzatokat, mert hivatalosan ennyi nemzetiséget ismernek el magyarországi kisebbségként: cigány, német, szlovák, román, horvát, szlovén, ruszin, orosz, bolgár, görög, lengyel, örmény, szerb. A Magyarországon élő és dolgozó külföldi származású lakosok száma a 2001-es 116 ezerről 2011-re 206 ezerre nőtt, majd 2023-ra 226 ezerre növekedett. A legnagyobb arányban, 5,8 százalékban a fővárosban telepedtek le.

### Vallási összetétel
Magyarország lakóinak vallási összetétele 2022-ben
A 2001-es népszámlálási adatok alapján, Magyarországon a lakosság több mint fele (74,6%) kötődik valamelyik vallási felekezethez. A legnagyobb vallás az országban a kereszténység, melynek legelterjedtebb formája a katolicizmus (54,5%). A katolikus egyházon belül a római katolikusok száma 5 289 521 fő, míg a görögkatolikusok 268 935 fő. Az országban népes protestáns közösségek is élnek, főleg reformátusok (1 622 796 fő) és evangélikusok (304 705 fő). Az ortodox kereszténység inkább az országban élő egyes nemzeti kisebbségek (ukránok, románok, szerbek, bolgárok, görögök) felekezetének számít (14 520 fő). Szerte az országban számos egyéb kisebb keresztény egyházi közösségek működnek. Ezek közül a három legnagyobb a Jehova tanúi (21 688 fő), Baptista mozgalom (17 705 fő) és a Magyar Pünkösdi Egyház (13 708 fő). A zsidó vallási közösséghez tartózók száma 12 871 fő. A buddhista vallási közösséghez tartózók száma 5223 fő. A muszlim vallási közösséghez tartózók száma 3021 fő. Jelentős a száma azoknak az országban, akik vallási hovatartozásukat illetően nem kívántak válaszolni (10,8%). Felekezeten kívülinek az ország lakosságának 14,5%-a vallotta magát.
A 2011-es népszámlálási adatok alapján, Magyarországon a lakosság több mint fele (54,7%) kötődik valamelyik vallási felekezethez. Az elmúlt tíz év alatt az ország lakosság vallási felekezethez tartozása jelentősen csökkent, ennek egyik oka, hogy sokan nem válaszoltak. A legnagyobb vallás az országban a kereszténység, melynek legelterjedtebb formája a katolicizmus (39%). A katolikus egyházon belül a római katolikusok száma 3 691 389 fő, míg a görögkatolikusok 179 176 fő. Az országban népes protestáns közösségek is élnek, főleg reformátusok (1 153 454 fő) és evangélikusok (215 093 fő). Az ortodox kereszténység inkább az országban élő egyes nemzeti kisebbségek (ukránok, románok, szerbek, bolgárok, görögök) felekezetének számít (13 710 fő). Szerte az országban számos egyéb kisebb keresztény egyházi közösségek működnek. Ezek közül a három legnagyobb a Jehova tanúi (31 727 fő), Hit Gyülekezete (18 220 fő) és a Baptista mozgalom (18 211 fő). A zsidó vallási közösséghez tartózók száma 10 965 fő. A buddhista vallási közösséghez tartózók száma 9758 fő. A muszlim vallási közösséghez tartózók száma 5579 fő. Jelentős a száma azoknak az országban, akik vallási hovatartozásukat illetően nem kívántak válaszolni (27,2%). Felekezeten kívülinek az ország lakosságának 18,2%-a vallotta magát.
A 2022-es népszámlálási adatok alapján, Magyarországon a lakosság kevesebb mint a fele (43,7%) kötődik valamelyik vallási felekezethez. Az elmúlt tíz év alatt a lakosság vallási felekezethez tartozása jelentősen csökkent, ennek egyik oka, hogy sokan nem válaszoltak (40,1%), amit a legtöbb ateista is választott megoldásnak, mert számukra külön válaszlehetőség nem volt. A legnagyobb vallás az országban a kereszténység, melynek legelterjedtebb formája a katolicizmus (30,1%). A katolikus egyházon belül a római katolikusok száma 2 643 855 fő, míg a görögkatolikusok 165 135 fő. Az országban népes protestáns közösségek is élnek, főleg reformátusok (943 982 fő) és evangélikusok (176 503 fő). Az ortodox kereszténység inkább az országban élő egyes nemzeti kisebbségek (ukránok, oroszok, románok, szerbek, bolgárok, görögök) felekezetének számít (15 578 fő). Szerte az országban számos egyéb kisebb keresztény egyházi közösségek működnek. Ezek közül a három legnagyobb a Hit Gyülekezete (22 647 fő), Jehova tanúi (22 249 fő) és a Baptista mozgalom (17 662 fő). A buddhista vallási közösséghez tartózók száma 11 042 fő. A muszlim vallási közösséghez tartózók száma 7983 fő. A zsidó vallási közösséghez tartózók száma 7635 fő. Felekezeten kívülinek az ország lakosságának 16,1%-a vallotta magát.

## Gazdaság

Az európai régiók gazdasági osztályozása az EU átlagában
Legkevésbé fejlett régiók
Átmeneti régiók
Fejlett régiók

A 21. században Magyarország középhatalomnak minősül, nominális GDP-n számolva 2018-ban a világ 57. legnagyobb gazdaságával rendelkezik, míg az 52. vásárlóerő paritás alapján (2020), a Nemzetközi Valutaalap által vizsgált országok között. Az ország a világon a 36. legnagyobb exportőr, és az importőrök listáján is a 36. helyen áll (2019-es becsült adatok alapján). Magyarország gazdasága magas jövedelmű OECD gazdaságnak minősül, és a világ nagyon magas emberi fejlettségi szintű országai közé tartozik (2019-ben a 43.), de az EU-ban az egyik legalacsonyabb.
Magyarország tagja a fejlett ipari országokat tömörítő OECD-nek, gazdasági teljesítménye alapján a világban gazdag, fejlett országnak, az Európai Unión belül azonban inkább szegénynek számít.
Magyarország a fejlett ipari országokhoz hasonlóan egyre korosodó népességgel rendelkezik, az aktivitási ráta 54%-os szintje kifejezetten alacsony, vagyis egy nagy értékű munkát végző kisebb népesség sok inaktív (tanuló, nyugdíjas, állástalan) embert tart el. Magyarország több javat fogyaszt el, mint amennyit megtermel, államháztartása alacsony (2016-ban 1,3%, a maastrichti kritérium 3%) deficites, az államadósság szintje az éves bruttó hazai termék (GDP) körülbelül 73,9%-ára volt tehető 2016 végén.
A magyar gazdaságban egyre erősebb a szolgáltató szektor szerepe; az áruszállításba és más szolgáltató ágazatokba sok beruházás történt. A magyar gazdaság fejlődése szempontjából kimagasló jelentőségű a döntően multinacionális tulajdonú cégek által végzett feldolgozóipari tevékenység, gépgyártás, autógyártás, elektronikai cikkek. Néhány ilyen vállalkozás termeli meg az exportra kerülő termékek több mint felét, és fizeti be az adónak is több mint felét. Magyarország természeti kincsekben szegény ország, gazdasága jelentős behozatalra szorul, fizetési mérlege és külkereskedelmi mérlege is többletes.

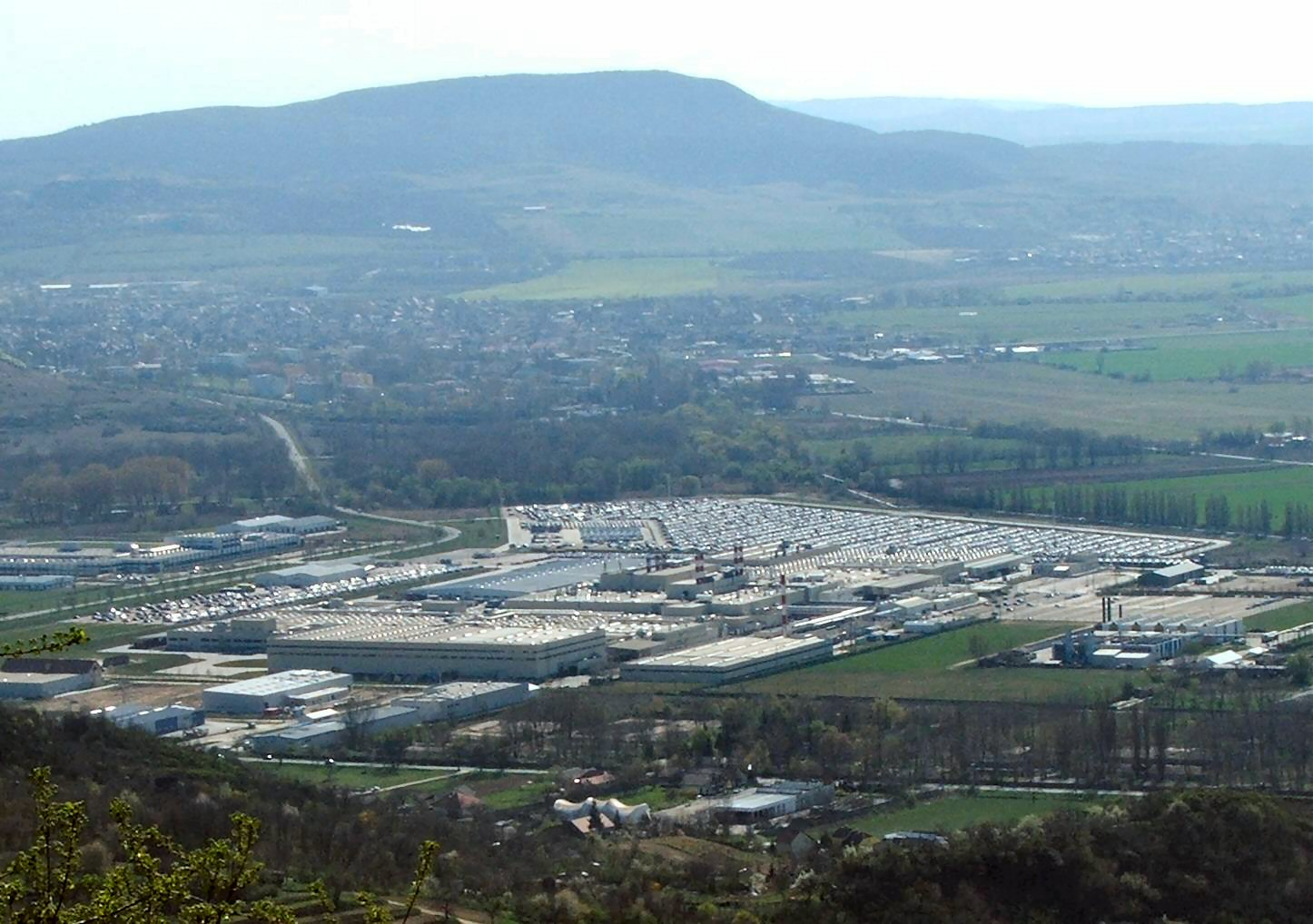
A Magyar Suzuki 2008-ban a 45. legnagyobb árbevételű cég volt Közép- és Kelet-Európában, és a magyar export 2,2%-át adta

A magyar áfa az EU-ban az egyik legmagasabb, 27 százalékos; a fogyasztási adó aránytalanul érinti az alacsony jövedelmű csoportokat. Az adórendszer rendkívül bonyolult – 2020-ban 54 különböző adót szedett be a Nemzeti Adó- és Vámhivatal. Míg az adók száma a 2010-es években némileg csökkent, a COVID-19 világjárvány idején bevezetett különadók megfordították ezt a tendenciát. A kormány a járványt ürügyként használta fel arra, hogy a helyi iparűzési adókat az állami költségvetésbe vezesse, megfosztva az önkormányzatokat a kulcsfontosságú bevételi forrásoktól, miközben megtiltotta új helyi adók önkormányzatok általi bevezetését.
A hivatalban lévő kormány politikai okokból erőteljesen beavatkozik a gazdaságba, hogy gátolja a szabadpiaci versenyt az általa stratégiailag fontosnak tartott ágazatokban (energia, média, bankszektor és kiskereskedelem). Ezt olyan jogszabályokon keresztül teszi, amelyek megkülönböztetik a konkrétan megcélzott vállalatokat.
Az utóbbi időben azonban széles körben elterjedt jelenséggé vált a politikai alapon történő kivétel engedélyezése a fúziók nemzetstratégiai jelentőségűvé nyilvánításával. A Közép-Európai Sajtó és Média Alapítvány (KESMA) irányítása alá tartozó kormánybarát médiák 2018-as összeolvadását követően 2020-ban a kormány kivételt adott az összefonódás-ellenőrzés alól a Magyar Bankholding Zrt. létrehozására, amely a 2020. Budapest Bank, MKB Bank és MTB Takarékpénztár. A magyar pénzpiac második legnagyobb szereplőjének létrejötte kihívás elé állíthatja az ország vezető, kormánytól jórészt független pénzintézetét, az OTP Bankot.
A Gazdasági Versenyhivatal (GVH) feladata a versenyszabályok betartatása, függetlensége azonban kérdéses. Bár általában tisztességesen működik, és szakmai szempontok szerint értékeli az eseteket, ki van téve a kormányzati beavatkozásnak és az öncenzúrának, ha kormánypárti üzletemberek vagy stratégiailag fontos szektorok érintettek. Médiafúziók és -felvásárlások esetén a GVH-nak előzetes, a versenyhatóságra kötelező határozatot kell kérnie a médiatanácstól.
Magyarországon történik az egyik legtöbb, egyetlen ajánlattevővel zajló közbeszerzési eljárás az EU-ban. 2021 januárjában az Európai Bizottság arra kérte Magyarországot, hogy szisztematikusan reformálja meg közbeszerzési jogszabályait és gyakorlatát, mivel ezek a szervezett politikai korrupció eszközeiként szolgálnak. A közbeszerzés tehát a politikailag újraelosztott támogatások csatornájának tekinthető, ami aláássa a tisztességes versenyt a különböző ágazatokban.
| ország / év  | 2019   | 2020   | 2021   | 2022   | 2023   | 2024   |
| ------------ | ------ | ------ | ------ | ------ | ------ | ------ |
| Ausztria     | 50 010 | 48 764 | 53 827 | 52 609 | 56 290 | 56 915 |
| Horvátország | 15 566 | 14 798 | 17 802 | 18 480 | 21 870 | 23 994 |
| Magyarország | 17 003 | 16 356 | 18 991 | 18 556 | 22 302 | 23 272 |
| Románia      | 12 962 | 13 057 | 14 935 | 15 593 | 18 413 | 20 278 |
| Szlovákia    | 19 421 | 19 723 | 22 102 | 21 348 | 24 489 | 25 925 |
| Szlovénia    | 25 910 | 25 451 | 29 194 | 28 462 | 32 673 | 34 117 |

A 2025-ös, vásárlóerő-paritásban számolt egy főre eső GDP-ben, a szomszédos EU-országokkal összehasonlítva csak Szlovákia került hajszállal Magyarország mögé, a többi ország előzteː
| ország / 2025-ben | globális rangsor | dollárban |
| ----------------- | ---------------- | --------- |
| Ausztria          | 20.              | 74 372    |
| Horvátország      | 44.              | 51 442    |
| Magyarország      | 50.              | 48 600    |
| Románia           | 49.              | 49 213    |
| Szlovákia         | 51.              | 47 425    |
| Szlovénia         | 35.              | 57 985    |

### Mezőgazdaság
A magyar mezőgazdaság, mint a nemzetgazdaság egyik ága a bruttó hazai termék (GDP) 3,5 százalékát adta 2020-ban. A gazdaságok száma 2020-ban 241 002 volt, szemben a 2010-es 350 682-vel. 10 év alatt a magyar gazdaságok 31%-a szűnt meg. Leginkább az állattartó gazdaságok szűntek meg. A gazdaságok nagy része 5 és 300 hektár közti területtel rendelkeztek. Az ország mezőgazdasági területe 4 millió 922 ezer hektár volt, az ország teljes területének közel 53%-át tette ki. Ennek 82%-a szántóként, 15%-a gyepként hasznosult, szőlők és gyümölcsösök együttesen a mezőgazdasági terület mintegy 3%-át borították.
Magyarország a kontinentális, az óceáni és a mediterrán klíma határterületén fekszik. A klímaviszonyok az évek többségében jó alapot teremtenek a sokoldalú gazdálkodásra. A mezőgazdasági termelést befolyásolja a csapadék, ami az ország dél-nyugati területein hullik a legtöbb, míg a legkevesebb az Alföld középső részén. A napsütéses órák száma, ami a dél-Alföldön elérheti a több mint 2000 órát. Magyarország vízkészlete a szomszédos országokból érkezik a felszíni és felszín alatti vizek döntő része, a felszíni vízkészlet 95%-a külföldről származik. Az Alföld csapadék hiányosabb területeire csatornákat vezetnek el a mezőgazdasági területek öntözésére. Magyarország 68%-a alföldi jellegű síkság. Az országban három leggyakrabban előforduló talajtípus a csernozjom (mezőségi), a barna erdőtalajok, az öntés- és lejtőhordalék talajok.
A mezőgazdaságban 227 645 fő dolgozott 2020-ban, 90%-a 40 évesnél idősebb (204 986 fő), és mindössze 10%-a fiatalabb 40 évesnél (22 659 fő). A mezőgazdaságban dolgozók 61%-nak nincs mezőgazdasági végzettsége, csak gyakorlati tapasztalattal rendelkeznek. 2020-ban az egy gazdaságra jutó átlagos mezőgazdasági terület országos átlaga 22,8 hektár volt. A vármegyék közül Jász-Nagykun-Szolnok vármegyében (40 hektár) és Fejér vármegyében (37 hektár) volt a legnagyobb az egy gazdaságra jutó átlagos mezőgazdasági terület.
Az ország szántóterületeinek 45%-a az alföldi vármegyékben, azon belül is a dél-alföldi régióban található. A szántóföldi növénytermesztés szempontjából az egyik legjelentősebb vármegyénk Békés vármegye, ahol az ország összes szántóterületének több mint 9%-a terül el. Az ország szántóföldi növénytermesztései közül a legjelentősebb a gabonafélék (58%), illetve az ipari növények (24%). A gyümölcsfajok közül az almatermesztés a legjelentősebb, az országban megtermelt gyümölcsök közül az alma aránya 31%, utána a szőlő következik 18%-kal.
Az állatot tartó gazdaságok száma 2020-ban 117 ezer volt. Az állattartó gazdák 66%-nak nincs agrár végzettsége, csak gyakorlati tapasztalattal rendelkezik. Az állatállományának harmada Hajdú-Bihar, Bács-Kiskun és Békés vármegyében található. 2020-ban a magyar állatállomány 31 millió tyúkból, 2,9 millió sertésből, 993 ezer juhból és 933 ezer szarvasmarhából állt.
Magyarországon a mezőgazdasági ágazat nemzetgazdasági szerepe az uniós csatlakozás után sem változott meg, 2010-2020 között a mezőgazdaság részaránya a GDP termelésben 3,0 – 4,1% között ingadozott. Kijelenthető, hogy az elmúlt 10 évben megállt a mezőgazdaság évtizedeken át tartó csökkenése és tartós stagnálásba állt be. 2010 és 2020 között a mezőgazdaság húzóágazata a növénytermesztés volt. A növénytermesztésben 2008-óta a kukoricatermesztése áll az élen. Az állatállományban 2010 és 2020 között a marha kivételével az összes haszonállat létszáma évről évre fokozatosan csökkent. Mezőgazdasági beruházások részesedése 2014-ben érte el a legmagasabb, 6%-os arányt, azóta viszont fokozatosan csökken, ezért mára már tőkehiányos mezőgazdaságról beszélhetünk. A magyar gazdák erősen függenek a magyar állam és az EU támogatásaitól. Az Unió 2016-ig GDP-arányosan közel 4%-os támogatást adott a magyar mezőgazdaságnak, ami az egyik legnagyobb arányú támogatás volt. Az uniós támogatás magas szintje függőségi kultúrát teremtett, mivel kisebb kockázattal jár a gazdák számára és a termelékeny vállalkozások kapacitásbővítésre használták fel a technológiai fejlesztések helyett. Ezért a 2010-es évekre továbbra is jellemző maradt az elavult technológiákkal és módszerekkel való drágán termelés a magyar gazdák nagy részére. A tulajdonosi struktúrát a dualitás jellemzi, a kis- és nagy gazdaságok határozzák meg. Ezek mellett nem képesek kialakulni a közepes méretű gazdaságok. A mezőgazdasági munkaerő felhasználást erősen immobilizálás jellemzi, a mezőgazdaságban továbbra is az összes foglalkoztatott mintegy 5%-ának adott munkát. Az egyéni gazdaságok aránya 50%, ebből közel 90 százalék 5 hektár alatti területen, amiből pedig mintegy 70 százalék egy hektárnál kisebb területen végzi tevékenységét. A mezőgazdaság termelés 2010 és 2020 között területenként igen eltérő volt, a legtöbb gabonát Dél-Dunántúlon, a legtöbb szőlő-, bor- és gyümölcsöt Dél-Alföldön és Közép-Magyarországon termelték. A legtöbb élőállatot az Észak-Alföldön és Nyugat-Dunántúlon tartották. A magyar mezőgazdaságot 2015-től fokozatosan erősödő munkaerőhiány sújtja, ami csak erősíti a termelékenységi problémákat.
2020-ban az ország 117 ezer gazdaságában közel 1,9 millió állategységnek megfelelő állatállományt tartottak. Az állattartó gazdaságok száma nagymértékben visszaesett 10 év alatt, azonban az állomány nagysága szinte változatlan maradt. A hazai állattartó gazdaságok száma 2010-óta 53%-a megszűnt. Leginkább a kevés állatot tartó gazdaságok szűntek meg, akik nem rendelkeztek elegendő tőkével és képtelenek voltak tartani a versenyt. A nagyobb állattartó gazdaságok száma, azonban 16%-kal nőtt 10 év alatt. A gazdaságok legfőbb tevékenysége szerint Hajdú-Bihar, Bács-Kiskun és Békés vármegyében tartották a legtöbb haszonállatot. A hazai állatállomány 76%-át a tyúk- és a kacsaállomány teszi ki.
A magyar mezőgazdaság átalakítása a hazai termelőszövetkezeteken alapuló struktúra megváltoztatásával vette kezdetét 1990-ben. Rendkívül elaprózott földbirtokstruktúra alakult ki, amelyen a kis tulajdonosok földjeit bérbe vevő nagyüzemi gazdaságok, valamint kis egyéni gazdaságok jöttek létre.

### Energia
2021-ben Magyarország volt a világ 79. legnagyobb energiatermelője és az 56. legnagyobb fogyasztója. 2021-ben Magyarország energia mixe nukleáris (45%), fosszilis (35,9%) és megújuló (19,1%) energiaforrásokból állt. Az ország villamosenergia termelésére elsődleges energiaforrások szerint nukleáris (45%), földgáz (27%), nap (10,8%), kőszén (8,7%), biomassza (5,8%), szél (1,9%), víz (0,6%), kőolaj (0,2%) és geotermikus (0,03%) energiát használt fel.
A megújuló energiaforrások 2021-ben a bruttó áramtermelés 19,1%-át tették ki. Ebből 56,6% volt a nap, 30,4% a biomassza, 9,7% a szél, 3% a víz és 0,2% a geotermikus energia aránya.
2000 és 2021 között a nukleáris energia termelés 12,8%-kal, ill. a megújuló 3516,5%-kal nőttek, míg a fosszilis energia 38,3%-kal csökkent.
1990 és 2020 között az ország három legjelentősebb energiaforrása a nukleáris, a szén és a földgáz volt, azonban 2021-től a napenergia lett a harmadik legjelentősebb energiaforrás, megelőzve a szénből származó energiát.
Az ország energiatermelése 2000 és 2020 között 7,1%-kal csökkent, miközben az energiafogyasztása 28,7%-kal nőtt. 2020-ban az ország három legnagyobb energiafogyasztója az ipar (43,9%), a lakosság (30,4%) és a kereskedelem (20%) volt. 2000 és 2020 között az ipar energiaszükséglete 99%-kal nőtt, a lakosság energiaszükséglete 23,9%-kal nőtt, míg a kereskedelem energiaszükséglete 10,3%-kal csökkent.
A fosszilis energiák közül a hazai szén kitermelése 2000 és 2021 között 73,7%-kal, a földgáz kitermelése 52,8%-kal és a kőolaj kitermelése 22,4%-kal csökkent. A kőolaj esetében 1990 és 2014 között a folyamatos kitermelés csökkenése volt jellemző, míg 2014-től évről évre emelkedik a kitermelés mennyisége. A szén jelentős részét 1996-ig főleg a lakosság használta fel, majd 1996-tól főleg az ipar. 2021-ben a földgáz 48,5%-át a lakosság, a 22,1%-át az ipar és a 17%-át a kereskedelem használta fel. 2021-ben a kőolaj 57%-át a közlekedési szektor, 10,3%-át az ipar és az 5,9%-át a mezőgazdaság használta fel.
A megújuló energiák közül a napenergia 2008-ban termelt először Magyarországon 1 GWh mennyiségű elektromos áramot, 2018-ig fokozatosan, majd 2018-tól roham tempóban nőtt a termelés. 2018-ban 629 GWh, míg 2021-ben már 3849 GWh mennyiségű elektromos áramot termeltünk. A szélenergia 2001-ben termelt először Magyarországon 1 GWh mennyiségű elektromos áramot, 2006-tól rohamosan nőtt a megtermelt elektromos áram mennyisége egészen 2012-ig. 2006-ban 43 GWh, míg 2012-ben már 770 GWh mennyiségű elektromos áramot termeltünk. 2010-ben adták ki az utolsó engedélyt szélturbina építésére, majd 2016-ban kormányzati rendelettel ellehetetlenítették a pályázást is. 2012 és 2021 között 14,2%-kal csökkent a szélturbinák által megtermelt elektromos áram mennyisége. A vízerőművek által termelt elektromos áram mennyisége 2000 és 2021 között 16,3%-kal nőtt.
2000-ről 2021-re 109,7%-kal nőtt az ország villamosenergia-importja. Magyarország csak az importtal képes kielégíteni az ország villamosenergia szükségletét.
2000 és 2020 között Magyarországon 17,7%-kal csökkent a CO2-kibocsátás. 2000-ben 53,3 mt-ról 2021-re 46 mt-ra csökkentettük a CO2-kibocsátásunkat. 2020-ben az ország legnagyobb CO2-kibocsátója a közlekedési szektor volt.

### Bányászat
Magyarország bányászata (a bányászati, földtudományi képzéseket is beleértve) a középkortól kezdve mindig rendkívül fejlett volt. Napjainkban a bányászat kevés helyen zajlik, a nemzetgazdaságnak nem alkotja meghatározó részét, mivel az ország a trianoni békeszerződés következtében legnagyobb bányászati vidékeit, érc- és ásványvagyonát (Dél- Erdély, Alacsony- Tátra, Máramaros vidéke stb.) elvesztette. Jelenlegi ásványkincsei közül jelentős a fekete- és barnaszén (Mecsek északkeleti és nyugati része, Borsodi- medence, Heves- Borsodi- dombság). A lignit kitermelése külszíni bányászattal az 1990-es évektől kezdődött a Bükk és a Mátra déli lábainál. A kőolaj és földgáz (Algyő térsége, Dél- Hajdúság, Zalai-dombság) az ország szükségletét részben fedezi, kitermeléssel csak részint érintett. Ércekben az ország geológiai felépítése miatt szerény, de még így is jelentős, világviszonylatban is kiemelkedő mennyiségű rézérc vagyonnal rendelkezik az ország Recsk környékén. Ez jelenleg már nincs kitermelés alatt. Jelentős mennyiségű bauxit vagyonnal is rendelkezik az ország, kis mennyiségben pedig előfordul még mangánérc Úrkút térségében. Utóbbiak kitermelése napjainkban is zajlik. Az országban található még arany és ezüst Recsk, Nagybörzsöny, Rudabánya, Telkibánya térségében. Uránérc Kővágószőlősön, cink- és ólomérc Gyöngyösoroszi települések környezetében található, kisebb mennyiségben, de ezeket sem bányásszák. Bár a legújabb vizsgálatok szerint Magyarország aranykészletei világviszonylatban is jelentősek (elsősorban a Börzsöny ércvagyona esetében), kitermelésére annak relatív nagy energia- és forrásigénye miatt nincs kidolgozott terv. Vasérc Magyarországon elsősorban a Borsodi- medence északi részein található nagy tömegben Rudabánya központtal, melynek kitermelése az ipari szerkezet átalakulásával a múlt század végén szűnt meg. Pálházán az építőipar szempontjából jelentős perlitet még napjainkban is bányásszák. Ezzel kapcsolatban Magyarországon jelentős volt, és jelenleg is meghatározó a kavics-, sóder- a mészkő és a homokbányászat elsősorban a Zemplén, a Bükk, a Bükkalja, a Mátra, a Duna felső szakaszain és a Fertő- tó vidékén. Jelentős ásványkincsnek minősülnek még a különféle ásványi sókban gazdag termálvizek, melyek a bányászat egyéb felszínalakító tevékenységei (bányatavak kialakulása, régészeti, őslénytani leletek felfedezése, bányászati hagyományok) mellett a turizmusban is fontos szerepet játszanak.

### Ipar
Magyarország közepesen fejlett, ipari-agrárjellegű, külgazdaság-érzékeny ország. Nyersanyagokban és energiahordozókban szerény, területén kőolaj-, földgáz-, bauxit-, szén-, kaolin-, zeolit-, perlit-, bentonit-, illetve építőipari andezit, riolit, tufa, mészkőbányászat folyik, de jelentős behozatalra szorul a nyersanyagokból.
Magyarországon a GDP-nek közel kétharmadát a szolgáltatói szektor állítja elő. Ezen belül is kiemelkedő a pénzügyi tevékenységek, ingatlanügyletek, gazdasági szolgáltatások, valamint a közösségi szolgáltatások (igazgatás, oktatás, egészségügyi, szociális ellátás) súlya. Az ipar, mely elsősorban a feldolgozóiparra támaszkodik, mintegy negyedét termeli a nemzeti összterméknek, napjainkban viszont a kutatás-fejlesztés is kezd vezetőbb ágazat lenni. Viszonylag alacsony, 4-5 százalék a mezőgazdaság, valamint az építőipar részesedése.
A GDP növekedési üteme többé-kevésbé stabilan 1,5-2%-ponttal meghaladja az EU-15 átlagát, igaz, az újonnan csatlakozók körében a magyar növekedési ütem relatíve halványnak minősíthető. 2009-ben a kedvező nemzetközi feltételek hatására megtört a 2001 óta megfigyelhető lassulási trend, a 4%-os növekedés, a mezőgazdasági hozzáadott érték kiugró, 36%-os bővülésén felül az ipar és az építőipar 5% körüli növekedési ütemének tudható be, míg a szolgáltatási szektor ágazatainak többsége jócskán átlag alatti növekedést produkált (kivétel a szállítás és raktározás). Az energia 64%-a atomenergia, 22%-a fosszilis forrásból származik.
Legnagyobb magyar vállalatok: Wizz Air (légiközlekedés), OTP Bank (pénzügy), MOL (olajipar), Magyar Villamos Művek (energia), Richter Gedeon (biotechnológia és gyógyszeripar), Pick (húsipar), Zwack Unicum (szeszipar), Magyar Telekom (telekommunikáció) stb.

### Külkereskedelem
Magyarország 2023-ban a világ 35. legnagyobb exportőre, és 33. legnagyobb importőre volt. 2023-ban Magyarország 150 milliárd $ értékben exportált és 145 milliárd $ értékben importált, 5 milliárd $ többlettel. Az ország külkereskedelme Európa központú.
A magyar exporttermékek legjelentősebb területei a gépipar, közlekedésipar és a vegyipar. A legjelentősebb kiviteli termékek a gépjárművek, akkumulátorok, valamint a gépjármű alkatrészek és tartozékok. Magyarország legjelentősebb exportországa Németország, ahova a teljes exportállomány közel egynegyede (24,9%) érkezik. 2018 és 2023 között, az export termékek közül az akkumulátorok és a gépjárművek kivitele nőtt a legnagyobb mértékben, míg a legnagyobb visszaesést a belső égésű motorok és az irodai gépalkatrészek szenvedték el. Az exportországok közül 2018 és 2023 között Németország és az Egyesült Államok aránya nőtt a legnagyobbat, míg a legnagyobb visszaesést Oroszország és Vietnám szenvedte el.
A magyar importtermékek legjelentősebb területei a gépipar, vegyipar és a közlekedésipar. A legjelentősebb behozatali termékek a gépjármű alkatrészek és tartozékok, földgáz, valamint az integrált áramkörök. Magyarország legjelentősebb importországa Németország, ahonnan a teljes importállomány közel egynegyede (22,7%) érkezik. 2018 és 2023 között, az import termékek közül az ipari zsírok és olajok, földgáz, valamint a gépjármű alkatrészek és tartozékok behozatala nőtt a legnagyobb mértékben, míg a legnagyobb visszaesést a légszivattyúk és a gyógyszerek szenvedték el. Az importországok közül 2018 és 2023 között Dél-Korea és Németország aránya nőtt a legnagyobbat, míg a legnagyobb visszaesést Ukrajna és az Egyesült Királyság szenvedte el.

#### Termékek
Az ország tíz legnagyobb export- és importterméke a következő volt 2023-ban:
|     | Legnagyobb exporttermékek          | Legnagyobb exporttermékek | Legnagyobb importtermékek          | Legnagyobb importtermékek |
| --- | ---------------------------------- | ------------------------- | ---------------------------------- | ------------------------- |
|     | Termék                             | Arány                     | Termék                             | Arány                     |
| 1.  | Gépjárművek                        | 9,2%                      | Gépjármű alkatrészek és tartozékok | 5,1%                      |
| 2.  | Akkumulátorok                      | 6,7%                      | Földgáz                            | 3,3%                      |
| 3.  | Gépjármű alkatrészek és tartozékok | 6,5%                      | Integrált áramkörök                | 3,1%                      |
| 4.  | Gyógyszerek                        | 2,9%                      | Műsorszóró berendezések            | 2,8%                      |
| 5.  | Számítógépek                       | 2,7%                      | Ipari zsírok és olajok             | 2,7%                      |
| 6.  | Szikragyújtású motorok             | 2,1%                      | Gépjárművek                        | 2,7%                      |
| 7.  | Elektromos vezérlőtáblák           | 2,1%                      | Villamosenergia                    | 2,3%                      |
| 8.  | Műsorszóró berendezések            | 1,9%                      | Nyers kőolaj                       | 2,1%                      |
| 9.  | Televíziók és monitorok            | 1,8%                      | Gyógyszerek                        | 2%                        |
| 10. | Transzformátorok                   | 1,7%                      | Finomított kőolaj                  | 1,8%                      |

#### Országok
A fő országok, amelyekbe Magyarország exportált és amelyekből importált termékeket 2023-ban:
|     | Legnagyobb exportországok | Legnagyobb exportországok                                                                  | Legnagyobb exportországok | Legnagyobb importországok | Legnagyobb importországok                                                                 | Legnagyobb importországok |
| --- | ------------------------- | ------------------------------------------------------------------------------------------ | ------------------------- | ------------------------- | ----------------------------------------------------------------------------------------- | ------------------------- |
|     | Ország                    | Termék                                                                                     | Arány                     | Ország                    | Termék                                                                                    | Arány                     |
| 1.  | Németország               | Akkumulátorok, gépjármű alkatrészek és tartozékok, gépjárművek...stb.                      | 24,9%                     | Németország               | Gépjármű alkatrészek és tartozékok, légi járművek, integrált áramkörök...stb.             | 22,7%                     |
| 2.  | Olaszország               | Gépjárművek, akkumulátorok, búza...stb.                                                    | 6%                        | Kína                      | Telefonok, akkumulátorok, irodai gépalkatrészek...stb.                                    | 7%                        |
| 3.  | Románia                   | Gyógyszerek, műsorszóró berendezések, villamosenergia...stb.                               | 5,6%                      | Ausztria                  | Finomított kőolaj, földgáz, villamosenergia...stb.                                        | 5,8%                      |
| 4.  | Egyesült Államok          | Gépjárművek, akkumulátorok, számítógépek...stb.                                            | 5,1%                      | Lengyelország             | Gépjármű alkatrészek és tartozékok, motor alkatrészek, akkumulátorok...stb.               | 5,6%                      |
| 5.  | Szlovákia                 | Gépjármű alkatrészek és tartozékok, szikragyújtású motorok, televíziók és monitorok...stb. | 4,3%                      | Dél-Korea                 | Ipari zsírok és olajok, egyedi funkciókkal rendelkező gépek, oxál- és peroxidsavak...stb. | 5,6%                      |
| 6.  | Csehország                | Akkumulátorok, gépjármű alkatrészek és tartozékok, játékok...stb.                          | 4,2%                      | Csehország                | Műsorszóró berendezések, gépjármű alkatrészek és tartozékok, gépjárművek...stb.           | 5,4%                      |
| 7.  | Lengyelország             | Gépjármű alkatrészek és tartozékok, gépjárművek, gyógyszerek...stb.                        | 4,1%                      | Szlovákia                 | Villamosenergia, finomított kőolaj, műsorszóró berendezések...stb.                        | 5,1%                      |
| 8.  | Egyesült Királyság        | Gépjárművek, gépjármű alkatrészek és tartozékok, számítógépek...stb.                       | 4,1%                      | Hollandia                 | Integrált áramkörök, gyógyászati alapanyagok, műsorszóró berendezések...stb.              | 4,5%                      |
| 9.  | Franciaország             | Gépjármű alkatrészek és tartozékok, gyógyszerek, gépjárművek...stb.                        | 3,7%                      | Oroszország               | Földgáz, nyers kőolaj, nukleáris fűtőanyagok...stb.                                       | 4,3%                      |
| 10. | Ausztria                  | Gépjárművek, gépjármű alkatrészek és tartozékok, búza...stb.                               | 3,7%                      | Olaszország               | Rézhuzalok, gépjármű alkatrészek és tartozékok, nyers alumínium...stb.                    | 3,8%                      |

### Életszínvonal
A rendszerváltás során lezajlott gazdasági átalakulás, a Bokros-csomag 1995-től bevezetett megszorító intézkedései, a 2008-as pénzügyi válság, majd a 2010-es években bevezetett, elsősorban a felsőbb osztályokat támogató – Ferge Zsuzsa szociológus elnevezése nyomán – "perverz" újraelosztási rendszer miatt rendkívül szélesre nyílt a jövedelmi olló.
Az arányok eltolódása az Orbán-kormány 2010-es hivatalba lépése óta nőttek drasztikusabban, összhangban az általában a felső-középosztály számára kedvező szociálpolitikával. A magyar emberi fejlettségi index (HDI) egyenlőtlenségi kiigazítása 7,4%, amely az egyik legmagasabb Közép-Kelet-Európában; azt mutatja hogy a szegénység és a társadalmi egyenlőtlenség nagy hatást gyakorol a HDI értékére. Az Eurostat adatai szerint a Gini-együttható 2010 és 2014 között 24,1-ről 28,6-ra nőtt, azóta pedig 28 körül mozog. Ez az adat ugyan alacsonyabb az uniós átlagnál, azonban a környező országokhoz képest lényegesen nagyobb egyenlőtlenségre utal.
A Statisztikai Hivatal (KSH) adatai szerint 2019-ben 17,7 százalék volt a jövedelmi szegénység által veszélyeztetettek aránya, a 2012 óta tartó folyamatos csökkenés után, 12,2 százalékuk szenved relatív jövedelmi szegénységben. A kiszolgáltatott csoportok, például a nyugdíjasok, a gyerekek, a munkanélküliek és a cigányok különösen ki vannak téve a szegénységnek. A nyugdíjasok szegénységi kockázata a 2010-es 4,4%-ról 19,1%-ra emelkedett. A munkanélküliek 61,8%-át fenyegeti a szegénység vagy a társadalmi kirekesztés kockázata, mivel Magyarország az egyik legkevésbé bőkezű munkanélküli segélyprogramot kínálja az EU-ban. Az OECD adatai és módszertana alapján 2019-ben a gyermekek relatív jövedelmi szegénysége 16,9% volt, ami jelentősen meghaladja Magyarország közép-kelet-európai szomszédaiét. A cigányok szegénységi kockázata több mint háromszorosa az országos átlagnak.
Bár a hivatalos statisztikák nem mutatják a munkanélküliség számottevő növekedését a Covid19-világjárvány idején (2021 februárjában 4,5%), a valós számok valószínűleg sokkal magasabbak.

#### Fizetések
Magyarországon világviszonylatban viszonylag magasak, az Európai Unió átlagához képest még 2024-ben is alacsonyak a bérek. 2023-as adatok alapján az uniós keleti országokat figyelembe véve valamennyi visegrádi és balti országban, továbbá Szlovéniában és Horvátországban is magasabb az átlagfizetés, mint Magyarországon. 2024-re már Románia is elérte a magyar bruttó átlagfizetés értékét, az adózási szabályok miatt a román nettó érték még kismértékben elmaradt a magyar átlagfizetéshez képest. Ezen kívül az Európai Unióban már kizárólag csak Bulgáriában voltak a magyarországinál jelentősebben alacsonyabb átlagfizetési adatok.

## Közlekedés

### Városi közlekedés
Magyarország legtöbb, tömegközlekedést alkalmazó városában a távolsági közlekedésért is felelős Volánbusz bonyolítja le a helyi közlekedést, autóbuszokkal. Nyolc városnak van saját személyszállítási közszolgáltatása (Budapesten a BKV, Debrecenben a DKV, Kaposváron a KTRT, Miskolcon az MVK, Pécsen a Tüke Busz, Szegeden az SzKT, Tatabányán a T-Busz, Veszprémben a V-Busz). Ezek vagy csak autóbuszokkal, vagy villamossal, trolibusszal, metróval és más közlekedési eszközökkel is szállítják az utasokat, helyenként alvállalkozókat is bevonva, vagy a Volánbusszal együttműködve.

### Közúti közlekedés
Magyarország személy- és teherforgalmának legnagyobb része közúton történik. A gyorsforgalmi utak hossza 2010. március 31-én közel 1300 km, valamint a hosszú csomóponti ág és pihenőhelyi utak: 366 km.

#### Autóbusz
Az autóbuszos közúti helyközi tömegközlekedést a Volánbusz bonyolítja.

### Vasúti közlekedés
Magyarországon a vasút – a közút után – a második legjelentősebb közlekedési ág. Vasúthálózatunk sugaras szerkezetű, melynek központja Budapest. Vasúti csomópontokat építettek ki a nagyobb hídvárosoknál, mint például Szolnok. Fontos csomópontok a gazdasági központok, mint Székesfehérvár vagy Miskolc. A MÁV Magyar Államvasutak Zrt. (MÁV) bekapcsolódott az európai konténerforgalomba. A MÁV Pályavasúti Üzletága kezeli Magyarország vasúti infrastruktúrájának jelentős részét, leszámítva a MÁV-HÉV Helyiérdekű Vasút Zrt. (MÁV-HÉV) által üzemeltetett helyiérdekű vasutat (HÉV), a Győr-Soproni-Ebenfurti Vasutat (GYSEV) és a legtöbb kisvasutat.
Az általa kezelt vonalak hossza 7606 km, ebből 7394 km a normál nyomtávolságú, 36 km széles nyomtávolságú (Záhony-Eperjeske térségében), 176 km pedig keskeny nyomtávolságú vonal.

### Vízi közlekedés
A magyar tengeri hajózás, amely kizárólag az árufuvarozásra koncentrálódott, erősen visszaszorult. Magyarországnak két tengerjáró hajója van, amit az orosz államadósság törlesztéseként kapott.
Magyarország nagyhajózásra alkalmas vízi útjainak hossza körülbelül 1622 km. Ennek 85%-a állandóan, 15%-a időszakosan hajózható. A vízi úthálózat hosszának 53%-a a Duna vízgyűjtő területéhez, 47%-a pedig a Tiszáéhoz tartozik. Belvízi hajóinkkal a Duna-delta (Fekete-tenger) és a Rajna torkolat (Északi-tenger) kikötőibe tudunk szállítmányokat eljuttatni. A Duna-Majna-Rajna víziút rendszer teljes hajózható hossza Rotterdamtól Szulináig 3505 km.

### Légi közlekedés
Magyarországon öt nemzetközi repülőtér üzemel, de ebből csak a budapesti és a debreceni jelentős, az utasforgalomnak több mint 85%-át a Budapest Liszt Ferenc nemzetközi repülőtér bonyolítja le. A repülőterek száma összesen 41. A regisztrált légi szállítók száma öt, évi utasforgalmuk 31 226 848 fő volt 2018-ban. Magyarország második legjelentősebb repülőtere a Debreceni Nemzetközi Repülőtér, a teljes utasforgalom 10%-át itt bonyolítják le, 8 állandó menetrend szerinti járat (ezek folyamatosan bővülnek) és további számos charter járatok közlekedik. A többi három kisebb repülőtéren az utasforgalom 1-2%-át bonyolítják, ezt is csak időszakosan.
Magyar légitársaságok: 
- MALÉV (1946–2012),
- Wizz Air (2003 óta)

## Telekommunikáció, média
A sajtószabadság súlyosan sérül. A párizsi székhelyű Riporterek Határok Nélkül (Reporters Without Borders) szervezet jelentése alapján 2012-től 2020-ig évről-évre romlott a magyar sajtószabadság helyzete. Az ország 2020-ra 180 ország közül a 89. helyre csúszott vissza. (2010-ben a 25., 2012-ben a 40., 2015-ben a 65., 2018-ban a 73.) 2024-ben a 67. helyet foglalja el az ország ebben a felsorolásban, az EU-ban az utolsó előtti helyen állva. Az állami (politikai) nyomás mértékét tekintve az EU-tól messze leszakadva, az utolsó helyen végzett.
A 2020-as brüsszeli jogállamisági jelentés alapján egyre gyakrabban került sor a független médiaorgánumok felvásárlására. A Fidesz kötődésű KESMA uralja a média nagy részét az országban.
A Médiatanács nem működik független szervként, nincs biztosítva, hogy döntéseit politikai érdekektől mentesen hozza meg, ugyanis a tagok mindegyikét a kormány jelölte ki. A kormányhoz közeli emberek az évek során felvásárolták a kiadókat, és a szerkesztőségeket kormányszócsövekké változtatták. Ez vonatkozik többek között az összes vármegyei napilapra, továbbá a köztévére (M1), a TV2-re  és számos országos rádióra. A 2010-es évek végén tizennégy „közszolgálati” műsorszolgáltató volt a „kormánypárti” csatornák között.

### Újság
Magyarország alaptörvényének értelmében mindenkinek joga van a véleménynyilvánítás szabadságához, Magyarország elismeri és védi a sajtó szabadságát és sokszínűségét, biztosítja a demokratikus közvélemény kialakulásához szükséges szabad tájékoztatás feltételeit. A 2000-es évek második felétől a papír alapú sajtót háttérbe szorította az internetes újságírás. Számos internetes újság (napilapok, hetilapok, havi lapok) és blog elérhető, jobboldali-konzervatív, baloldali-liberális, és keresztény orientációjúak.

| Főbb független és ellenzéki napilapok / hetilapok / blogok | Főbb keresztény napilapok / hetilapok / blogok | Hivatalos kormányzati média | Főbb kormánypárti, jobboldali napilapok / hetilapok / blogok |
| ---------------------------------------------------------- | ---------------------------------------------- | --------------------------- | ------------------------------------------------------------ |
| 168ora.hu                                                  | 777blog.hu                                     | kormany.hu                  | az összes vármegyei napilap kormányközeli kézben van         |
| 24.hu                                                      | hetek.hu                                       | magyarorszag.hu             | Bors                                                         |
| 444.hu                                                     | katolikus.ma                                   | magyarkozlony.hu            | demokrata.hu                                                 |
| atlatszo.hu                                                | magyarkurir.hu                                 |                             | flagmagazin.hu                                               |
| alfahir.hu                                                 | vasarnap.hu                                    |                             | hunhir.info                                                  |
| hvg.hu                                                     |                                                |                             | magyarjelen.hu                                               |
| magyarhang.org                                             |                                                |                             | mandiner.hu                                                  |
| magyarnarancs.hu                                           |                                                |                             | Magyar Hírlap                                                |
| merce.hu                                                   |                                                |                             | Magyar Nemzet                                                |
| nepszava.hu                                                |                                                |                             | magyartudat.hu                                               |
| nyugatifeny.hu                                             |                                                |                             | mindenszo.hu                                                 |
| propeller.hu                                               |                                                |                             | napi.hu                                                      |
| telex.hu                                                   |                                                |                             | novekedes.hu                                                 |
|                                                            |                                                |                             | Metropol                                                     |
|                                                            |                                                |                             | index.hu                                                     |
|                                                            |                                                |                             | origo.hu                                                     |
|                                                            |                                                |                             | pestisracok.hu                                               |
|                                                            |                                                |                             | Ripost                                                       |
|                                                            |                                                |                             | vadhajtasok.hu                                               |
|                                                            |                                                |                             | vg.hu                                                        |

### Rádió
| Hívójel prefix | HA, HG |
| ITU zóna       | 28     |
| CQ zóna        | 15     |

### Telefon
Az ország előhívó száma 36. A házi telefon-előfizetések száma 2015-ben több mint hárommillió volt. Ugyanekkor 11 millió mobiltelefon-előfizetés volt érvényben. A fix, nem mobil telefonok helyét átveszi a mobil. Mobilszolgáltatást három cég nyújt: a Magyar Telekom (korábban: Westel), a Yettel (korábban: Pannon GSM, Telenor) és a One (korábban: Vodafone).

### Internet
2018-ban 7,5 millióan használtak internetet. A magyarországi internetcímek végződése .hu.

## Kultúra

### Művészetek

#### Zene
A magyar zenéből legismertebb a magyar népzene és olyan jelentős magyar zeneszerzők művei, mint Liszt Ferenc, Bartók Béla és Kodály Zoltán. Utóbbi kettő gyakran fel is használta a magyar népzene hagyományos motívumait. Több mint 200 000 különböző népi dallamot jegyeztek már fel, és a gyűjtésük ma is folyik. Ritmusát tekintve a magyar népzene jellemzően daktilus alapú, hasonlóan a magyar nyelvhez, amelyben a szavak első szótagja mindig hangsúlyos.  Magyarországon élő vagy innen származó, nemzetközileg elismert kortárs zeneszerzők Ligeti György, Kurtág György, Eötvös Péter és Jeney Zoltán. A 20. század világhírű magyar zeneművészei közé tartoztak például Fischer Annie, Banda Ede vagy Cziffra György.

### Tudomány és Nobel-díj
Magyar Tudományos Akadémia (rövidítve: MTA): 1825. november 3-án, a pozsonyi országgyűlésen a magyar reformkor egyik vezéralakja, gróf Széchenyi István (1791–1860) birtokainak egyévi jövedelmét, 60 ezer forintot ajánlott fel a Magyar Tudós Társaság (a mai Tudományos Akadémia) létrehozására. Tettét más főnemesek is jelentős összegekkel támogatták. Az MTA tudományos köztestület, amelynek fő feladata a tudomány művelése, a tudomány eredményeinek terjesztése, a magyar tudomány képviselete. 2019-ig fontos feladata volt továbbá a tudományos kutatások támogatása.
Magyarországon született Nobel-díjasok listája (évszám szerint rendezve):
| Név                  | Év   | Kutatása                                                                                          | Nobel-díj típusa |
| -------------------- | ---- | ------------------------------------------------------------------------------------------------- | ---------------- |
| Krausz Ferenc        | 2023 | attoszekundumos fényimpulzusokat létrehozó kísérleti módszerek                                    | fizikai          |
| Karikó Katalin       | 2023 | a szintetikus mRNS alapú vakcinák orvosi technológiájának kifejlesztése                           | orvosi           |
| Herskó Ferenc        | 2004 | az ubikvitin közvetítette fehérje-lebontás felfedezése                                            | kémiai           |
| Kertész Imre         | 2002 | az egyén sérülékeny tapasztalatának irodalmi megjelenítése a történelem barbár önkényével szemben | irodalmi         |
| Oláh György          | 1994 | a karbokationok kutatása                                                                          | kémiai           |
| Harsányi János       | 1994 | a nemkooperatív játékelmélet egyensúlyainak úttörő elemzése                                       | közgazdasági     |
| Gábor Dénes          | 1971 | a holografikus módszer feltalálása és kifejlesztése                                               | fizikai          |
| Wigner Jenő          | 1963 | az atommagok és az elemi részecskék elmélete                                                      | fizikai          |
| Békésy György        | 1961 | a belső fül ingerlésének fizikai mechanizmusa                                                     | orvosi           |
| Hevesy György        | 1943 | radioaktív izotópok indikátorként való alkalmazása                                                | kémiai           |
| Szent-Györgyi Albert | 1937 | a C-vitamin és a P-vitamin izolálása                                                              | orvosi           |
| Lénárd Fülöp         | 1905 | a katódsugarak tulajdonságai                                                                      | fizikai          |

### Oktatási rendszer
Magyarországon az óvodák nagy része önkormányzati tulajdonban, de az iskolák nagy része 2013. január 1-je óta állami tulajdonban van, de léteznek egyházi, nemzetiségi önkormányzati és magántulajdonúak is. A magyar közoktatás ugyan világnézetileg semleges, ennek ellenére az egyházi tulajdonban lévő oktatási intézmények az állami intézményeknek juttatott támogatások többszörösét kapják meg.
Óvodába hároméves kortól kötelező járnia a gyermeknek. Az általános iskolát, amennyiben iskolaérett, abban az évben kezdi meg, amelyikben szeptember 1. előtt betölti hatodik életévét. Az általános iskola általában nyolc évig tart, ezután szakközépiskolába, szakgimnáziumba vagy gimnáziumba mehet továbbtanulni a diák. Ez leggyakrabban négyéves, de a gimnáziumok gyakran nyolc- és hatosztályos képzést is indítanak, ahová a 4., illetve a 6. elvégzett általános iskolai osztály után mehet a gyermek. Az 1997/98-as tanévtől kezdve a középfokú iskolák számozása az általánosét folytatja, tehát az 5., 7. vagy 9. osztállyal kezdődik. A közoktatási törvény írja elő a tankötelezettséget Magyarországon.
Sikeres érettségi vizsga után a diák főiskolán vagy egyetemen (ELTE, Debreceni Egyetem, Semmelweis Egyetem, BME, Corvinus Egyetem stb.) folytathatja tanulmányait. Ide felvételi vizsgával és/vagy a tanulmányi eredmények alapján számított pontokkal lehet bekerülni. Jelenleg az állam – megfelelő tanulmányi előmenetel esetén – állami ösztöndíjat ad, amennyiben a hallgató vállalja, hogy a diploma megszerzését követő húsz évből a képzési idejének megfelelő időt Magyarországon dolgozik, vagy visszafizeti a képzés teljes díját. Különben a hallgatónak a képzés teljes költségét magának kell fizetnie. Egy szakon azonban korlátozott az így ingyenes félévek száma. Magyarország 2005-től áttért a bolognai rendszerre, aminek keretén belül bevezették az alap- és mesterképzést. Az alapképzés 3 éves, a mesterképzés 2 éves. A bolognai folyamat eredményeként az alapfokú diploma megszerzése után a hallgató egy másik egyetemen vagy főiskolán is folytathatja a képzést, vagy egy alapfokú diplomával több mesterképzést is elvégezhet.
Az OECD felmérése alapján a magyar oktatás a 21. helyet foglalja el a világon általános minősége alapján. Az oktatási kiadások a GDP 4,7%-át adták 2020-ban. A tanár-diák arány 1:11.[forrás?] Az országban élő diplomások aránya 1980 és 2010 között megháromszorozódott, így a Magyarországon élő diplomások aránya 19%, a 25 éves, és annál idősebb népesség viszonylatában.

### Építészet
Magyarország történelme során több olyan kimagasló épületet is megalkotott már, amely európai és világ viszonylatban is nagy elismerésnek örvendenek. Ilyen például a kontinens legnagyobb zsinagógájának is számító Dohány utcai zsinagóga vagy Nagy zsinagóga, amely mór stílusban épült 1854-59 között Ludwig Förster tervei alapján, és amely közel háromezer ember befogadására is képes. Ilyen még a Budapesten, a Városligetben megtalálható, Európa legnagyobb fürdőkomplexumának is számító Széchenyi gyógyfürdő 1913-ban átadott neoreneszánsz épületegyüttese, továbbá az ország legnagyobb épületének számító Országház is, amely 268 méter hosszú és 96 méter magas, ezzel pedig az ország egyik legmagasabb épületének is számít, ilyen továbbá az ország legnagyobb vallási építménye, amely az egyik legnagyobbnak számít Európában is, a száz méter magas klasszicista stílusú Esztergomi bazilika, ahol egyben a világ legnagyobb egy vásznára festett oltárképe is megtalálható Michelangelo Grigoletti alkotásában, továbbá Magyarország ad otthont a Pannonhalmi Bencés Főapátságnak, valamint egy ókeresztény temetkezési helynek is, a Pécsen található ókeresztény sírkamráknak, ami a világörökség része.

### Néprajz
A finnugor nyelvcsalád legnagyobb lélekszámú és legnyugatibb csoportját képező, vándorlásaik során török és keleti szláv népekkel érintkező, a Kárpát-medencében való letelepedésüket követően számos etnikai elemet és kulturális jelenséget magába olvasztó, illetve átvevő magyarok etnikai-táji szerkezete más európai népekéhez képest egységes. A magyarok a 9. századtól folyamatosan használták saját írásrendszerüket, a székely–magyar rovásírást, azonban az elsődleges írássá a latin ábécé lépett elő. A magyar nyelvhez illeszkedő latin írásforma a 20. század elejére nyerte el végső formáját, kialakítva a ma is ismert magyar ábécét. A mai Magyarország területén számon tartott főbb néprajzi tájak és csoportok elkülönítése kisebb etno-kulturális jelenségek (népviselet, népi építészet, népszokások, nyelvjárás stb.) eltérésén alapul. Ennek megfelelően a néprajzi szakirodalom Magyarország táji-néprajzi tagolódása kapcsán három főbb, karakteres hagyományos népi kultúrával rendelkező néprajzi tájakat és csoportokat különböztetünk meg, ezek a Dunántúlon (például a Göcsej, a Hanság, az Ormánság, a Sárköz stb.), az Alföldön (például a Kiskunság, a Jászság, a Hajdúság stb.) és a néprajzi szempontból a Felföldhöz tartozó Északi-középhegységben és déli előterében (például a Palócság, Matyóföld, Hegyalja stb.) található régiók.
A hagyományos magyar paraszti társadalom patriarchális, azaz apajogú nagycsaládokra épült, a birtokszerkezet kora újkortól jelentkező felaprózódásával azonban a kis család, illetve a műrokonság (komaság) és a szomszédság lett a paraszti társadalom alapegysége. A települések társadalmi szerkezete már a középkorban sem volt egységes, igazán éles társadalmi különbségeket azonban csak a jobbágyfelszabadítás és a 19. század gyors ütemű technikai-gazdasági fejlődése hozta el. A szegényparaszti réteg és a nincstelen agrárproletárok mellett ekkor jelentek meg a közép- és gazdagparasztok. A magyarok legősibb foglalkozásai közé tartozott a zsákmányoló méhészet, valamint a halászat. Az újkorig a magyar parasztság legjelentősebb ősi gazdálkodási formája a szilajpásztorkodás volt, ezt váltotta fel fokozatosan a szénatermelésen alapuló félszilaj, majd az istállózó állattartás. Ez utóbbi változás nyomán léptek a nagyobb hasznonvételű állatfajták a hagyományos magyar tájfajták helyébe (magyar szürke szarvasmarha, rackajuh stb.), és ezzel párhuzamosan az ősi magyar pásztorkutyafajtáknak (mint a puli, a komondor stb.) a szerepe is csökkent.
A földművelésben az újkorra kettős táji rendszer alakult ki, a domb- és hegyvidéki (parlagolás, sarlós aratás, cséplés, csűrös gabonatárolás), illetve az alföldi (kaszás betakarítás, nyomtatás, vermelés) növénytermesztési rendszer. A hagyományos kultúrnövények (búza, rozs, tönköly, alakor, köles, hajdina stb.) mellett a 17-18. századtól jelentek meg a kapásnövények (burgonya, napraforgó, paprika, dohány, kukorica stb.), majd a különböző zöldségkultúrák. A szőlőművelési és borászati ismereteket a középkor során a vallon telepesektől, majd a délszláv népektől vettük át.

## Gasztronómia
A magyar konyha a magyar kultúra egyik kiemelkedő különlegessége, még ha eredetileg nem is tartozik a legegészségesebbek közé. Az ételek elkészítésének alapanyaga a hagyma, a paprika és az étolaj (korábban a zsír). A fogásokat gyakran paprikával ízesítik, egészben vagy porrá őrölt formájában – ami magyar találmány. Nemzetközileg a gulyás (külföldön pörköltszerű valami), a paprikás krumpli és a lecsó a legismertebb magyar étel. A halászlé különböző fajtájú halak, hagyma, őröltpaprika gazdag keveréke. Egyéb jellegzetes ételek: paprikás csirke, libamáj. A tejföl gyakran használatos az erőteljes ízekhez könnyítésnek. Az édességek között jellegzetes a dobostorta, a rigójancsi, a kürtös kalács, a rétes (leheletvékony tésztarétegek különböző töltelékkel: almás, meggyes, mákos, túrós és egy valamivel ritkább változat, a tökös-mákos), hagyományos és Gundel-palacsinta, szilvás gombóc, somlói galuska és gesztenyepüré.
Érdekes pékáru a kifli, amely nevét a német Kipferl után kapta, és ritka péksütemény a világon. Említésre méltó még a langalló vagy kenyérlángos, amely szintén magyar jellegzetesség; napjainkban újra divatba jött.
A magyar borvidékek sokszínűségének köszönhetően világhírű magyar termék a Tokaji aszú, az Egri bikavér és a Badacsonyi szürkebarát. Alkoholtartalmú italok közül magyar specialitás a pálinka és az Unicum. Alkoholmentes italok tekintetében előkelő helyen szerepelnek az ásványvizek, közöttük a szénsavmentes Szentkirályi Ásványvíz a párizsi Aqua-Expón „a legjobb külföldi szénsavmentes víznek járó 2004. évi Eauscar díjat” nyerte el, de érdemes megemlíteni a szintén népszerű Theodora kékkúti vizet és a gyógyhatású Mira vizet is.

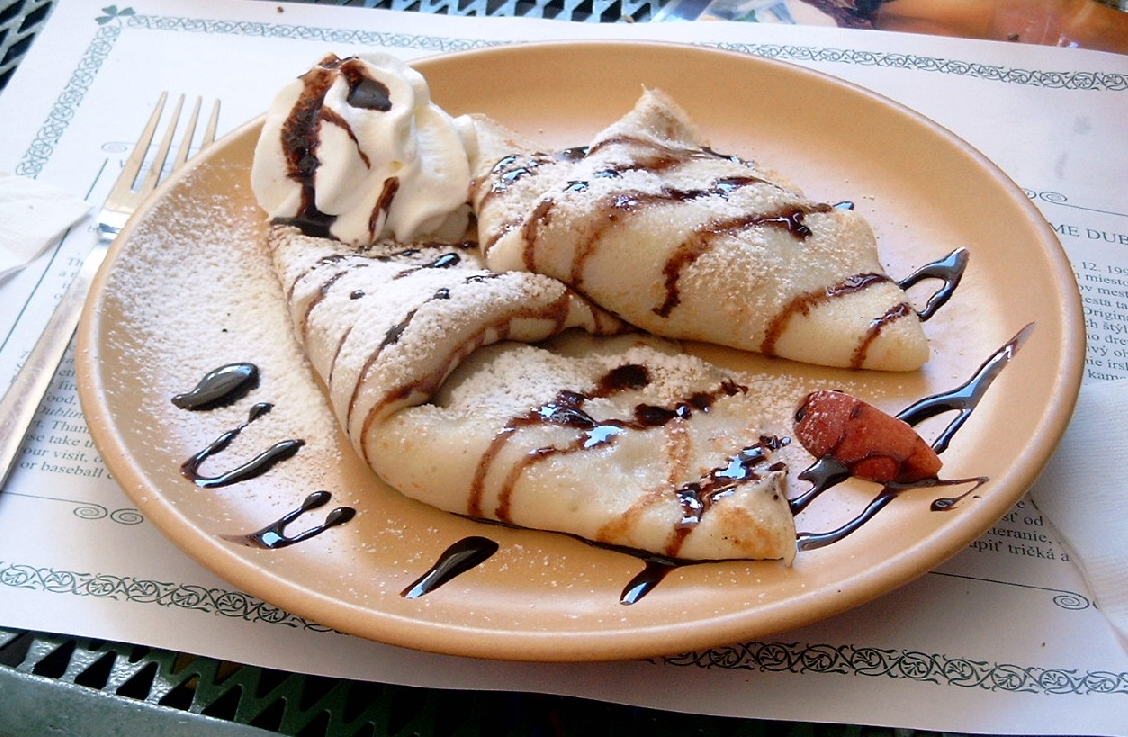
Palacsinta
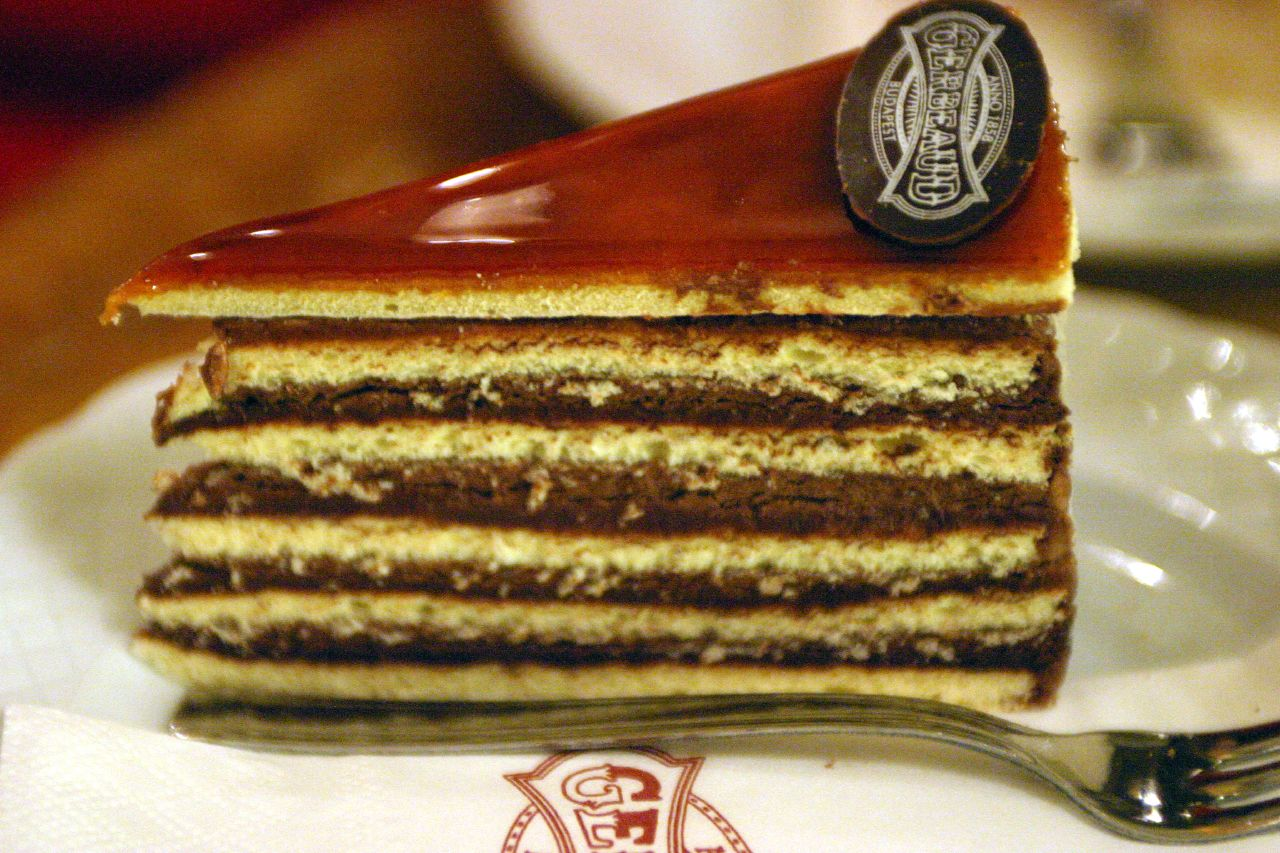
Dobostorta
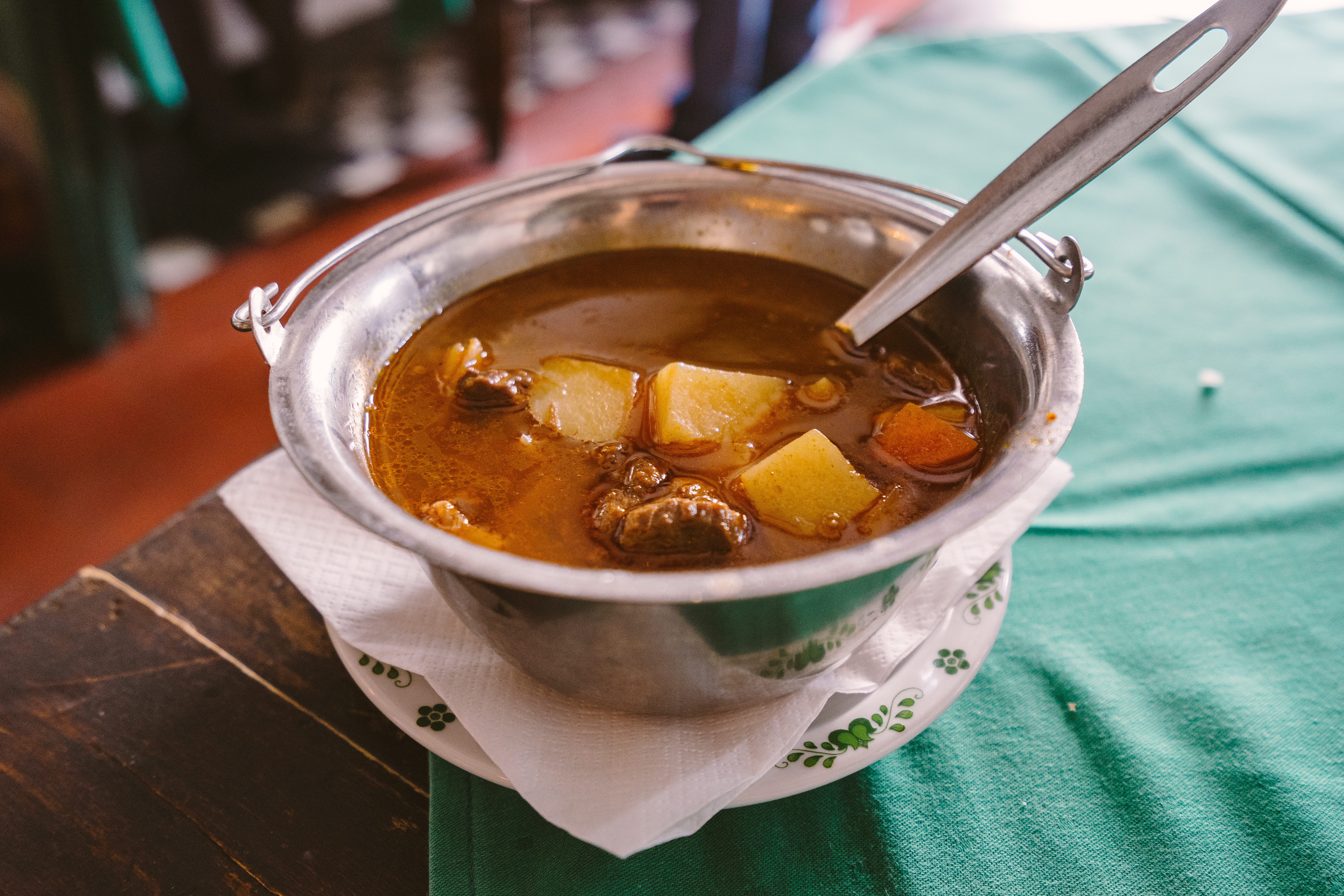
Gulyás bográcsban tálalva
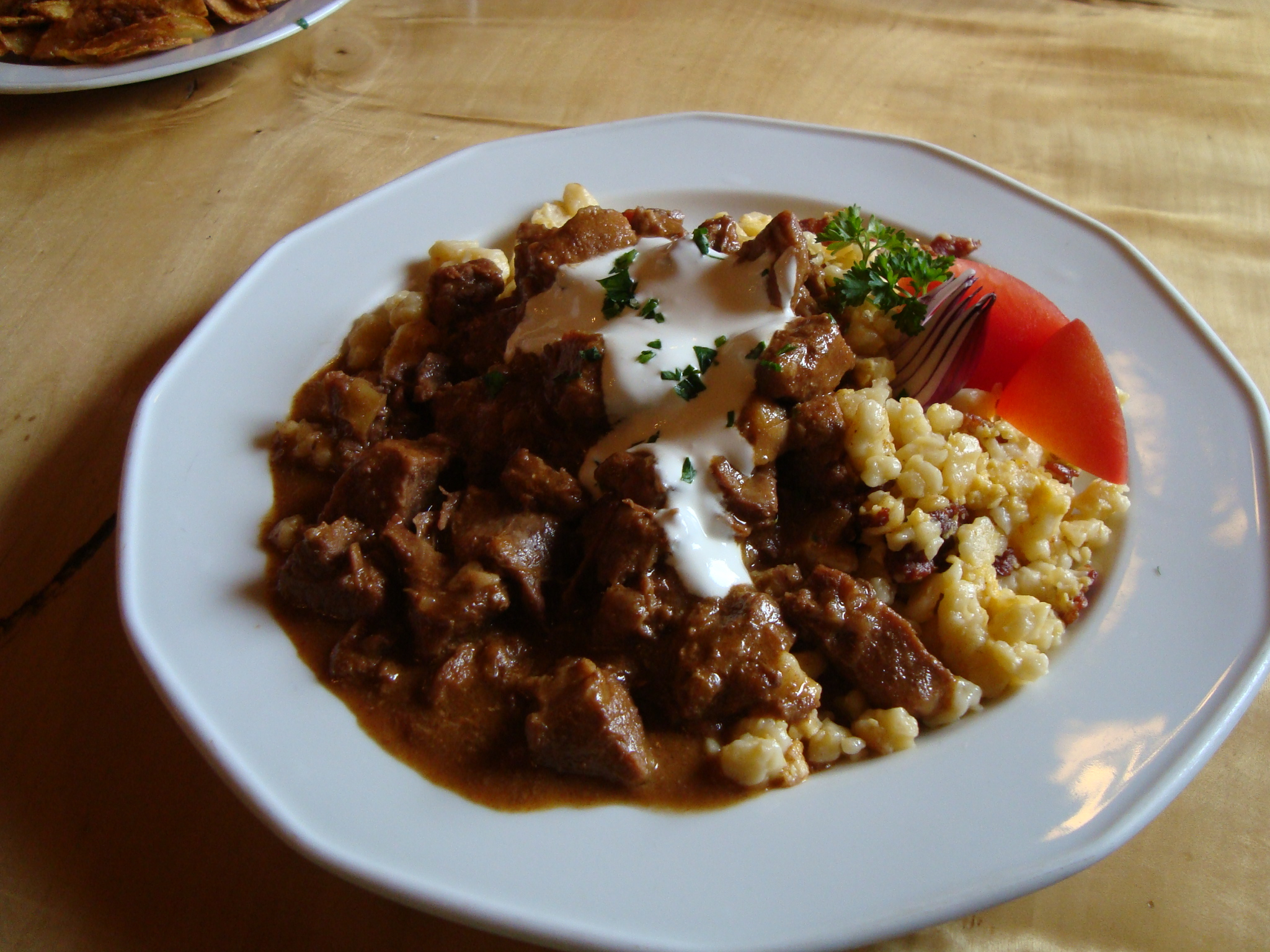
Marhapörkölt nokedlivel
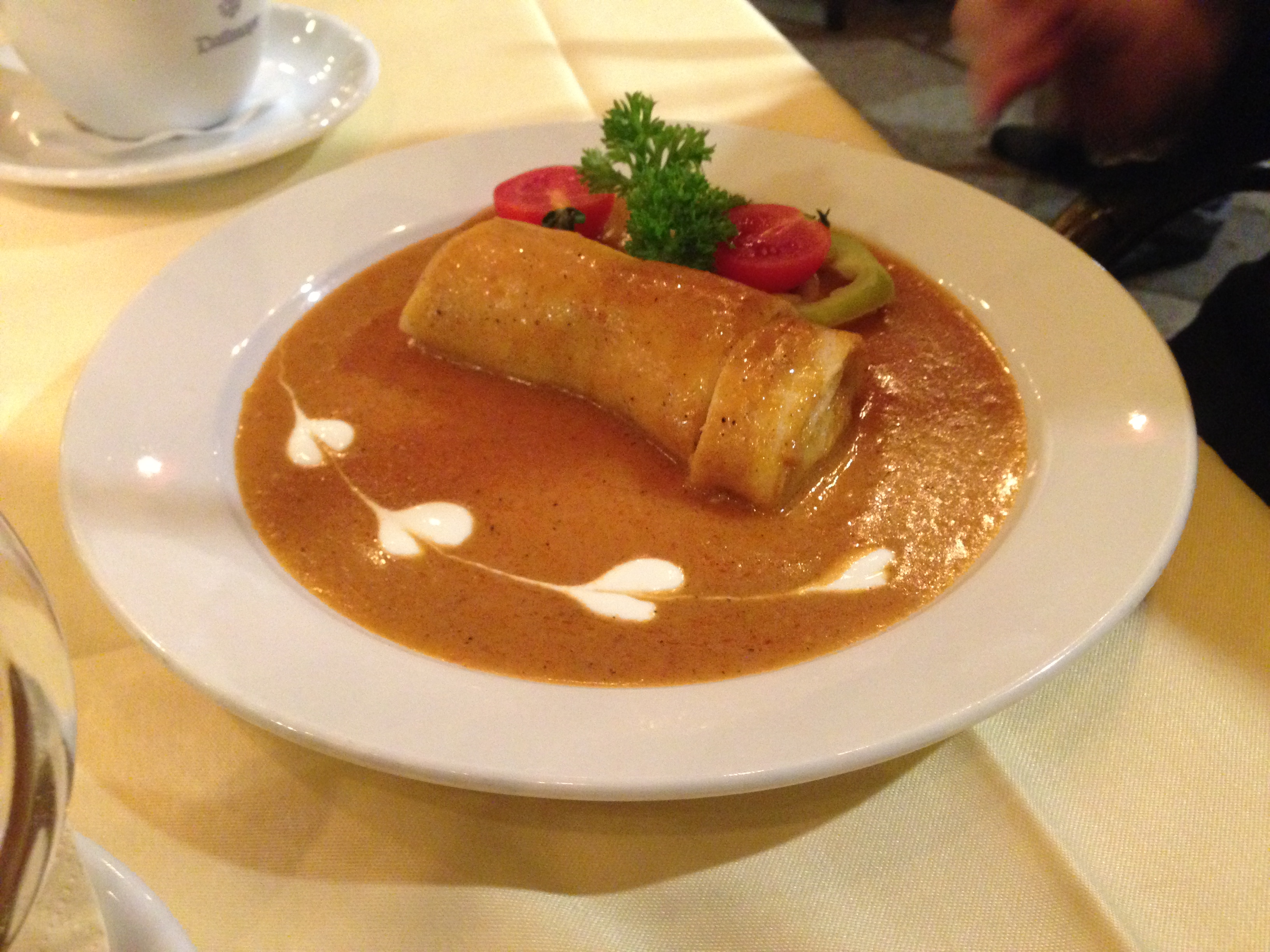
Hortobágyi palacsinta
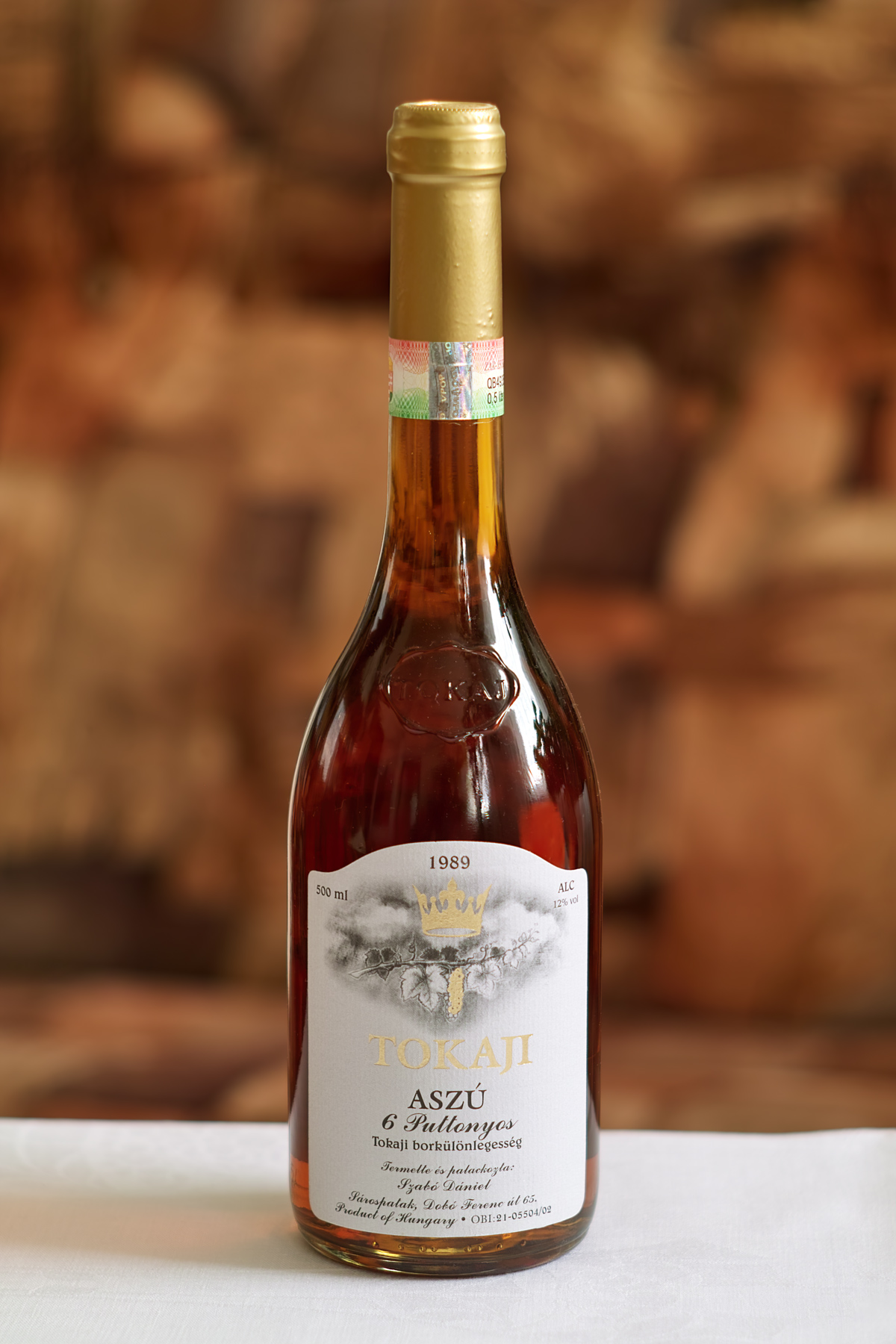
Tokaji aszú

## Turizmus
Magyarország számos olyan értéket mondhat magáénak, melyek miatt messze földről felkeresik. Legfőbb turisztikai központjai Budapest, a Balaton és környéke, illetve a Dunakanyar. Évente mintegy 7 millió turista látogatja. Az ország idegenforgalmi szempontból a kilenc régióra osztható, ezek a Budapest–Közép-Duna-vidék, a Közép-Dunántúl, a Nyugat-Dunántúl, a Balaton, a Dél-Dunántúl, az Észak-Magyarország, az Észak-Alföld, a Dél-Alföld és a Tisza-tó régió. Az ország számos évenként megrendezett művészeti fesztiválnak, néprajzi, turisztikai és sporteseménynek ad otthont. Ezek közé tartozik Budapesten a Tavaszi Fesztivál, a Budapest Parádé, és a Sziget Fesztivál, a Balaton régiójában a Művészetek Völgye, az alföldi régiókban a Hortobágyi Lovasnapok és Hídivásár, a Debreceni Virágkarnevál és a Szegedi Szabadtéri Játékok, Miskolcon a Miskolci Nemzetközi Operafesztivál, a Nyugat-Dunántúlon a soproni VOLT Fesztivál.
Budapest világörökségi helyszínként elismert látnivalói a Duna-part látképe és a Budai Várnegyed, valamint az Andrássy út és történelmi környezete. A főváros számtalan egyéb látnivalója között nemzetközi viszonylatban is különleges műemlékek, templomok (Szent István-bazilika), paloták (Budavári Palota), ókori, középkori és török kori (Gül Baba türbéje) emlékek, valamint barokk (Szent Anna templom), klasszicista (Nemzeti Múzeum), romantikus (Pesti Vigadó), neoreneszánsz (Magyar Állami Operaház), eklektikus (Néprajzi Múzeum) és szecessziós (Iparművészeti Múzeum) stílusú középületek és lakóházak, továbbá 223 múzeum és galéria (közöttük jó néhány nemzetközi rangú gyűjteménnyel), történelmi hidak (Széchenyi lánchíd), valamint a köztéri szobrok (Szabadság-szobor) és emlékművek (Millenniumi emlékmű) sokasága található.
A magyarországi városok közül Budapest után műemlékekben, múzeumokban, kulturális látnivalókban a leggazdagabbak: Székesfehérvár, Debrecen, Sopron, Győr, Szombathely, Kőszeg, Pécs, Kaposvár, Esztergom, Veszprém, Pápa, Várpalota, Eger, Miskolc, Szeged, a világörökséghez tartozó Tokaj, Hortobágy, Nyíregyháza és Nyírbátor, Sárospatak, Pásztó, Kecskemét, Kalocsa, Szentes, Hódmezővásárhely, Baja, Szentendre.
Az ország számos településén találhatók középkori templomok (Ják, Lébény, Ócsa, tihanyi altemplom, Csaroda stb.), romantikus hangulatú várak (Visegrád, Nagyvázsony, Sümeg, Szigliget, Szigetvár, Siklós, Pécsvárad, Magyaregregy, Sárvár, tatai vár, cseszneki vár, Drégely vára, Hollókő, boldogkői vár, diósgyőri vár, füzéri vár, Sárospatak, Szerencs, Szécsény, Gyula), kastélymúzeumok (Fertőd, Nagycenk, Keszthely, Gödöllő, Martonvásár, Ráckeve stb.). Sok turista keresi fel a világörökség részét képező hollókői ófalut és Pannonhalmi Bencés Főapátságot, a komáromi erődrendszert, a gorsiumi régészeti parkot, a vértesszőlősi ősemberleleteket, a majki műemlékegyüttest is. A különleges történelmi emlékhelyek és kulturális központok közé tartozik az ópusztaszeri Nemzeti Történeti Emlékpark, a Mohácsi Történelmi Emlékhely, a kaposmérői ősmagyar harcászati bemutatóhely és a somogyvámosi Krisna-falu. Gazdag néprajzi, népművészeti látnivalót jelentenek a szabadtéri néprajzi múzeumok (Szentendrei skanzen, a pityerszeri skanzen Szalafőn, nyíregyházi sóstói skanzen, Szántódpuszta stb.), az őrségi és göcseji falvak máig megőrzött népi építészete, a Sárköz falvainak élő néphagyományai, valamint a palóc néphagyományokat őrző Hollókő (világörökségi helyszín), a Hortobágy néprajzi emlékei és pásztorhagyományai, a nyírségi települések jellegzetes, fából épült haranglábai, a tákosi református templom.

### Gyógyturizmus
Különleges turisztikai vonzereje a világviszonylatban is kiemelkedő jelentőségű balneológiai és geotermikus adottságainak köszönhetően termálvízekben bővelkedő ország. Japán, Izland, Olaszország és Franciaország után Magyarország a világ ötödik termálvíz nagyhatalma. A gyógyvizes hőforrások az ország valamennyi régiójában előfordulnak, és számos gyógyfürdőt táplálnak. Budapest a világ egyetlen gyógyfürdőkkel rendelkező fővárosa. A gyógyvízkincsre épülő magyar fürdőkultúra több mint 2000 éves múltra tekint vissza. Világszerte ismert értékes gyógyvizeiről, amelyek turisztikai szerepe jelentős, ezért az ország a nemzetközi egészségturizmus egyik kedvelt célpontja.
A gyógyfürdőkhöz az elmúlt évtizedekben jelentős számban születtek építkezési, infrastrukturális bővítések, szélesedett a gyógyszállók rendszere, kialakultak a wellness-szállodák, működnek a legnevesebb gyógybarlangok és felépült számos aquapark is. Gyógy-, illetve termálfürdőket Magyarországon Agárd, Balf, Berekfürdő, Budapest, Bükfürdő, Cegléd, Cserkeszőlő, Csongrád, Debrecen, Dombóvár, Egerszalók, Fehérgyarmat, Győr, Gyula, Hajdúszoboszló, Harkány, Hévíz, Jászárokszállás, Kehidakustány, Kiskunhalas, Kiskunmajsa, Komárom, Lenti, Makó, Martfű, Mezőkövesd, Miskolctapolca, Mórahalom, Mosonmagyaróvár, Nagyatád, Orosháza, Paks, Parádfürdő, Püspökladány, Sárvár, Siklós, Szeged, Székesfehérvár, Szentes, Szolnok, Tamási, Tiszaújváros, Túrkeve, Zalakaros településeken találunk.

## Sport
Magyarországon a legnépszerűbb sportág a labdarúgás, amiben egykoron a világ elitjéhez tartozott (sikerei között szerepel 3 olimpiai aranyérem, 1 olimpiai ezüstérem, 1 olimpiai bronzérem, 2 világbajnoki ezüstérem és 1 Európa-bajnoki bronzérem). Az akkori idők csapatát (az 1950-es években) nem véletlenül illetik világszerte a magyar Aranycsapat névvel. Azonban évtizedek óta a magyar válogatott már ki sem jutott a világbajnokságokra.
Kedvelt sportág még a kézilabda, és az olimpiákon remekül képviselteti magát az ország olyan számokban, mint a vívás, kajak-kenu, úszás, ökölvívás, birkózás, öttusa, vízilabda, és többször is arany-, ezüst- vagy bronzérmekkel tértek haza a magyar sportolók, így az ország nagy hagyományokkal rendelkezik ezen sportágak területén. Vízilabda sportágban, Kemény Dénes vezette csapata 2000 és 2008 között 3 alkalommal nyerte meg az olimpiát. Sportnemzeti státuszát mi sem bizonyítja jobban, mint az olimpiai játékok összesített éremtáblázatának 8. helye (176 arany, 151 ezüst, 174 bronzérem). Magyarország olyan ökölvívókat adott a világnak, mint például Papp László, vízilabdázókat, mint Benedek Tibor, labdarúgókat, mint Puskás Ferenc vagy olyan úszókat, mint például Hajós Alfréd, Hosszú Katinka vagy Milák Kristóf vagy mint a legsikeresebb magyar olimpiai bajnok és pontszerző vívó Gerevich Aladár. és a 3-szoros egyéni olimpiai bajnok vívó Szilágyi Áron.
Az országban fejlődő szinten van a jégkorong. A magyar férfi-válogatott az utóbbi időkben elérte történetének legnagyobb sikerét is; 2008-ban Japánban (Szapporóban) megnyerte a divízió I-es jégkorong-világbajnokságot. Ezzel feljutott a legjobbak közé a 2009-ben Svájcban megrendezett világbajnokság A csoportjába. Ezt a bravúrt 2015-ben is megismételték.
A motorsport is népszerű. A magyar Szisz Ferenc nyerte az első Grand Prix (Nagydíj) futamot a világon, 1906-ban. Az ország saját Formula–1-es futamot rendez a Hungaroringen 1986 óta. A F1-es versenyeken a legsikeresebb magyar versenyző Baumgartner Zsolt, aki a 2004-es Formula–1 világbajnokság-ban vett részt. A ralibajnokságok és a túraautó-világbajnokságok is fontos szerephez jutnak. A legkiválóbb versenyzők Talmácsi Gábor, illetve Michelisz Norbert.

## Ünnepek és emléknapok
| Dátum               | Az ünnep neve                                                                  | Munkaszüneti nap | Megjegyzés                                                                              |
| ------------------- | ------------------------------------------------------------------------------ | ---------------- | --------------------------------------------------------------------------------------- |
| Január 1.           | Újév                                                                           | igen             |                                                                                         |
| Március 15.         | Az 1848-as forradalom ünnepe                                                   | igen             |                                                                                         |
| Változó             | Nagypéntek                                                                     | igen             |                                                                                         |
| Változó             | Húsvét (vasárnap és hétfő)                                                     | igen             | március 22. és április 26. között                                                       |
| Május 1.            | A munka ünnepe                                                                 | igen             |                                                                                         |
| Változó             | Pünkösd (vasárnap és hétfő)                                                    | igen             | május 10. és június 14. között                                                          |
| Június 4.           | A nemzeti összetartozás napja                                                  | nem              |                                                                                         |
| Augusztus 20.       | Állami ünnep az államalapítás és az államalapító Szent István király emlékére  | igen             |                                                                                         |
| Október 6.          | Aradi vértanúk                                                                 | nem              |                                                                                         |
| Október 23.         | 1956-os forradalom ünnepe és a harmadik magyar köztársaság kikiáltásának napja | igen             |                                                                                         |
| November 1.         | Mindenszentek                                                                  | igen             |                                                                                         |
| December 24.        | Szenteste                                                                      | nem              | Többnyire csökkentett munkaidő, korlátozott közösségi közlekedés és nyitvatartási idők. |
| December 25. és 26. | Karácsony                                                                      | igen             |                                                                                         |
| December 31.        | Szilveszter                                                                    | nem              | Többnyire csökkentett munkaidő, módosított közösségi közlekedés és nyitvatartási idők.  |

### Általános tudnivalók, hasznos információk
- A Magyarország.hu országinformációkat tartalmazó allapjai. magyarorszag.hu. [2018. október 7-i dátummal az eredetiből archiválva]. (Hozzáférés: 2018. október 7.)
- The World Fact Book – Hungary (Magyarország a The World Factbook oldalán. cia.gov. CIA. (Hozzáférés: 2020. március 21.)
- tourinform.hu. [2017. június 6-i dátummal az eredetiből archiválva]. (Hozzáférés: 2018. október 7.)

### Térképek
- Kereshető Magyarország-térkép. ELTE Térképtudományi és Geoinformatikai Tanszék. (Hozzáférés: 2018. október 8.)
- Térkép Kalauz. (Hozzáférés: 2018. október 8.)
- Magyarország domborzati térképe. (Hozzáférés: 2018. október 8.)
- OpenStreetMap CC licencű térképe Magyarországról. (Hozzáférés: 2018. október 8.)

### Képgalériák
- Magyarország-képgaléria. magyarorszag-kepgaleria.lap.hu. Startlap.hu. (Hozzáférés: 2018. október 7.)

### Hivatalok
- Kormányzati portál. kormany.hu. [2011. július 14-i dátummal az eredetiből archiválva]. (Hozzáférés: 2018. október 7.)
- Központi Statisztikai Hivatal. ksh.hu. Központi Statisztikai Hivatal. (Hozzáférés: 2018. október 7.)